# Croiseur de bataille

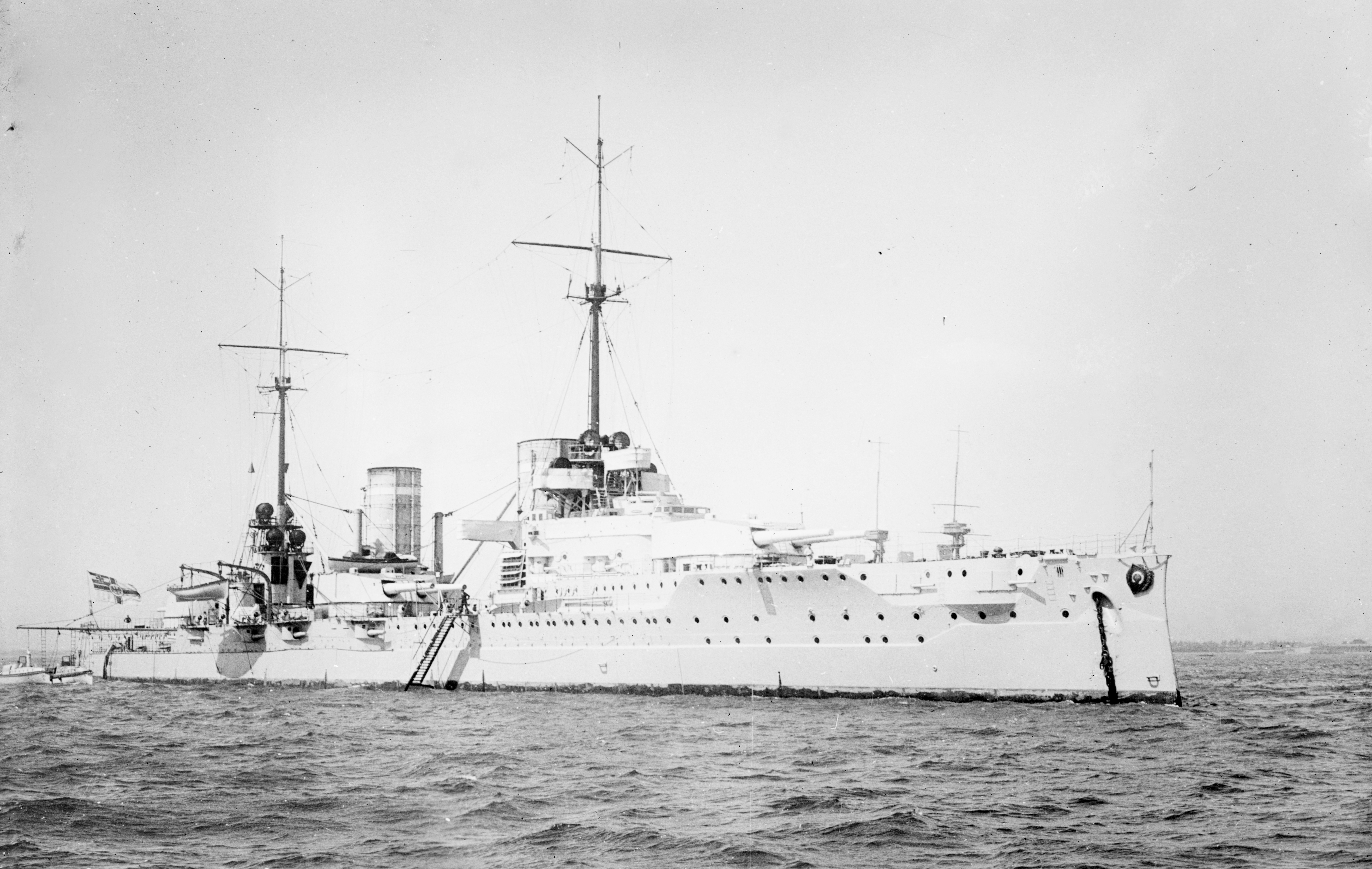
Le « grand croiseur » SMS Von der Tann de la Kaiserliche Marine est un croiseur de bataille doté d'une artillerie un peu inférieure et d'une protection très supérieure à celles de ses contemporains britanniques.

Le croiseur de bataille est un type de navire de guerre apparu au début du XXe siècle. Ses caractéristiques sont semblables à celles du cuirassé pour le déplacement, le calibre de l'artillerie principale, l'effectif de l'équipage, le rayon d'action, mais sa vitesse est nettement supérieure, dépassant aussi celle des plus grands croiseurs de l'époque, grâce à une coque au rapport longueur largeur plus grand et un appareil propulsif plus puissant. Ce poids supplémentaire est compensé, sur les navires de conception britannique, par un blindage plus léger, et cette moindre protection constitue la principale restriction à l'emploi de ce type de navire ainsi que le montrent les principaux combats auxquels ils participent pendant la Première Guerre mondiale.
Dans les classifications du traité naval de Washington de 1922, les croiseurs de bataille ne sont pas reconnus en tant que tels, mais sont de fait assimilés aux cuirassés, alors que les croiseurs sont définis comme ayant un déplacement bien moindre, au maximum 10 000 tonnes « Washington » (tW) et une artillerie limitée à un calibre maximum de 203 mm. À partir de 1935, alors que vont expirer les traités de limitation des armements navals, les principales marines vont s'efforcer d'atteindre les objectifs assignés aux croiseurs de bataille avec le concept de cuirassé rapide, d'un déplacement de 25 000 à 35 000 tonnes, jouant sur la puissance de l'armement (avec huit, neuf ou dix canons, de 280 mm à 406 mm), le blindage (avec des ceintures blindées de 230 à 356 mm), ou la vitesse, de 27 à 32 nœuds.

## Origine du concept
Les navires cuirassés sont apparus dans la seconde moitié du XIXe siècle, en réaction à l'apparition de l'obus explosif, fatal aux navires en bois. Le déplacement important dû à la cuirasse, et les faibles performances des machines à vapeur alternatives, conduisent à la généralisation d'un type de cuirassés assez homogène, dans les principales marines, autour de 1900, avec une artillerie principale de deux tourelles doubles de 305 mm mais à cadence de tir lente (1 coup par minute), une forte artillerie secondaire, voire « intermédiaire », d'un calibre qui peut atteindre 250 mm mais à tir rapide (3 coups par minute), une vitesse opérationnelle de l'ordre de 15 nœuds, c'est-à-dire susceptible d'être soutenue malgré les avaries assez fréquentes des machines alternatives fonctionnant à plein régime. C'est la situation au moment de la guerre russo-japonaise, lors des batailles de la mer Jaune (10 août 1904) ou de Tsushima (27-28 mai 1905).
L'augmentation de la portée de l'artillerie, obtenue en substituant la cordite à la poudre noire, et en recourant à des canons de plus grande longueur, les progrès en matière de réglage de l'artillerie et notamment l'introduction de la direction de tir centralisée, enfin l'utilisation de la turbine, plus fiable que les machines alternatives pour les vitesses soutenues sur de grands navires, vont conduire à une nouvelle génération de cuirassés, consécutive à la mise en service du HMS Dreadnought en 1906.

### Croiseurs protégés et croiseurs cuirassés[3]

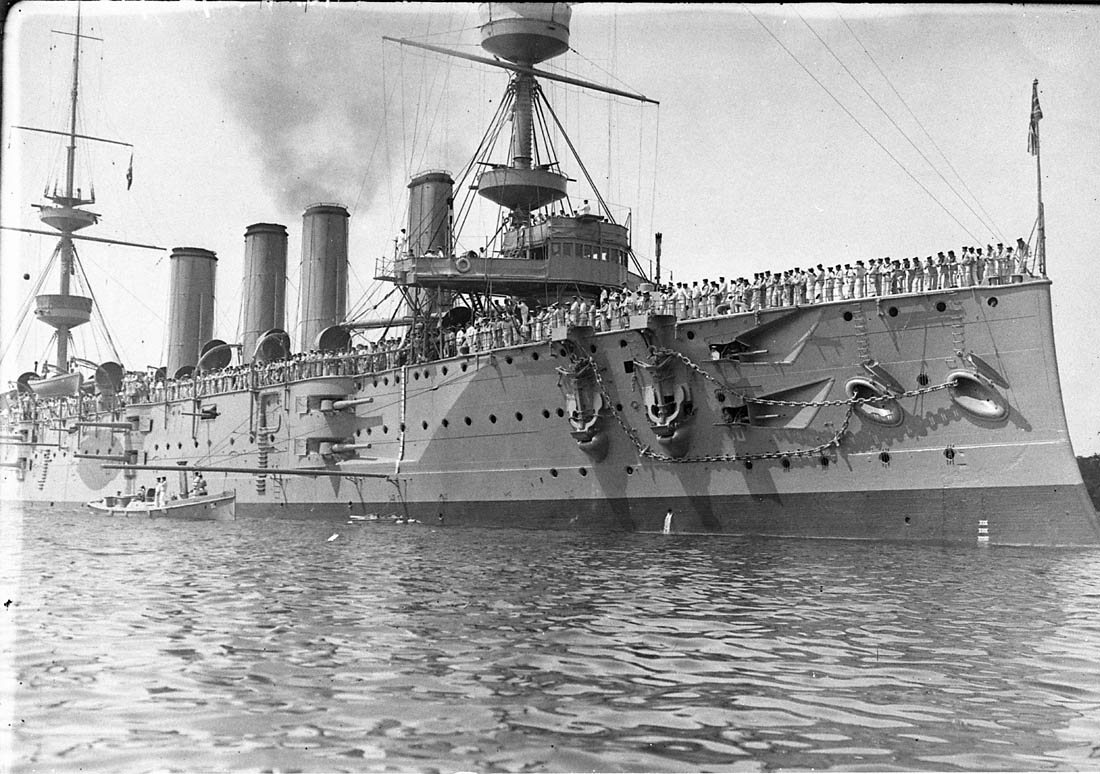
Le croiseur protégé HMS Powerful, vers 1905.

Traditionnellement, le travail de reconnaissance des escadres de cuirassés incombait aux croiseurs, successeurs des frégates et autres corvettes. Il s'agissait de bâtiments légers, ayant un déplacement de l'ordre de 5 000 tonnes, plus rapides que les cuirassés. Mais d'autres tâches comme la présence outre-mer, l'attaque ou la défense des liaisons maritimes commerciales, nécessitant un grand rayon d'action, demandaient des navires d'un déplacement plus important. La nécessité de concilier vitesse et protection a conduit à l'apparition des croiseurs protégés, au cours de la décennie 1880. À défaut d'une cuirasse verticale, dont la lourdeur avait conduit à réduire la vitesse, ils reçoivent seulement un pont blindé, la protection des flancs étant assurée par les soutes à charbon. À la fin du XIXe siècle, la Royal Navy mit ainsi en service de grands croiseurs protégés, comme la classe Powerful dont le déplacement de plus de 14 000 tonnes atteignait celui des cuirassés de l'époque, comme ceux de la classe Formidable par exemple. Plus longs de 30 mètres, avec un ratio longueur/largeur de 7,2 au lieu de 5,5, développant 25 000 ch au lieu de 15 000, filant 4 nœuds de plus, ils avaient été dotés, comme artillerie principale, de deux pièces simples de 9,2 pouces (en) (234 mm), non blindées, sous masque, ce calibre étant considéré comme le plus petit susceptible de causer des dégâts à un cuirassé, mais leur affrontement avec un cuirassé eût été plus que risqué.

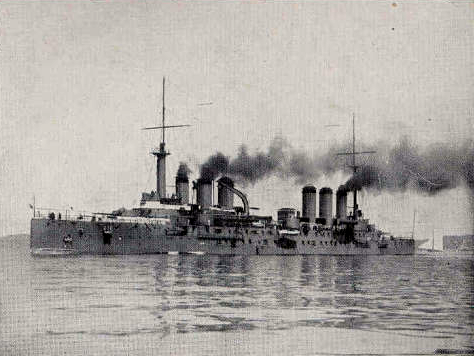
Le croiseur cuirassé français Edgar-Quinet sert de bâtiment-école jusqu'en 1930.

Aussi, à partir de 1899, la Royal Navy met sur cale un autre type de grands croiseurs, des croiseurs cuirassés, dont la première classe, la classe Cressy est mise en service en 1901-1902. Leur déplacement et leur vitesse est comparable aux croiseurs des classes précédentes (12 000 tonnes, 22 nœuds), mais ils ont sur les flancs une cuirasse qui atteint 6 pouces (152 mm), et sont armés, outre une imposante batterie de canons de 152 mm, de deux pièces simples de 234 mm. Les classes suivantes sont dotées de la même artillerie, sauf la classe Monmouth, sur laquelle les canons de 234 mm sont remplacés par des tourelles doubles de 152 mm, la cuirasse limitée à 102 mm en ceinture et à 127 mm sur les tourelles. La classe Devonshire reçoit une cuirasse de 152 mm, mais des canons de 190 mm seulement. La dernière classe de croiseurs cuirassés, la classe Minotaur, mise en service en 1909 porte deux tourelles doubles de 234 mm.

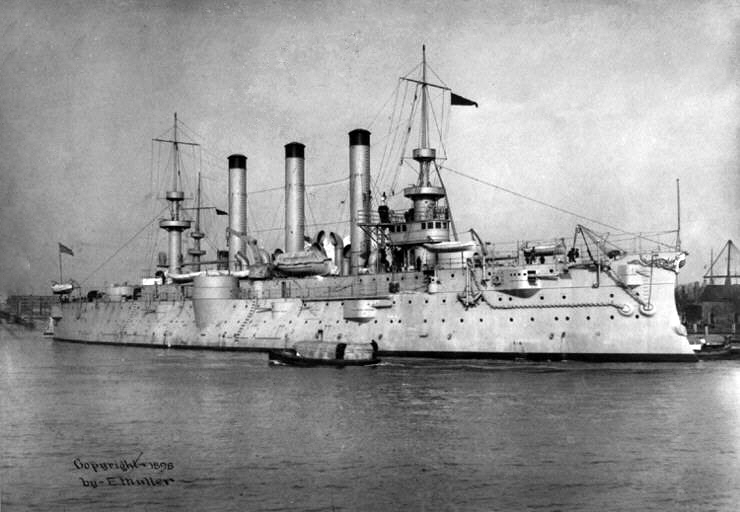
Le croiseur cuirassé USS Brooklyn participa à la bataille de Santiago de Cuba, en 1898.

Les autres marines allemande, russe, austro-hongroise, française, italienne ou espagnole mais aussi japonaise ou américaine, mettent en service des croiseurs protégés, ou des croiseurs cuirassés, mais à la différence des cuirassés de l'époque, il n'y a pas la même convergence dans le déplacement ou l'armement. Certes, les plus grosses unités ne dépassent pas 15 000 tonnes, mais certaines unités ne déplacent que 5 000 à 7 000 tonnes. La vitesse est toujours de quelque 22 nœuds. Quant au calibre de l'artillerie principale, il se situe le plus souvent entre 152 mm et 203 mm : les derniers croiseurs cuirassés français, la classe Edgar Quinet, ne portent ainsi que des canons de 194 mm), mais la Marine impériale allemande utilise des canons de 210 mm, la Royal Navy, on l'a vu, utilise des canons de 234 mm, la marine austro-hongroise des canons de 240 mm sur le SMS Sankt Georg, la marine espagnole des canons de 280 mm sur la classe Infanta María Teresa et la marine japonaise des canons de 305 mm sur la classe Tsukuba et la classe Ibuki.
Certains de ces navires sont engagés dans les combats de la guerre hispano-américaine, comme l'USS Olympia, sur lequel le commodore Dewey avait sa marque à la bataille de la baie de Manille (1er mai 1898), ou l'USS New York et l'USS Brooklyn, navires-amiraux des escadres qui ont détruit les trois croiseurs cuirassés espagnols de la classe Infanta María Teresa et le Cristóbal Colón, de construction italienne, à la bataille de Santiago de Cuba (3 juillet 1898). Quant à la guerre russo-japonaise, elle a montré une capacité certaine, du côté japonais, à bien coordonner les croiseurs cuirassés et les escadres de bataille, d'où la recherche d'un type de croiseurs, capable de repousser les forces de reconnaissance adverses et de servir d'aile marchante aux escadre de cuirassés, doté d'une vitesse lui permettant de dépasser la tête de la ligne de bataille ennemie, voire de lui « barrer le T ».

### «Croiseurs de bataille» britanniques et «grands croiseurs» allemands

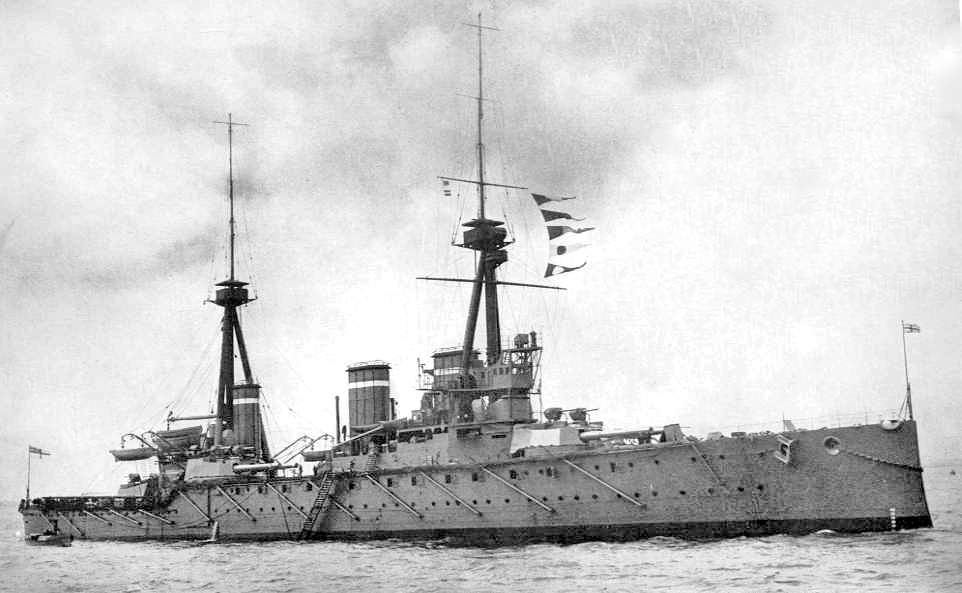
Le croiseur de bataille HMS Invincible inaugura le concept britannique du croiseur de bataille, immédiatement après la mise en service du HMS Dreadnought.

Les premiers à réaliser de tels bâtiments sont les Britanniques, sous la houlette de l'amiral Fisher, Premier Lord de la Mer de 1904 à 1911, à partir de l'idée que « la vitesse tient lieu de blindage » (« Speed is armour ») : les trois navires de la classe Invincible mis en chantier en 1906 immédiatement après le HMS Dreadnought, sont entrés en service en 1908. D'un déplacement de plus de 20 000 tonnes à pleine charge soit 2 000 tonnes de plus que le célèbre cuirassé, ils portent quatre tourelles de 12 pouces (305 mm) au lieu de cinq. Plus longs d'une dizaine de mètres, avec un ratio longueur/largeur un peu supérieur (7,2 contre 6,4) et une puissance installée de 41 000 ch au lieu de 22 000, ils filent 5 nœuds de plus. Mais pour compenser les plus grandes dimensions de coque et l'appareil moteur plus puissant avec 31 chaudières au lieu de 18, l'épaisseur de la ceinture cuirassée n'est que de 6 pouces (152 mm) au lieu de 11 (280 mm) et le blindage des tourelles n'est que de 7 pouces (178 mm) au lieu de 11. Ces navires qui recevront en 1911 la désignation officielle de croiseurs de bataille ne sont dès lors plus intégrés aux escadres de croiseurs, mais constituent une escadre particulière de croiseurs de bataille. Conçus pour surclasser les croiseurs cuirassés, ils sont grâce à leur vitesse en situation d'éviter le combat avec les cuirassés.

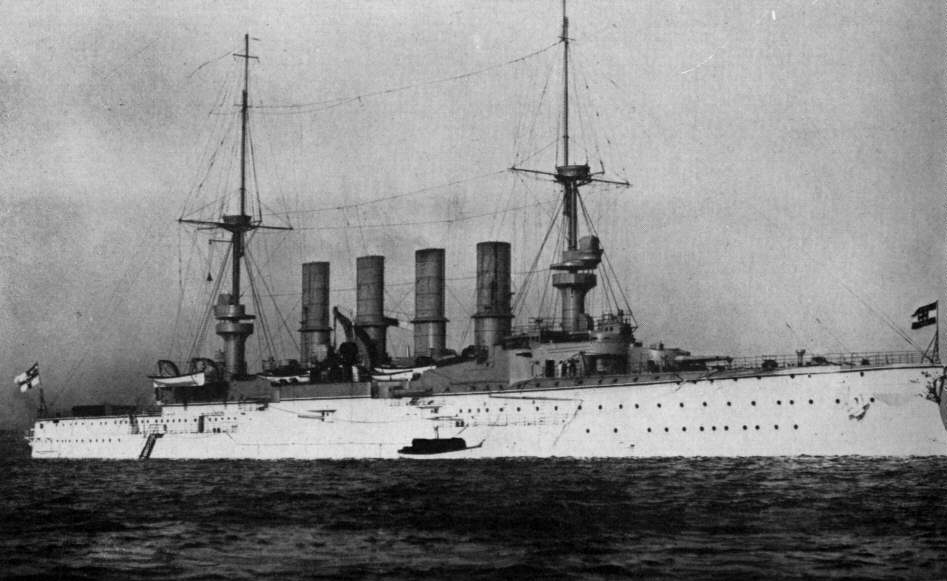
Le croiseur-cuirassé Scharnhorst.

La Marine impériale allemande avait commandé en 1904 la première unité de la classe Scharnhorst d'un déplacement de 12 000 tonnes, filant 22 nœuds, armés de huit canons de 210 mm, avec un blindage de ceinture atteignant 150 mm et 170 mm sur les tourelles. En 1907, les crédits budgétaires furent alloués, en même temps que pour les deux premiers « dreadnoughts » allemands de la classe Nassau, pour un « croiseur E » nettement plus puissant que la classe Scharnhorst. Il devait déplacer 16 000 tonnes, filer 25 nœuds, être armé de douze canons de 210 mm, son blindage atteignant 180 mm en ceinture et sur les tourelles. Le but était de répondre à ce qui allait devenir la classe Invincible que l'on savait en construction, pensant, sur la foi d'une information publiée dans le Jane's Fighting Ships, qu'il s'agissait de grands croiseurs cuirassés armés de six à huit pièces de 234 mm. Lorsqu'il apparut qu'il s'agissait de navires encore beaucoup plus puissants, armés de huit canons de 305 mm, il n'était plus possible de modifier les plans de ce qui allait devenir le SMS Blücher lequel, pour des raisons de secret sur ses caractéristiques, devait rester classé croiseur cuirassé.
La Marine impériale allemande s'attacha alors à définir le « croiseur F » qui deviendra le SMS Von der Tann mis sur cale en 1908 et qui sera le prototype des « grands croiseurs » allemands (Großer Kreuzer) désignation officielle des croiseurs de bataille de la Marine impériale allemande).
L'amiral von Tirpitz penchait pour un homologue du HMS Invincible avec une forte artillerie et un blindage limité, pour pouvoir repousser les croiseurs cuirassés ennemis, pour la reconnaissance de la flotte. L'empereur Guillaume II et le Reichsmarineamt (le Bureau de la Reichsmarine, qui avait la responsabilité de la planification des constructions) étaient partisans d'un navire qui puisse prendre place ensuite dans la ligne de bataille. Ce fut cette option qui fut retenue, d'où un blindage de ceinture atteignant 250 mm d'épaisseur, soit 100 mm de plus que le HMS Invincible. Dans le même esprit, bien qu'un calibre de 210 mm ou 240 mm eût été suffisant pour percer le blindage des croiseurs de bataille britanniques de l'époque, le choix se porta pour l'artillerie principale, sur quatre tourelles doubles de 280 mm, du type déjà utilisé pour les cuirassés de la classe Nassau, sans aller, pour des raisons d'économies budgétaires, jusqu'aux canons de 305 mm, qui équiperont les cuirassés à partir de la classe Helgoland. L'artillerie secondaire est importante, avec dix canons de 150 mm. Déplaçant 20 000 tonnes environ, le SMS Von der Tann est le premier grand bâtiment de guerre allemand équipé de turbines, développant 43 000 ch, pour une vitesse prévue de 25 nœuds, mais 27-28 nœuds furent atteints aux essais et en croisière d'endurance.
Les croiseurs de bataille mis ensuite en service, avant la Première Guerre mondiale, dans la Royal Navy aussi bien que dans la Marine impériale allemande, furent, pour chaque classe, un peu plus puissants, mieux armés et plus rapides, que la classe précédente, mais en respectant le concept initial de chaque marine.

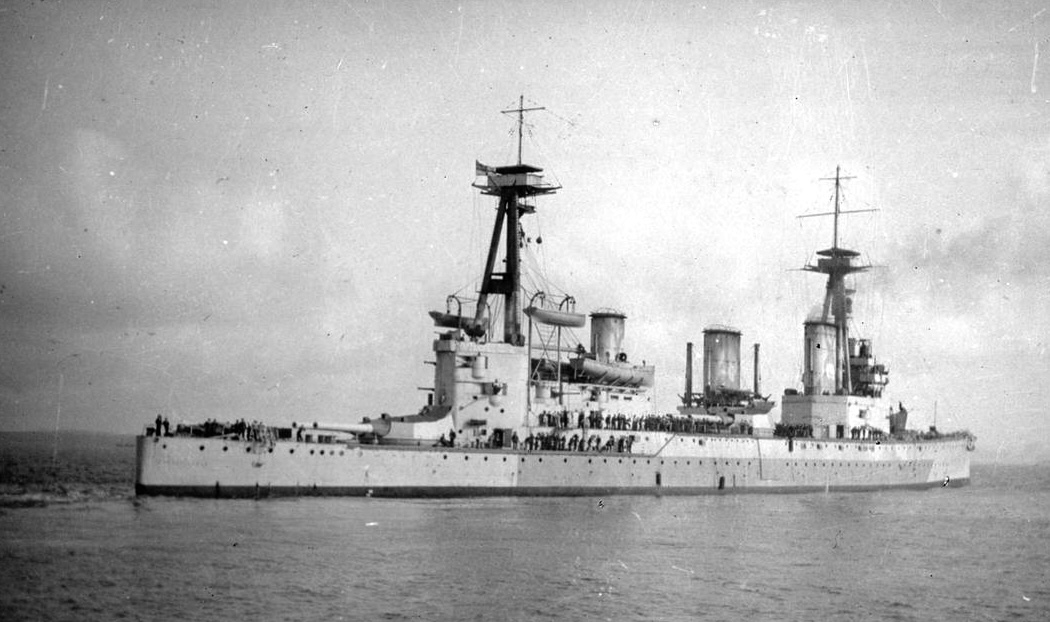
Le croiseur de bataille HMS Indefatigable.

Par rapport à la classe Invincible, la classe Indefatigable avait 7 mètres de plus en longueur, 1 500 tonnes de déplacement supplémentaires, une puissance installée supérieure de 10 000 ch, ce qui leur permit de filer 1 nœud de plus. La classe Lion, mise en service en 1912, a marqué une évolution plus importante. Le calibre de l'artillerie principale a été porté à 13,5 pouces (343 mm), comme sur les « super-dreadnoughts » de la classe Orion, la cuirasse a été portée de 6-7 pouces à 9 pouces (229 mm), aussi bien pour la ceinture que pour les tourelles, la coque est plus longue de plus de 40 m, atteignant 213 m, et la puissance installée a été portée à 70 000 ch, pour atteindre 28 nœuds.
Du côté allemand, la classe Moltke et le SMS Seydlitz diffèrent du SMS Von der Tann par un déplacement plus important (respectivement 23 000 tonnes et 25 000 tonnes, au lieu de 20 000), des dimensions de coque un peu supérieures (186 m et 200 m, au lieu de 172), une puissance installée un peu plus élevée (52 000 et 63 000 ch, au lieu de 43 000), mais surtout par une artillerie non pas de quatre mais de cinq tourelles de 280 mm, et un blindage renforcé passant de 250 mm à 280 mm sur la classe Moltke, et 300 mm sur le SMS Seydlitz.
Les deux marines sont restées fidèles à leur conception d'origine, pour le concept du croiseur de bataille : les croiseurs de bataille britanniques ont été dotés d'un blindage de ceinture d'une épaisseur égale à 50 % du calibre de leur artillerie principale pour la classe Invincible, et à 67 % sur la classe Lion, moins que sur les cuirassés dreadnoughts sur lesquels on trouve 92 % pour le HMS Dreadnought et 88 % pour la classe Orion. Pour les grands croiseurs allemands le ratio correspondant est 89 % pour le SMS Von der Tann et 107 % pour le SMS Seydlitz, très proche de ce qu'il était sur les cuirassés, soit 107 % pour la classe Nassau et 98 % pour la classe Helgoland.

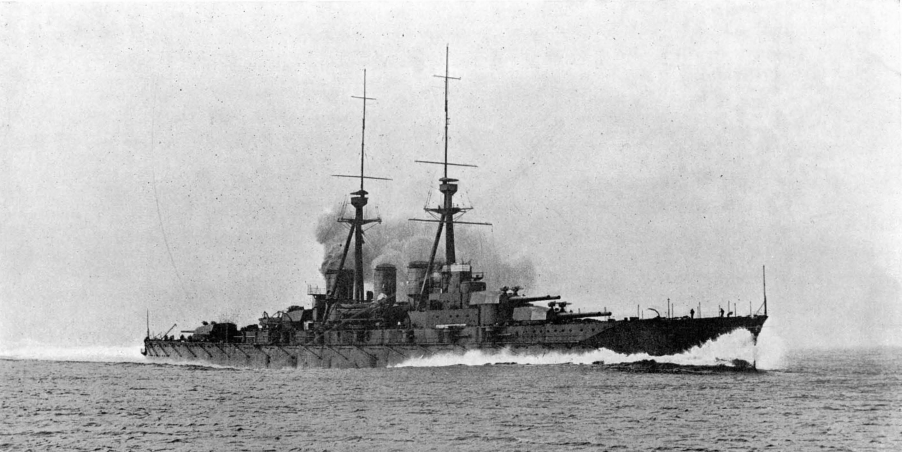
Le croiseur de bataille japonais Kongō a été construit par Vickers à Barrow-in-Furness.

Les Japonais, avec la mise en service en 1913 de la première unité de la classe Kongō, adoptent également le concept du croiseur de bataille, sur le modèle britannique. Construit chez Vickers, à Barrow-in-Furness, déplaçant près de 30 000 tonnes, le Kongō est armé de quatre tourelles doubles de 356mm (en), calibre inégalé à l'époque (les premiers cuirassés à porter ce calibre ne sont mis en service qu'en 1914, dans l'U.S. Navy), mais son blindage de ceinture est seulement de 203 mm. Ses machines développent 65 000 ch pour une vitesse de 27,5 nœuds. Trois unités identiques sont construites au Japon, sur ce modèle, jusqu'en 1915.
Il est réputé avoir influencé la conception de la quatrième unité qu'on peut rattacher à la classe Lion, le HMS Tiger, dans la mesure où celui-ci porte quatre tourelles doubles, superposées deux à deux à l'avant et à l'arrière, comme le Kongō, et non cinq tourelles doubles, dont une tourelle axiale centrale dont le champ de battement est limité par les superstructures avant et arrière, comme le reste de la classe Lion.
Le HMS Tiger n'est mis en service qu'au tout début octobre 1914. C'est le dernier des croiseurs de bataille britanniques conçus avant la Première Guerre mondiale. Il déplace près de 29 000 tonnes, soit 2 000 tonnes de plus que le HMS Queen Mary, déjà plus lourd de 1 000 tonnes que les deux premières unités de la classe Lion. Le calibre de son artillerie principale de 13,5 pouces (343 mm), et son blindage sont ceux du HMS Lion. Mais avec une puissance installée de 85 000 ch, il est le premier navire de la Royal Navy à développer plus de 100 000 ch, à feux poussés, atteignant ainsi 29 nœuds. Il aura été également le dernier à avoir une chauffe au charbon.
Le SMS Derfflinger, entré en service le 1er septembre 1914, a donné son nom à la dernière classe de grands croiseurs allemands. Il constitue par rapport au SMS Seydlitz une évolution assez comparable à celle du HMS Lion, dans la Royal Navy, puisqu'il est armé de quatre tourelles doubles axiales, mais superposées deux à deux à l'avant et à l'arrière, portant des canons de 305 mm du modèle installé sur les « super-dreadnoughts » allemands depuis la classe Helgoland. Mais fidèle aux conceptions allemandes, l'épaisseur de sa cuirasse de ceinture atteint 300 mm et celle de la face de ses tourelles 270 mm. Ses machines développant 63 000 ch, il atteignait la vitesse de 26 nœuds. Les autres unités de cette classe furent mises en service en août 1915 pour le SMS Lützow et en 1917 pour le SMS Hindenburg.

## Pendant la Première Guerre mondiale
Les croiseurs de bataille ont joué un rôle primordial dans la plupart des engagements de grands navires de surface entre le début du conflit et la bataille du Jutland, le 31 mai 1916. Ils ont obtenu des résultats remarquables lorsqu'ils ont été employés contre des croiseurs cuirassés, à la bataille des Falklands ou à la bataille du Dogger Bank mais ces résultats ont été plus mitigés, voire catastrophiques, lorsqu'ils ont été engagés, parfois de façon inconsidérée, contre de vrais cuirassés, sans tenir compte de la faiblesse relative de leur blindage, en particulier au Jutland, où les premiers cuirassés rapides se sont montrés au moins aussi efficaces et plus résistants.

### L'épreuve du feu

#### L'échappée duGoebenet duBreslau[24]

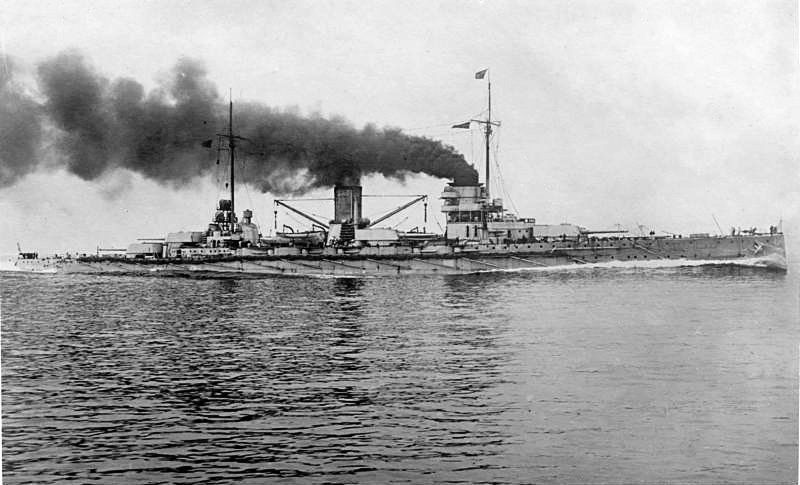
Le SMS Goeben était le sister-ship du SMS Moltke

Fin juillet 1914, dès la déclaration de guerre de l'Autriche-Hongrie à la Serbie, le contre-amiral Wilhelm Souchon commandant de la division de la Méditerranée (Mittelmeerdivision) de la Marine impériale allemande fit rapidement appareiller de Pola, alors le principal port de guerre de Hongrie, son navire-amiral, le SMS Goeben pour éviter d'être bloqué dans l'Adriatique. Rejoint par le croiseur léger SMS Breslau, il charbonna à Messine, puis passa en Méditerranée, ses instructions étant d'attaquer les convois de troupes entre l'Algérie et la France. Le 4 août, à l'aube, il bombardait Bône et Philippeville, puis mettait le cap à l'est ayant reçu ordre de gagner Istanbul, à la suite d'un accord conclu avec les autorités turques.
Cela plaçait en position difficile le vice-amiral Boué de Lapeyrère, commandant de l'Armée navale française, responsable de la sécurité de ces convois : certes il disposait, en Méditerranée, d'un « dreadnought » de la classe Courbet, et d'une dizaine de pré-dreadnoughts de la classe Danton ou de la classe Liberté dont l'artillerie de 305 mm permettait d'engager le SMS Goeben, mais dont le déficit de vitesse ne permettait pas de lui donner chasse. Persuadé que l'escadre allemande faisait route vers l'Atlantique, il ne se porta pas à sa rencontre, mais annula le départ des convois de troupes.

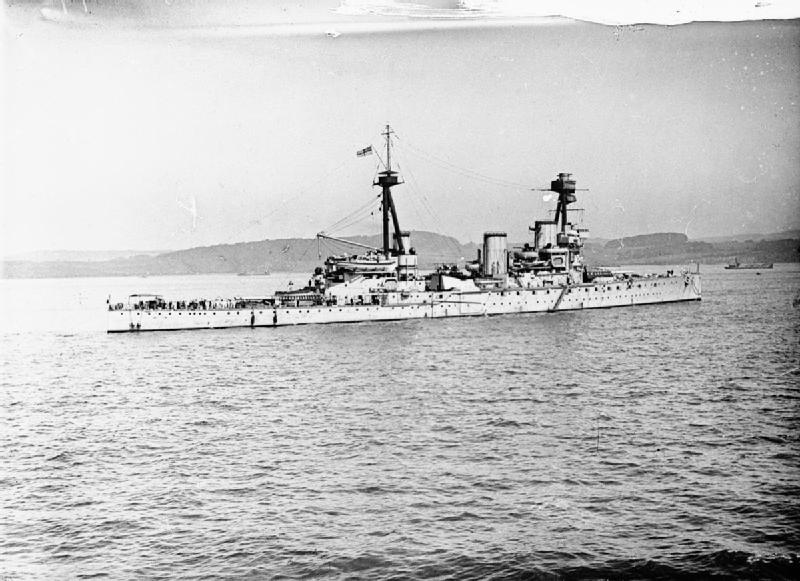
Le HMS Indomitable, un des trois croiseurs de bataille de la flotte britannique de Méditerranée, en août 1914

La flotte britannique de Méditerranée, quant à elle, était composée notamment de trois croiseurs de bataille (HMS Inflexible, Indefatigable et Indomitable), aux ordres de l'amiral Milne, qui avait, depuis le 30 juillet, des ordres de l'Amirauté britannique de contribuer à la couverture des convois de troupes français, mais de ne pas engager, sans le soutien de cuirassés, des forces supérieures, ce qui, selon le Premier Lord de l'Amirauté, Winston Churchill, sous-entendait les dreadnoughts des Puissances alliées de l'Empire allemand dans la Triplice, Autriche-Hongrie et Italie.

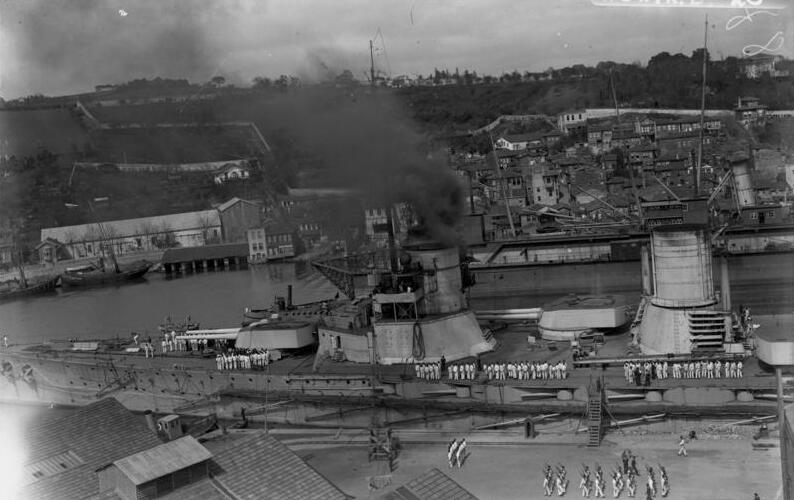
L'ex-Goeben arrivé à bon port dans le Bosphore

Le 4 août dans la matinée, l'escadre allemande fut repérée par les navires britanniques, sans conséquences, car à ce moment, la guerre n'était pas déclarée entre le Royaume-Uni et l'Empire allemand. L'escadre allemande, le 5 au matin, relâchait à Messine pour y charbonner. La guerre entre le Royaume-Uni et l'Empire allemand étant alors déclarée, à la suite de l'attaque de la Belgique par l'Allemagne, l'amiral Milne reçut ordre de ne pas approcher à moins de 6 milles des côtes d'Italie demeurée neutre. Persuadé que l'amiral Souchon comptait retourner en Méditerranée occidentale, l'amiral Milne plaça deux croiseurs de bataille au débouché nord du détroit de Messine, renvoya le troisième croiseur de bataille charbonner à Bizerte et laissa le croiseur léger HMS Gloucester, surveiller le débouché sud.
Informé que l'Empire ottoman demeurait neutre, ce qui annulait ses instructions précédentes de gagner Istanbul, l'amiral Souchon, estima que, s'il mettait le cap à l'ouest, il pouvait se trouver contraint à un combat aléatoire contre deux croiseurs de batailles anglais, et s'il se réfugiait en Adriatique, il prenait le risque d'y être bloqué pour la durée de la guerre. Il décida de poursuivre vers Istanbul, dans le but d'amener l'Empire ottoman, volens nolens, à étendre la guerre en Mer Noire contre la Russie.
Lorsque l'escadre allemande fut repérée par le HMS Gloucester, le 6 août au soir, faisant route vers l'est, l'amiral Milne pensait que l'escadre de l'amiral Troubridge se trouvait en position de l'intercepter. Cette force de quatre croiseurs cuirassés et de huit destroyers, l'amiral Milne l'avait envoyée afin de surveiller le débouché de l'Adriatique, dans l'hypothèse d'une jonction du SMS Goeben et de la flotte austro-hongroise. Mais les quatre croiseurs cuirassés de la 1re escadre de croiseurs, HMS Defence, de classe Minotaur, et HMS Black Prince, Warrior, Duke of Edinburgh (en), de classe Duke of Edinburgh, armés de canons de 234 mm et filant 24 nœuds, étaient largement surclassés par le SMS Goeben. L'amiral Troubridge, estimant que mener une attaque où il n'aurait ni l'avantage de la portée, ni celui de la vitesse, contre un bâtiment dont l'épaisseur de la cuirasse était supérieure au calibre des obus qu'il recevrait, le placerait dans la situation d'engager une force supérieure, ce que les instructions de l'Amirauté excluaient, résolut donc de rester en arrière afin de prévenir une jonction de l'escadre allemande avec la flotte austro-hongroise.
Le HMS Gloucester continuant d'appuyer chasse, après un bref engagement, sans résultat, avec le SMS Breslau, l'amiral Milne le rappela, alors que l'escadre allemande avait passé le cap Matapan et resta à surveiller le débouché de la Mer Egée, après avoir reçu l'annonce, erronée, de l'ouverture imminente des hostilités entre le Royaume-Uni et l'Autriche-Hongrie. L'amiral Souchon, après avoir charbonné auprès d'un navire allemand avec lequel il avait rendez-vous dans les Cyclades, à proximité de Naxos, se présentait, le 10 août, devant les Dardanelles. Pour respecter les obligations de la Turquie, puissance neutre, interdisant le passage des Détroits aux navires de guerre, il fut décidé de transférer les deux navires conservant leurs équipages allemands, à la Marine turque, dont Wilhelm Souchon reçut de surcroît le commandement-en-chef. Le 27 septembre, les Détroits sont fermés (en) à tout trafic maritime : la Russie se trouve alors privée de sa seule liaison maritime avec ses alliés praticable toute l'année. Les masques tombent, le 1er novembre 1914, lorsque l'Empire ottoman entre officiellement en guerre du côté de l'Allemagne. Dès le 3 novembre, les croiseurs de bataille HMS Indomitable et Indefatigable, vont commencer le bombardement des forts turcs qui défendent les Dardanelles, avec le concours des pré-dreadnoughts français Suffren et Vérité
Cette première « rencontre » entre un croiseur de bataille allemand et des croiseurs cuirassés britanniques se conclut indubitablement par une victoire allemande, aux grandes conséquences stratégiques, sans qu'il y ait eu combat. L'Amirauté britannique ne s'y trompa pas : auditionné par une commission d'enquête, l'amiral Troubridge fut traduit en cour martiale, début novembre 1914. Bien qu'il eût été acquitté, en raison de l'imprécision des instructions sur l'engagement contre une force supérieure, il ne reçut plus de commandement à la mer, et l'amiral Milne non plus. Quant aux croiseurs cuirassés de la 1re escadre de croiseurs, on observera que leur heure n'était pas venue au début d'août 1914 : trois d'entre eux seront coulés au Jutland, dont le navire-amiral d'Ernest Troubridge, le HMS Defence, portant cette fois la marque de l'amiral Arbuthnot.

#### La croisière sans retour de l'amiral Comte von Spee

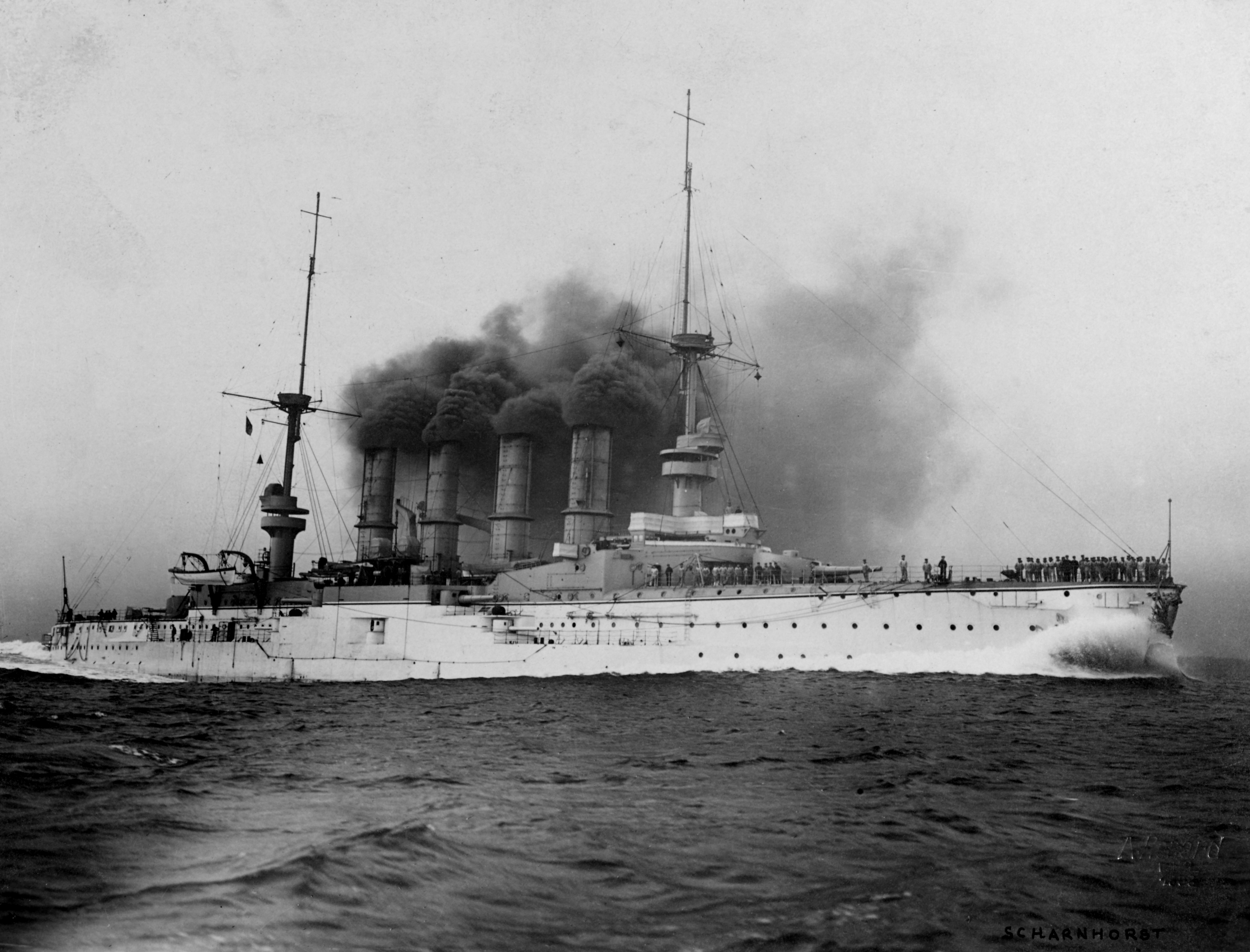
Le SMS Scharnhorst, 1907

Encore plus prudent que le contre-amiral Souchon, le vice-amiral Comte von Spee commandant l'escadre allemande d'Extrême-Orient, (Ostasiengeschwader) n'avait pas attendu le début d'août 1914 pour quitter sa base de Tsingtao. Les forces qu'il avait sous son commandement étaient loin d'être négligeables, avec notamment deux croiseurs cuirassés, SMS Scharnhorst et Gneisenau, récents (mis en service en 1907-1908) et aux équipages expérimentés, s'étant illustrés dans des compétitions de tir de la Marine impériale allemande, et trois croiseurs légers, SMS Nürnberg, Leipzig, et Emden. Il était évident cependant, et l'amiral Spee en était très conscient, que ses navires n'étaient pas en mesure de résister au croiseur de bataille HMAS Australia, de la classe Indefatigable, qui était alors basé dans le Pacifique, et dont il affectait de dire qu'il surclassait à lui seul toute son escadre, sans compter sur le renfort de la Marine impériale japonaise, dans le cadre du traité d'alliance entre le Royaume-Uni et le Japon de 1905.

##### La traversée du Pacifique

Carte du parcours de l'escadre du Comte von Spee dans le Pacifique, (juin-décembre 1914)

Ayant appareillé de Tsingtao, avec le SMS Scharnhorst, courant juin 1914, pour la croisière annuelle d'été, le vice-amiral Comte von Spee retrouva le SMS Gneisenau, à Nagasaki, où les deux navires firent le plein de charbon. Ils mirent alors le cap au sud, en direction de Truk, dans les îles Carolines, alors possession allemande, depuis 1899, où ils complétèrent leur approvisionnement de combustible.
Ayant appris en route l'assassinat de l'archiduc François-Ferdinand à Sarajevo, il mit le cap sur Ponape, alors possession allemande dans les Carolines occidentales, où il arriva le 17 juillet. Grâce au réseau radiotélégraphique allemand, il put y suivre le développement de la crise européenne. Le 31 juillet, à l'expiration de l'ultimatum allemand à la Russie d'arrêter sa mobilisation, il mit ses navires en tenue de combat. Le croiseur SMS Nürnberg l'y rejoignit le 6 août. Il fixa alors, à tous les croiseurs de son escadre et à son train d'escadre, comme point de ralliement l'île Pagan, dans les Mariannes du Nord, au nord de Saïpan, territoires également acquis par l'Empire allemand à l'Espagne par le traité germano-espagnol de 1899, avec l'idée de pouvoir retourner à Tsingtao, ou d’aller opérer dans l'océan Indien. Il y parvint le 11 août. Il y trouva le croiseur SMS Emden, parti de Tsingtao dès le 31 juillet, dans la crainte d'une attaque surprise japonaise, et arrivé le 8 août. Il y fut rejoint le 12 par le croiseur auxiliaire Prinz Eitel Friedrich. Il détacha ces deux unités pour courir sus aux navires de commerce britanniques, respectivement dans l'océan Indien et dans le Sud de l'océan Pacifique. Mais, ayant appris l'imminence d'une entrée en guerre du Japon contre l'Allemagne, il décida de mettre le cap à l'est et appareilla le 14 août pour l'atoll d'Eniwetok, colonie allemande depuis 1885. Il y parvint le 20 août, et y charbonna.
Le SMS Nürnberg étant habituellement le stationnaire de l'escadre devant les côtes mexicaines, en alternance avec le SMS Leipzig, l'amiral von Spee lui demanda d'aller à Honolulu, dans les îles Hawaï,
territoire des États-Unis donc neutre, où il y aurait plus de facilités pour établir le contact avec l'Admiralstab (de) (État-Major de la Marine impériale allemande), sans pour autant donner trop d'indications sur la position du gros de l'escadre. En naviguant entre possessions allemandes, celle-ci avait réussi à conserver sa position secrète. La mission du SMS Nürnberg était aussi d'organiser le ravitaillement en charbon de l'escadre pour la suite de la campagne dans le Pacifique. Il apprend alors que la colonie des Samoa allemandes a été occupée (en) par les Néo-Zélandais fin août. Il rallie l'escadre le 6 septembre, et est envoyé couper le câble télégraphique britannique, sur l'Île Fanning.
L'amiral von Spee va alors rompre le secret sur sa position, en se présentant le 14 septembre, devant Apia, capitale des Samoa allemandes, où il constate que les forces navales qui ont permis l'occupation sont reparties depuis trois jours, mais sans qu'il puisse y rétablir durablement l'autorité allemande sur les îles, dont le gouverneur a été emmené prisonnier, ce qu'il trouve indigne. Il décide alors de s'en prendre à la Polynésie française, où se trouve, dans l'île de Tahiti, à Papeete, un stock de 5 000 tonnes de charbon de bonne qualité. Mais le commandant de la canonnière La Zélée s'est efforcé de mettre le port en état de défense. Lorsque les croiseurs cuirassés allemands se présentent, le 22 septembre, ils sont accueillis par quelques coups de canon, mais ils ont vite fait d'envoyer La Zélée par le fond. Cependant, après avoir tiré sur la ville, comme il craint que des mines aient été mouillées, et le dépôt de charbon ayant été incendié par les Français, l'amiral von Spee renonce à forcer l'entrée du port et s'éloigne mettant le cap sur les îles Marquises et l'île de Pâques.

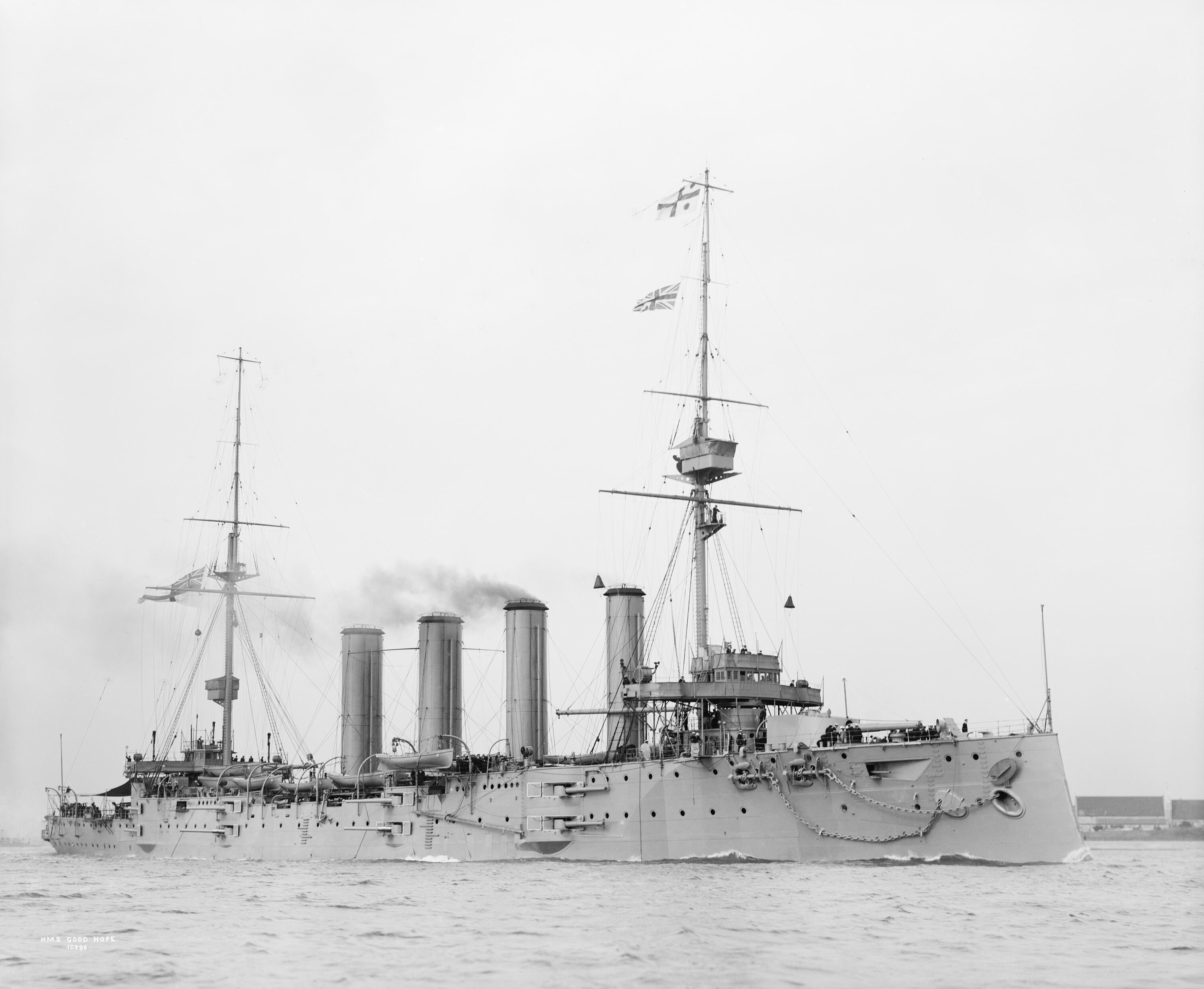
Le HMS Good Hope dont on voit bien la batterie secondaire en casemates sur deux ponts, le pont inférieur étant très bas sur l'eau

Du côté britanniques, au début des hostilités, sur les côtes américaines de l'Atlantique, la priorité avait été la recherche des croiseurs corsaires allemands, SMS Karlsruhe et SMS Dresden dans les eaux des Caraïbes et des côtes brésiliennes et la sécurité du débouché du Canal de Panama, récemment ouvert. Pour ce faire le commandant du secteur Atlantique Sud et Indes Occidentales, le contre-amiral Cradock dut, à la fin août, mettre sa marque sur le croiseur cuirassé HMS Good Hope, plus rapide que les autres croiseurs dont il disposait alors. Début septembre, pour lui permettre de faire face à un passage éventuel de l'escadre du l'amiral Comte von Spee par le détroit de Magellan, l'Amirauté britannique décida de lui détacher de l'escadre de Méditerranée le croiseur cuirassé HMS Defence, et de la Station des Canaries et du cap Vert, le croiseur cuirassé HMS Monmouth, et le croiseur léger HMS Glasgow. Mais le raid de l'escadre de l'amiral Comte von Spee sur les Samoa et Tahiti fit penser que la menace allemande d'un passage de l'escadre d'Extrême-Orient dans l'Atlantique n'était pas imminente, et le détachement du HMS Defence fut annulé, tandis que la recherche de l'escadre de l'amiral von Spee était réorientée vers le Pacifique ouest, pour en empêcher le passage vers l'océan indien où le trafic commercial allié était important. L'amiral Cradock effectua cependant des reconnaissances, à partir des Falklands, vers le détroit de Magellan et envoya le HMS Glasgow remonter les côtes chiliennes, en direction de Valparaiso. Le 28 septembre, à Punta Arenas, il acquit la conviction que le SMS Dresden était passé dans le Pacifique. Avertie vers le 5 octobre par l'interception d'une communication de T.S.F. que l'amiral von Spee faisait route à l'est entre les îles Marquises et l'île de Pâques, l'Amirauté ordonna à l'amiral Cradock d'être prêt à le rencontrer. Mais les principaux bâtiments de son escadre étaient inférieurs aux croiseurs cuirassés allemands. Le croiseur cuirassé HMS Good Hope de la classe Drake était armé de deux tourelles simples de 9,2 pouces (234 mm) et de dix canons de 6 pouces (152 mm), tandis que l'autre grosse unité de l'escadre, le HMS Monmouth portait quatorze canons de 6 pouces (152 mm) (en). Le principal défaut de ces deux unités, plus anciennes de cinq ans que les croiseurs cuirassés de la classe Scharnhorst, était que leurs batteries secondaires de 152 mm était installée en casemates sur deux ponts, le pont inférieur étant si bas sur l'eau que le tir y était à peu près impossible si la mer était un tant soit peu formée. Quant aux équipages, majoritairement composés de réservistes, ils étaient loin d'avoir l'efficacité des équipages allemands. Mais au lieu du HMS Defence, dont on n'avait pas annoncé à l'amiral Cradock qu'il ne l'aurait pas en renfort, l'Amirauté lui a envoyé un cuirassé pré-dreadnought de 1897, le HMS Canopus, dont les machines étaient en très mauvais état. Quittant, le 8 octobre, l'archipel des Abrolhos, au large du Brésil, dont il était chargé de protéger le dépôt de charbon, le cuirassé rallia Port Stanley, dans les Îles Falklands, le 18.
Dans le même temps, l'escadre allemande fut rejointe par le SMS Dresden, le premier croiseur de la Marine impériale allemande à être équipé de turbines. Stationnaire aux Caraïbes, il avait fait la chasse au commerce britannique jusqu'au large du Rio de la Plata, puis avait, à la mi-septembre, reçu de l'Admiralstab l'ordre « d'opérer avec le SMS Leipzig» et se trouvait depuis la fin septembre au large de Coronel. Ayant atteint, le 12 octobre, l'île de Pâques, possession chilienne, où la nouvelle de la guerre n'était pas encore parvenue, l'escadre allemande fut ralliée, le 14 octobre, par le SMS Leipzig, qui, depuis le mois de septembre, faisait la guerre au commerce entre la côte occidentale du Mexique et les îles péruviennes des Galapagos.

##### La bataille de Coronel
Comme on lui avait indiqué que le HMS Canopus ne pouvait dépasser 12 nœuds, l'amiral Cradock demanda quand le HMS Defence le rallierait, et indiqua qu'il comptait passer dans le Pacifique, suggérant également qu'une force fût prête à s'opposer à la progression dans l'Atlantique de l'escadre allemande, le long des côtes d'Amérique du Sud, si elle parvenait à y déboucher, après ou sans combat. Mais le Premier Lord de la Mer, l'amiral Prince de Battenberg, dont l'idée était d'utiliser le HMS Canopus « comme une citadelle, auprès de laquelle les croiseurs pourraient trouver une absolue sécurité », considérait que le HMS Canopus était « un renforcement suffisant ». L'Amirauté signala donc à l'amiral Cradock que le HMS Defence rallierait les navires chargés, aux ordres du contre-amiral Stoddart, d'assurer la sécurité des côtes sud-américaines, au large du Rio de la Plata. L'amiral Cradock appareilla le 22 octobre pour passer le Cap Horn, avec ses deux croiseurs cuirassés, le croiseur léger HMS Glasgow, et le croiseur auxiliaire HMS Otranto, confiant au HMS Canopus la garde de ses charbonniers ravitailleurs. Il laissait une lettre à remettre, si son escadre venait à disparaitre, et lui aussi, à l'amiral sir Hedworth Meux, commandant-en-chef à Portsmouth, héros de la guerre contre les Boers, lorsqu'il commandait le croiseur protégé HMS Powerful. Persuadé qu'il ne pourrait face à l'escadre du Comte von Spee sans le renfort d'un navire rapide et puissant, et comme l'Amirauté lui avait indiqué qu'il aurait à faire sans, il se disait décidé à refuser de subir le sort de l'amiral Troubridge qui allait passer début novembre en cour martiale pour avoir refusé d'affronter l'escadre de l'amiral Souchon, en Méditerranée en août.

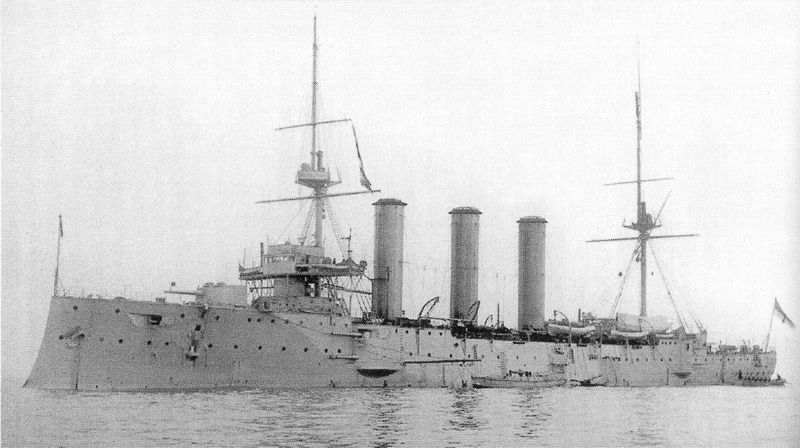
Le croiseur cuirassé HMS Monmouth n'avait pas de canons d'un calibre supérieur à 6 pouces (152 mm)

Le 26 octobre, l'escadre allemande se trouvait devant l'île chilienne de Mas a Fuera, en route pour Coronel où avait été signalé le HMS Glasgow. Le 27, le Prince de Battenberg dut remettre sa démission de Premier Lord de la Mer, parce que l'opinion britannique supportait mal que le plus haut responsable de la Royal Navy soit un prince allemand. Le lendemain, le HMS Defence reçut l'ordre d'appareiller en renfort de l'escadre de l'amiral Cradock, à qui il était enjoint de ne pas affronter l'escadre allemande sans le soutien du HMS Canopus, instruction réitérée après que le consul du Royaume-Uni à Valparaiso a signalé, le 1er novembre, la présence, au large, de l'escadre du comte von Spee. Mais Winston Churchill a noté :« Nous étions déjà en train de parler dans le vide ».
Le 31 octobre, la présence du HMS Glasgow dans le port de Coronel a été signalée à l'amiral von Spee, dont l'escadre se rapproche cap au sud. Comme l'écoute des communications de ce qu'il pense être le SMS Leipzig a conduit le commandant du croiseur britannique à penser que l'ennemi est proche, il quitte Coronel le 1er novembre au matin, et rejoint à midi l'escadre de l'amiral Cradock qui arrive cap au nord, pour rechercher le SMS Leipzig, mais ne sachant quel adversaire il y a en face, l'escadre allemande au complet, ou seulement des croiseurs légers, les croiseurs cuirassés faisant route vers Panama.
Vers 16 h 30, l'escadre allemande aperçoit les navires britanniques et met à 20 nœuds, tandis que l'escadre britannique se replie. Ce faisant, il est clair que le croiseur auxiliaire HMS Otranto, qui ne peut dépasser 16 nœuds et ne porte que des canons de 120 mm (en), va se trouver en très mauvaise position. Peu après 17 h, l'amiral Cradock décide de faire front avec ses croiseurs cuirassés, pour permettre au croiseur léger HMS Glasgow et au croiseur auxiliaire HMS Otranto de s'échapper. L'escadre allemande va alors s'efforcer de garder ses distances, jusqu'au coucher du soleil, moment où les bâtiments anglais, à l'ouest, se détacheront sur le soleil couchant, tandis que les navires allemands, à l'est, seront dans la pénombre. Les croiseurs cuirassés allemands ouvrent le feu vers 18 h 50, leur tir est précis, la tourelle avant de 234 mm du HMS Good Hope est mise très vite hors de combat. En s'efforçant de rester hors de portée des canons de 152 mm des croiseurs cuirassés britanniques, dont la batterie basse est très gênée par la mer fort agitée, et dont les efforts pour réduire la distance ne font que rendre le tir allemand plus précis, ils accablent le HMS Monmouth et le réduisent au silence. Peu avant 20 h, le HMS Good Hope, sans doute déchiré par des explosions de soutes, disparait avec tout son équipage et l'amiral Cradock. Le HMS Glasgow, qui n'a subi que des dégâts légers, est pris sous le feu du SMS Gneisenau, et constatant qu'il n'y a plus rien à faire pour le HMS Monmouth, abandonne le champ de bataille et met cap au sud. Le HMS Monmouth disparait à son tour, corps et biens vers 21 h 30. L'escadre allemande recherche alors, sans résultat, le HMS Glasgow, qui était encore capable de filer 24 nœuds. À 22 h 15, l'amiral von Spee, qui pense qu'un cuirassé britannique, qu'il croit de la classe Queen, est à proximité, arrête la poursuite et met cap au nord vers Valparaíso.
La bataille de Coronel est une écrasante victoire allemande, les pertes humaines britanniques (plus de 1 600 hommes) sont considérables, pour 3 blessés allemands. Mais, pour venir à bout de deux navires qui leur étaient inférieurs, les croiseurs cuirassés allemands, malgré la précision de leur tir, ont utilisé 43 % de leurs munitions, sans espoir de réapprovisionnement, alors qu'ils vont avoir à affronter des forces bien plus impressionnantes encore.

##### La bataille des Falklands

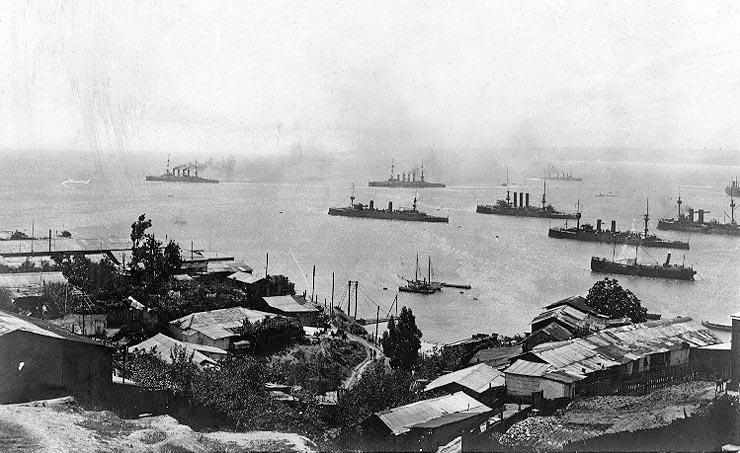
Les SMS Scharnhorst et Gneisenau quittent Valparaiso le 3 novembre, avec au premier plan, des croiseurs chiliens

Le 3 novembre, l'amiral comte von Spee, sur le SMS Scharnhorst, avec le SMS Gneisenau, et le SMS Nürnberg, est accueilli à Valparaiso, par une importante communauté allemande en liesse, mais il se montre pessimiste sur son avenir. L'escadre allemande regagne alors l'île Mas a Fuera, et les nouvelles qui lui parviennent sont mauvaises. La concession allemande de Tsingtao, assiègée depuis le 23 août, s'est rendue aux Japonais le 7 novembre, et le SMS Emden, qui a arraisonné 30 navires de commerce, bombardé les réservoirs de pétrole de Madras, le jour où l'escadre de Von Spee attaquait Tahiti, réussi brillamment un raid sur Penang, le 28 octobre, a été détruit, par le HMAS Sydney (en) lors d'une attaque des îles Cocos, le 9 novembre. L'escadre allemande reprend sa route au sud, le long de la côte chilienne du Pacifique, elle relâche à Bahia San Quintin pour une cérémonie de remise de 300 Croix de Fer, puis continue vers le Cap Horn, sans encombre, car il n'y a plus aucune force britannique dans les eaux du Pacifique au large du Chili.

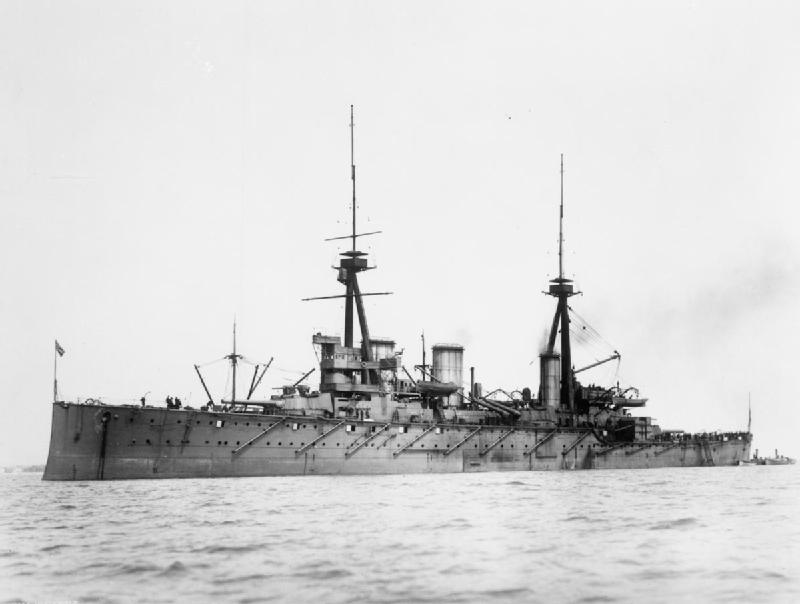
Le HMS Inflexible était l'un des deux croiseurs de bataille envoyés affronter l'escadre de l'amiral Comte von Spee

En effet, le HMS Glasgow a rallié le HMS Canopus, qui se trouvait à 300 nautiques au sud du champ de bataille de Coronel et se traine à 9 nœuds. Ils parviendront à Port Stanley, le 6 novembre, où, compte tenu de l'état de ses machines, le HMS Canopus sera échoué dans le port, pour l'utiliser en batterie côtière. Mais sitôt connu le résultat de la bataille, l'Amirauté britannique ordonne à tous les navires se trouvant dans l'Atlantique Sud de rallier les récifs Abrolhos. L'amiral Cradock avait en effet laissé les croiseurs cuirassés HMS Cornwall, Carnarvon et Kent et le croiseur léger HMS Bristol aux ordres du contre-amiral Stoddart pour intercepter l'escadre de l'amiral von Spee, s'il réussissait à déboucher dans l'Atlantique. Quant au HMS Defence, il n'est pas allé au-delà de Montevideo, où il est arrivé le 3 novembre, pour y apprendre la défaite de Coronel. Tous devront attendre les deux croiseurs de bataille, HMS Invincible et son sister-ship, HMS Inflexible que l'amiral Fisher, rappelé comme Premier Lord de la Mer, a décidé d'envoyer dans l'Atlantique Sud, aux ordres du vice-amiral Sturdee, qui a été désigné comme commandant-en-chef pour l'Atlantique Sud et le Pacifique (en).

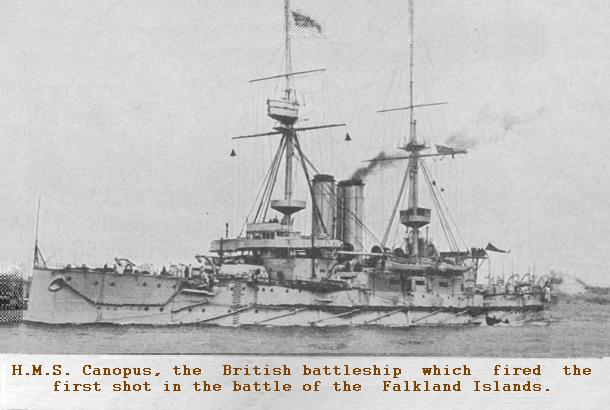
Le cuirassé pré-dreadnought HMS Canopus a joué le rôle d'une batterie côtière lors de la bataille des Falklands

Les deux croiseurs de bataille, après une semaine de préparatifs à Portsmouth, appareillent le 11 novembre, et se dirigent, à 10 nœuds, car il faut économiser le combustible pour cette longue traversée transatlantique, vers le point de ralliement des Récifs Abrolhos, où ils arrivent le 26 novembre. Ils en repartent, le 28, vers les îles Falkland. Ils y arrivent le 7 décembre. Pendant ce temps, l'escadre allemande a franchi le cap Horn le 26 novembre, puis relâché devant l'île Picton, où elle fait le plein de charbon, depuis un charbonnier britannique qui a été arraisonné. L'amiral von Spee, qui a reçu (ou à qui les services secrets britanniques auraient fait transmettre) un renseignement selon lequel il n'y a pas de navire de guerre britannique en rade de Port Stanley, ce qui est vrai au moins pour une bonne partie du mois de novembre 1914, décide de faire un raid sur les îles Falkland, pour y détruire la station radio et le stock de charbon, et sans doute aussi y faire prisonnier le gouverneur, en représailles de ce qu'a subi le gouverneur des Samoa allemandes. Il impose ce point de vue à certains de ses commandants de grandes unités, comme le capitaine Maerker du SMS Gneisenau, qui préfèreraient essayer de se perdre sans délai dans l'immensité de l'océan Atlantique.

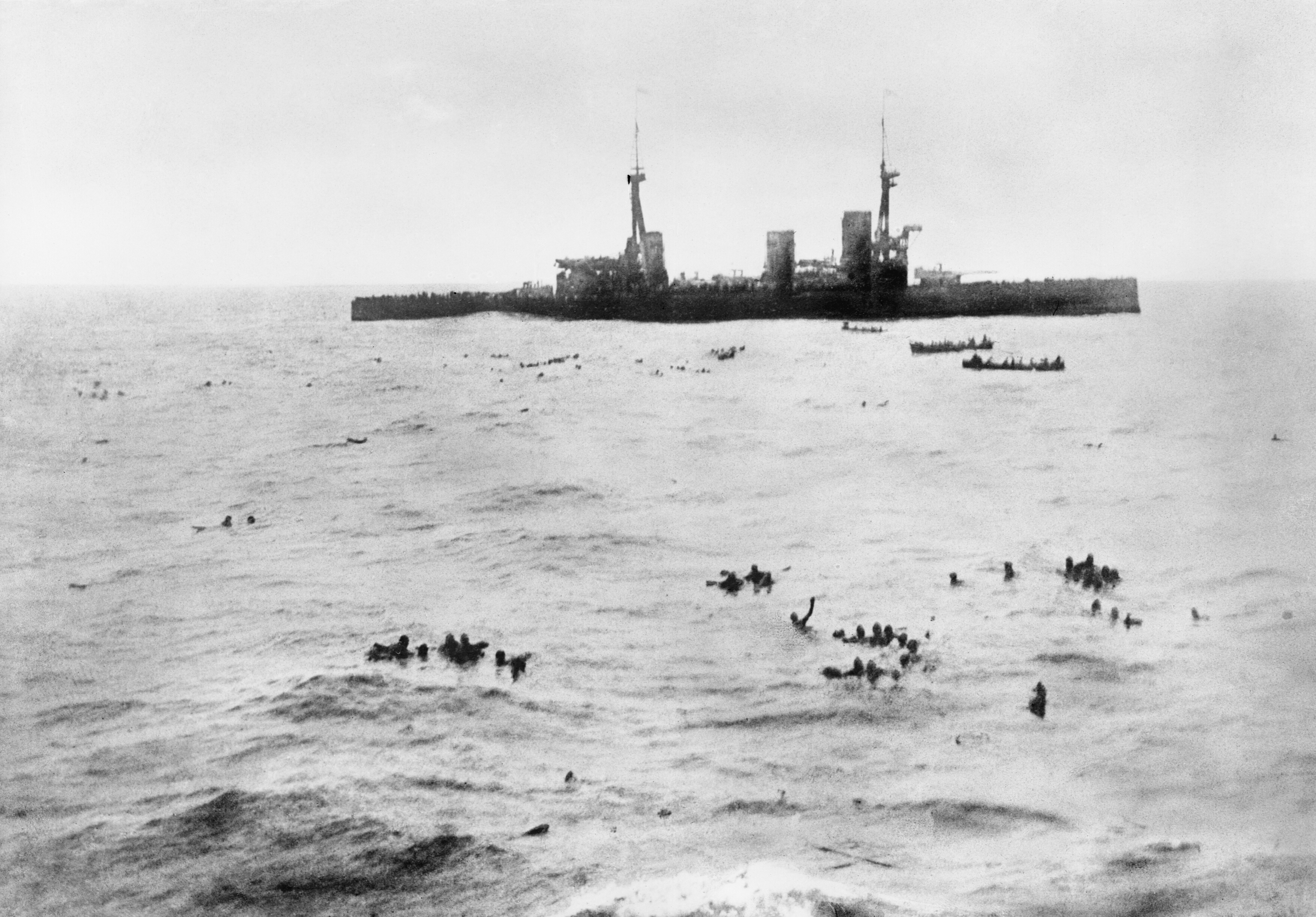
Des croiseurs coulés aux batailles de Coronel et des Falklands, seuls réchapperont 200 marins du SMS Gneisenau qu'on voit ci-dessus recueillis par le HMS Inflexible

Lorsque le SMS Gneisenau et le SMS Nürnberg se présentent, le 8 décembre au matin devant Port Stanley, ils repèrent les mats tripodes caractéristiques des croiseurs de bataille, qui sont en train de charbonner auprès du célèbre SS Great Britain, qui après avoir été le premier navire en fer et à hélice et le plus long paquebot du monde dans les années 1843-1854, achève sa carrière comme dépôt de charbon, tandis que certains croiseurs ont commencé des réparations de leurs machines. Mais les navires allemands essuient le feu des canons de 305 mm du HMS Canopus, échoué et camouflé, et dont le tir est réglé par des vigies installées à terre. N'ayant pas conscience qu'il a surpris l'ennemi, l'amiral Von Spee met aussitôt le cap sur le large, sachant que les croiseurs de bataille le surpassent en armement et en vitesse. L'escadre britannique quitte son mouillage une heure plus tard, avec 15 nautiques de retard.
Après trois heures de poursuite par beau temps clair, les croiseurs de bataille britanniques parviennent à portée des navires allemands, et un scénario analogue à celui de la bataille de Coronel se reproduit : vers 13 h 20, l'amiral allemand qui se sait surclassé, fait front avec ses navires les plus puissants, les deux croiseurs cuirassés de la classe Scharnhorst pour permettre à ses croiseurs légers d'essayer de s'échapper. Il essaie de réduire la distance avec ses adversaires pour les avoir à portée de ses canons, mais le tir, fût-il précis, des canons de 210 mm est de peu d'effet sur des ceintures cuirassées de 152 mm. L'amiral anglais essaie au contraire de rester hors de portée des canons de 210 mm, en profitant de l'allonge de ses canons de 305 mm.
Après quinze impacts d'obus de 305 mm, le SMS Scharnhorst, en feu, gite fortement puis chavire, vers 16h20. Il disparaît avec tout son équipage et l'amiral Comte von Spee, dont les derniers messages au SMS Gneisenau sont « Vous aviez raison », au sujet de l'opportunité du raid sur les îles Falkland, et « Essayez de vous échapper si vos machines sont encore intactes ». Mais les chaudières du SMS Gneisenau ont été touchées, sa vitesse ne peut dépasser 16 nœuds. Peu avant 18 h, en feu et immobilisé, ses munitions épuisées, le croiseur cuirassé allemand baisse pavillon et son équipage le saborde. 200 hommes réchappent au naufrage. Il ne reste plus, pour les croiseurs britanniques qu'à régler le sort des croiseurs légers. Le SMS Nürnberg est coulé par le HMS Kent, vers 19 h 30, le SMS Leipzig par le HMS Cornwall, et le HMS Glasgow, vers 21 h 30. Seul le SMS Dresden réussit à prendre le large, mais il ne va pas tenter de regagner l'Allemagne, et restera dans les eaux chiliennes. Ses machines en panne, il sera coulé par le HMS Kent et le HMS Glasgow, au large de Mas a Tierra, en mars 1915.
La victoire britannique des Falklands est encore plus complète que la victoire allemande de Coronel, l'honneur et l'orgueil de la Royal Navy sont saufs, et la réputation des croiseurs de bataille est faite.

#### Les chevauchées fantastiques de Sir David Beatty

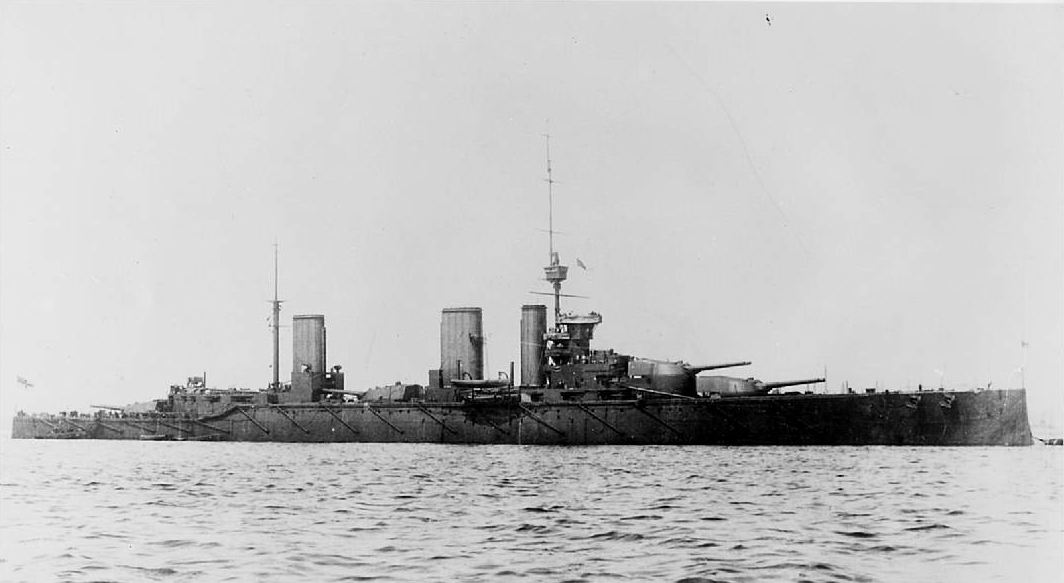
Le croiseur de bataille HMS Lion a été le navire amiral du vice-amiral Beatty, tant qu'il a commandé les croiseurs de bataille britanniques

Au début de la guerre de 1914, au sein de la Grande Flotte (Grand Fleet) britannique, les croiseurs de bataille les plus récents, de la classe Lion, constituent la 1re escadre de croiseurs de bataille, aux ordres du vice-amiral Sir David Beatty, ceux de la classe Indefatigable, la 2e escadre de croiseurs de bataille, et ceux de la classe Invincible, la 3e escadre de croiseurs de bataille. Du côté allemand, tous les « grands croiseurs », à l'exception du SMS Goeben, intégré dans la Marine turque, constituent le 1er groupe de reconnaissance de la flotte de haute mer (Hochseeflotte), aux ordres du vice-amiral Hipper. Ces deux forces vont avoir l'occasion de s'affronter plusieurs fois en mer du Nord.

##### La bataille de la baie d'Héligoland
La première rencontre, avortée, la bataille de Héligoland, eut lieu fin août 1914, près de cette île autrefois danoise, occupée après 1808 par le Royaume-Uni, que l'Empire allemand avait acquise, par un traité de 1890, en compensation de concessions faites au Royaume-Uni en Afrique Orientale.

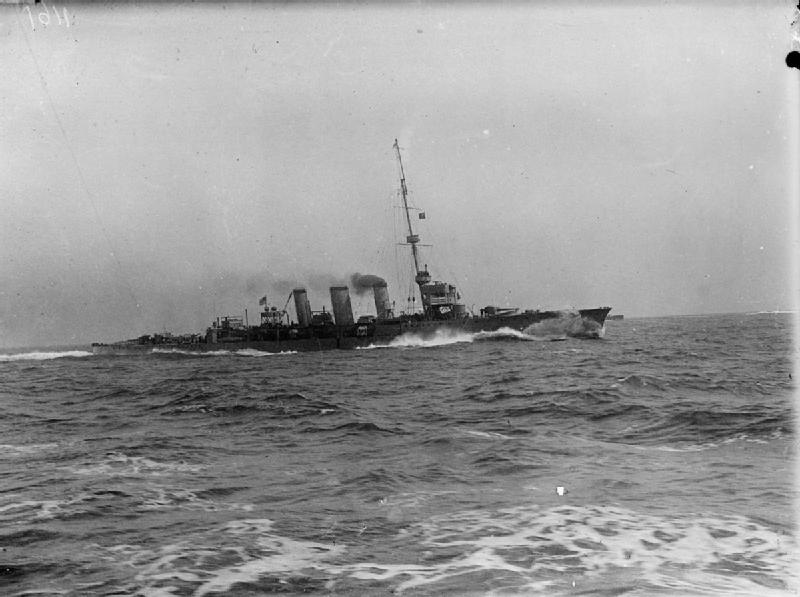
Dans la baie de Héligoland, le commodore Tyrwhitt sur le HMS Arethusa (ci-dessus) se retrouve en difficulté face aux croiseurs légers allemands

Le commodore Tyrwhitt, commandant la Force de Harwich et le commodore Keyes, commandant de la flottille de sous-marins de Harwich, ont convaincu l'Amirauté de surprendre, le 28 août à l'aube, la patrouille quotidienne de destroyers allemands, et ses croiseurs d'escorte. L'attaque britannique initiale de la Force de Harwich menée par le très récent croiseur HMS Arethusa, fut contrée par les croiseurs légers allemands, SMS Frauenlob et Stettin, envoyés en renfort par le vice-amiral Hipper, dont les grands bâtiments sont immobilisés en baie de Jade par la marée basse. Mais il y a eu de la confusion dans la détermination des forces britanniques de couverture, l'amiral Jellicoe, ayant détaché de la Grand Fleet, aux ordres du vice-amiral Beatty, cinq croiseurs de bataille et les six croiseurs légers de la 1re escadre de croiseurs légers du commodore Goodenough, sans que le commodore Tyrwhitt ait pu en être prévenu, ce qui va le conduire à prendre pour ennemis les renforts qui lui sont dépêchés. Dans la mêlée confuse qui s'ensuit, le SMS Mainz est torpillé et coulé, mais le commodore Tyrwhitt, qui se trouve en difficulté face aux croiseurs SMS Strassburg, Cöln et Ariadne demande des renforts. Sans hésiter, sans crainte des mines, ni des grands bâtiments du vice-amiral Hipper, dont la marée montante va rendre possible l'appareillage, le vice-amiral Beatty accourt, avec ses cinq croiseurs de bataille, qu'un participant a comparés à « des éléphants marchant au milieu d'une meute de chiens ». Le Cöln, où l'amiral Leberecht Maass avait sa marque, est envoyé par le fond ainsi que l'Ariadne. L'amiral Beatty a le mot de la fin : « Les bateaux allemands sont au fond, nous sommes les vainqueurs ».

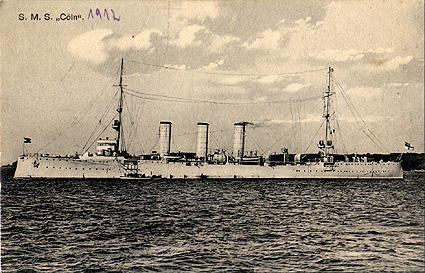
L'intervention des croiseurs de bataille britanniques envoie par le fond les SMS Cöln (ci-dessus) et Ariadne.

Cette bataille est caractéristique de la fougue, si ce n'est de la témérité, de l'amiral Beatty dans la conduite des croiseurs de bataille, mais elle a aussi pour conséquence de porter un coup au moral de la flotte allemande dont trois croiseurs ont été coulés à proximité immédiate de sa principale base, et à renforcer l'ascendant moral de la Royal Navy. Elle contribue aussi à « museler », selon la formule de Winston Churchill, la Marine impériale allemande, qui se voit contrainte d'avoir l'assentiment de l'empereur, avant toute action décisive. Pour autant, du côté britannique, on ne prend pas la mesure des déficiences, dans la conception des actions, ni dans leur conduite, notamment en matière de communications.
Mais la Royal Navy ayant fait le choix d'un blocus éloigné, en concentrant ses forces dans ses bases du nord de l'Écosse, la stratégie de la Marine impériale allemande ne sera pas de rechercher un choc décisif de la Hochseeflotte avec la Grand Fleet, choc où la première courrait le plus grand risque d'être dominée, sinon annihilée par la seconde. L'idée de manœuvre allemande, pendant le temps où l'amiral von Ingenohl est à la tête de la Hochseeflotte, est plutôt d'essayer d'attirer les unités britanniques les plus rapides dans une sorte de guet-apens, où les « grands croiseurs » allemands du 1er groupe de reconnaissance joueraient le rôle d'appas, pour amener les croiseurs de bataille britanniques à portée des cuirassés de la Hochseeflotte, tout en restant hors de portée des cuirassés de la Grand Fleet.

##### La bataille du Dogger Bank
L'amiral Hipper va donc conduire, au cours du mois de décembre 1914, deux raids pour bombarder des villes de la côte est de l'Angleterre sur Yarmouth (en) le 3 décembre, sur Scarborough, Hartlepool et Whitby (en) le 16 décembre, qui n'aboutissent pas à des rencontres entre grands bâtiments, mais il y a eu, lors du second raid, plus de 130 civils tués et près de 600 blessés, et l'opinion britannique est profondément irritée contre les Allemands, ce qui vaut à l'amiral Hipper le surnom de « tueur de bébés », et contre l'inefficacité de la Royal Navy jugée incapable de protéger les populations civiles.

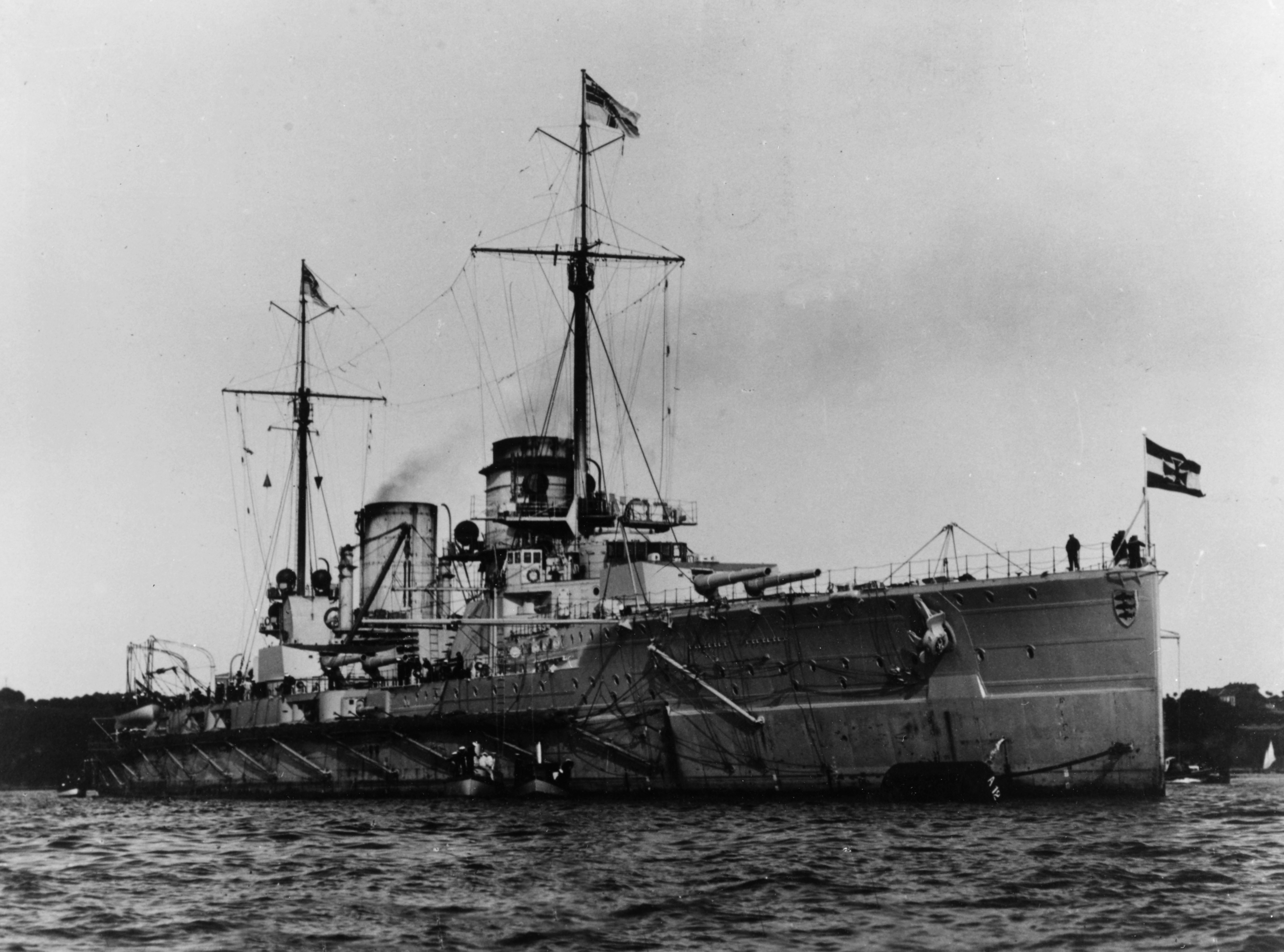
Au début de 1915, l'amiral Hipper avait sa marque sur le SMS Seydlitz. À la bataille du Dogger Bank, il eut les deux tourelles arrière détruites et échappa de peu à la destruction totale.

Pourtant, le 16 décembre, on est passé très près d'un engagement majeur. La Hochseeflotte était à la mer, en appui de ses « grands croiseurs », l'Amirauté britannique était au courant du raid projeté, car les codes de la Marine impériale allemande lui étaient connus, quatre croiseurs de bataille anglais et six cuirassés avaient été dépêchés pour intervenir, et les croiseurs britanniques ont repéré la Hochseeflotte, au petit matin. Mais l'amiral von Ingenohl, qui la commandait, avait omis de demander l'accord de l'empereur, il a craint de s'être engagé inconsidérément, et a préféré reprendre le chemin de ses bases, avec ses 22 cuirassés. Les navires de l'amiral Hipper, qui ont effectué, à l'heure prévue, leur mission de bombardement, et ont essuyé le feu de batteries côtières alertées (le SMS Blücher, qui a été intégré au 1er groupe de reconnaissance, a été touché), se sont alors rendu compte qu'ils n'avaient plus de couverture. Mais le mauvais temps et les erreurs de transmission entre les bâtiments britanniques ont permis à l'escadre de l'amiral Hipper de réussir à passer, de peu, au travers des mailles du filet et à regagner sa base sans autres dommages.

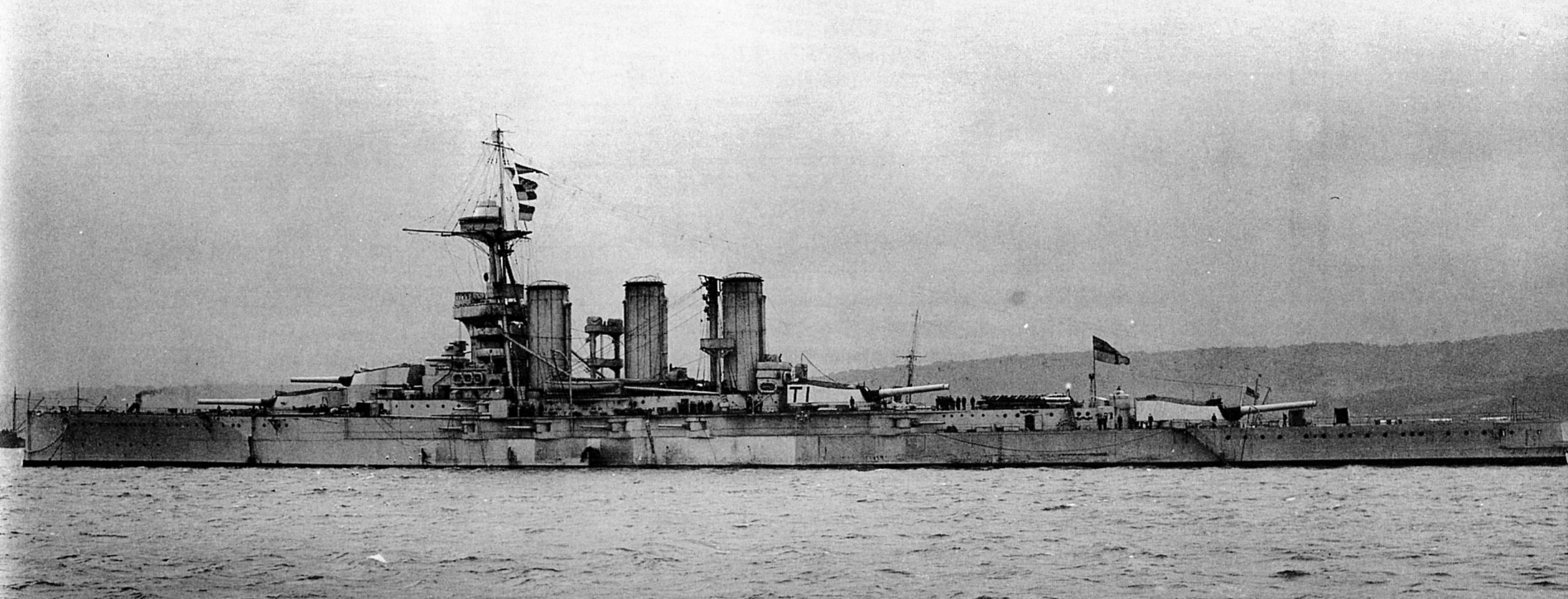
Le HMS Tiger, qui venait de rallier la 1re escadre de croiseurs de bataille, a eu, au Dogger Bank, un tir très imprécis.

Un mois plus tard, le SMS Von der Tann étant en cale sèche pour maintenance, le 1er groupe de reconnaissance, constitué des SMS Seydlitz, navire amiral du vice-amiral Hipper, Moltke, Derfflinger et Blücher, accompagné du 2e groupe de reconnaissance (4 croiseurs légers) et de deux flottilles de torpilleurs, appareille le 23 janvier pour un raid contre les bateaux de pêche britanniques du Dogger Bank, que les Allemands soupçonnent d'espionner leurs mouvements de navires. Mais, l'Amirauté britannique qui a cassé les codes allemands, a détaché pour les intercepter la 1re escadre de croiseurs de bataille du vice-amiral Beatty, (les HMS Lion, Tiger et Princess Royal), la 2e escadre (HMS New Zealand et HMS Indomitable), la 2e escadre de Croiseurs Légers et la Force de Harwich, ainsi que 35 destroyers.

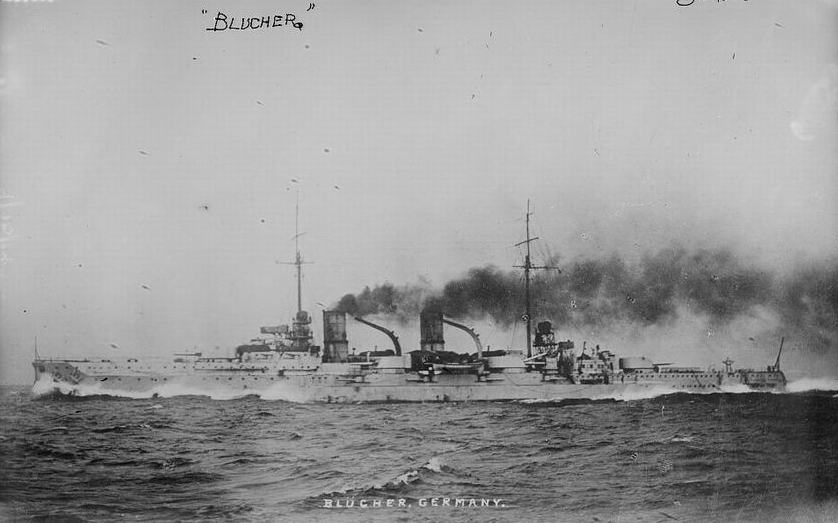
Le croiseur cuirassé SMS Blücher dans l'escadre de « grands croiseurs » de l'amiral Hipper.

À 7 h 30 du matin le 24 janvier, par un temps d'une visibilité exceptionnelle, alors que les croiseurs légers SMS Kolberg et HMS Aurora sont au contact, les fumées de plusieurs grands bâtiments sont repérées dans le nord-ouest par le SMS Stralsund. Le vice-amiral Hipper met aussitôt cap au sud-est, vers les bases de la Baie allemande. Le vice-amiral Beatty, dont les forces sont supérieures, appuie chasse à 27 nœuds et il gagne sur les Allemands, dont la vitesse de 23 nœuds est dictée par celle du SMS Blücher. Peu avant 9 h, le HMS Lion ouvre le feu, à une distance de 18 000 mètres, les autres navires suivent, dès qu'ils sont à portée, car la 2e escadre de Croiseurs de Bataille s'est trouvée un peu distancée. Les Allemands ripostent vers 9 h 10, quand la distance s'est réduite, car ils ont une portée un peu inférieure. Le feu des navires britanniques se concentre, par suite d'une erreur dans la désignation des cibles, sur le SMS Seydlitz en tête de la formation allemande, depuis les HMS Lion et Tiger, et depuis la 2e escadre de croiseurs de bataille sur le SMS Blücher, en queue, dans ce cas en exécution des ordres du vice-amiral Beatty. Très vite, Le HMS Lion et le SMS Seydlitz sont touchés, sans conséquences, et le SMS Blücher est encadré.

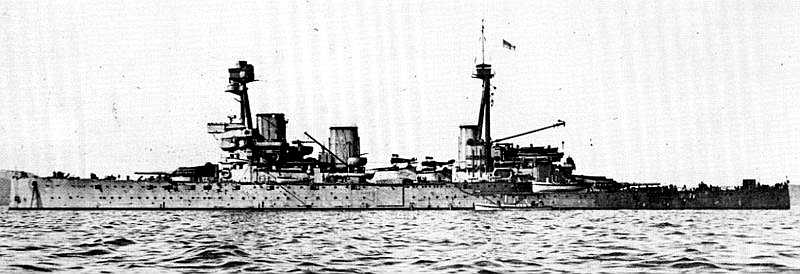
Sur le HMS Indomitable (ci-dessus), un signal du vice-amiral Beatty mal interprété aboutit à laisser échapper les plus gros navires allemands, et à s'acharner sur le SMS Blücher déjà endommagé.

À 9 h 40, un obus du HMS Lion perce la barbette de la tourelle arrière du SMS Seydlitz enflammant les gargousses qui étaient en train d'être chargées. L'explosion détruit la tourelle et se communique, par une porte qui aurait dû être fermée, à la tourelle voisine, qui est aussi détruite. 150 servants de ces tourelles sont tués. L'ordre de noyer les soutes, exécuté par un officier marinier qui mourra de ses blessures, sauve le navire d'une perte totale. La Kriegsmarine donnera son nom Wilhelm Heidkamp (en) à un destroyer.

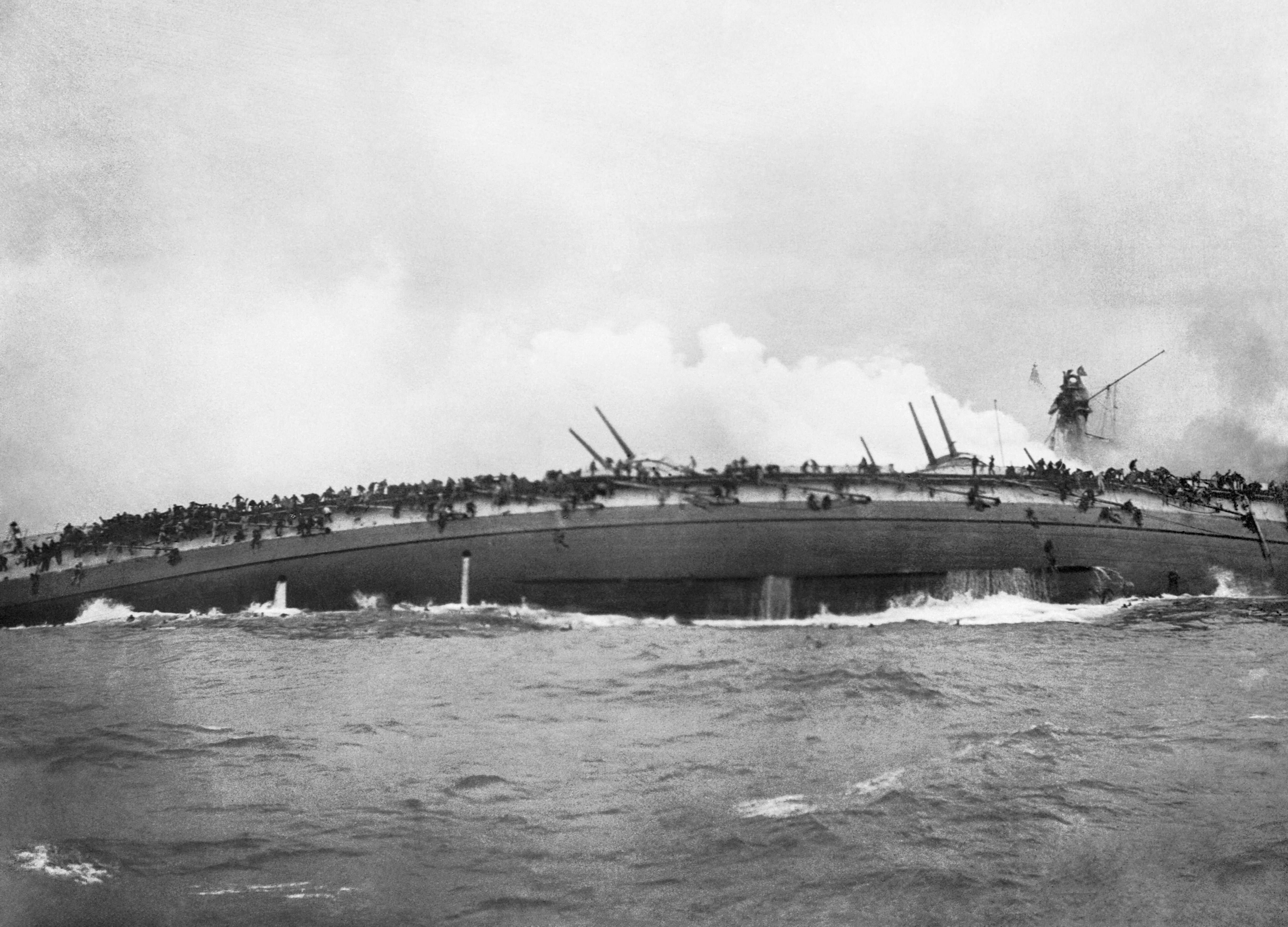
Plus des deux tiers de l'équipage du SMS Blücher disparait avec le croiseur cuirassé allemand.

Bientôt les coups pleuvent sur le HMS Lion, qui sera touché 14 fois, et sur le SMS Blücher. À 10 h 20, touché dans ses machines par plusieurs obus de 305 mm du SMS Derfflinger, le HMS Lion commence à se trouver à la traine. À 10 h 30, le SMS Blücher, aussi touché dans ses machines, par un obus du HMS Princess Royal, voit sa vitesse réduite à 17 nœuds, et se trouve distancé par les autres grands bâtiments allemands. À 10 h 40, la tourelle avant du HMS Lion est détruite, mais le feu est rapidement circonscrit. Encore touché dans ses machines, la moitié des moteurs en panne, le navire-amiral britannique ne peut bientôt plus dépasser 15 nœuds. Le vice-amiral Beatty signale au HMS Indomitable, le moins rapide de ses croiseurs de bataille d'intercepter le SMS Blücher. Peu après, pour éviter un sous-marin qu'on croit avoir repéré à tribord, le vice-amiral Beatty ordonne une abattée de 90° sur la gauche. Alors que les générateurs électriques sont tous en panne et empêchent d'utiliser la radio, l'amiral fait signaler par drapeaux « Course NE » puis immédiatement après « Engagez l'ennemi par l'arrière », pensant désigner ainsi les navires, endommagés que l'amiral Hipper s'efforce de sauver, après s'être résigné à abandonner le SMS Blücher à son sort. Mais l'amiral commandant la 2e escadre de croiseurs de bataille, sur le HMS New Zealand, et qui assure momentanément le commandement des forces britanniques car l'amiral Beatty en est empêché sur son navire immobilisé et distancé, croit comprendre que c'est le SMS Blücher, qui se trouve au Nord-est, qu'il faut engager, et arrête la poursuite des navires de l'amiral Hipper.
Le SMS Blücher devient alors la cible de tous les navires britanniques. Lorsque l'amiral Beatty, qui a quitté le HMS Lion réussit à rejoindre le HMS Princess Royal, à 12 h 20, il est trop tard, les navires de l'amiral Hipper ne peuvent plus être rejoints. Le SMS Blücher résistera jusque que vers 13 h 30, et le sauvetage de son équipage (il y eut près de 70 % de pertes) sera perturbé par l'attaque d'un Zeppelin et d'un avion qui croient que les navires britanniques sont en train de secourir un des leurs. Le HMS Lion rentra au port en deux jours, en remorque du HMS Indomitable, pour quatre mois de réparations.
La bataille du Dogger Bank fut incontestablement une défaite allemande, l'empereur allemand ne s'y trompa pas, qui remplaça, le 2 février l'amiral von Ingenohl, par l'amiral von Pohl à la tête de la Hochseeflotte. Les Allemands ont compris que la Royal Navy était avertie des sorties des grands navires allemands, et l'imputèrent à des espions, sans penser que leurs codes avaient pu être cassés. Ils ont en revanche pris conscience des insuffisances de la sécurité dans la manipulation des munitions, qui avaient failli causer la perte du SMS Seydlitz, et adopté des mesures et règles d'emploi pour y remédier.
La Royal Navy ne se livra pas à un tel examen, à la suite de la destruction de la tourelle avant du HMS Lion, car l'incident fut bien moins grave : il n'y eut qu'un seul tué. On continuera donc à privilégier la cadence de tir des pièces lourdes (jusqu'à trois coups par minute), au détriment de la sécurité dans la manipulation et le stockage des munitions, et de la précision du tir (à la bataille du Dogger Bank, le HMS Lion a mis au but 0,7 % des obus qu'il a tirés). Elle en paiera le prix fort au Jutland. Mais ces défauts étaient en quelque sorte consubstantiels au commandement de l'amiral Beatty. Or, après le Dogger Bank, celui-ci avait le vent en poupe. En février 1915, la place des croiseurs de bataille est modifiée dans l'ordre de bataille : les trois escadres de croiseurs de bataille sont rassemblées dans une flotte des croiseurs de bataille (Battlecuiser Fleet), dont le commandement lui est attribué. Le commodore Osmond de Beauvoir Brock (en) prend le commandement de la 1re escadre. Dans sa nouvelle position, le vice-amiral Beatty a une plus grande autonomie par rapport au commandant de la Grand Fleet, l'amiral Jellicoe, spécialiste de l'artillerie navale, et chaud partisan d'un entrainement intensif au tir.
Les erreurs dans la transmission des signaux, au cours des sorties de décembre 1914 et janvier 1915, auraient dû être aussi un objet de préoccupation, mais ce serait par un choix personnel de l'amiral Beatty que le lieutenant Ralph Seymour se trouve officier de transmissions sur le HMS Lion, plus pour ses relations mondaines que pour ses compétences. « Il m'a coûté trois batailles » concédera Sir David Beatty.
Enfin, des deux côtés, on ne prit pas la mesure du fait que l'emploi de certains grands bâtiments demandait quelques précautions : du côté de la Royal Navy, les croiseurs de bataille qui avaient une force de frappe considérable, n'avaient pas une capacité d'encaisse suffisante. Ainsi, la ceinture cuirassée de 9 pouces (229 mm) d'épaisseur du HMS Lion fut percée à plusieurs reprises par des obus de 280 ou 305 mm, inondant des compartiments sensibles, ce qui finit par immobiliser le bâtiment. Du côté de la Marine impériale allemande, le SMS Blücher n'aurait jamais dû être intégré dans la ligne de bataille du 1er groupe de reconnaissance, mais il aurait eu toute sa place, en soutien des croiseurs légers du 2e groupe de reconnaissance. Mais la leçon ne portera pas : avant la bataille du Jutland, l'amiral Scheer accordera à l'amiral Mauve d'aligner dans la Hochseeflotte les six pré-dreadnoughts de la 2e escadre de bataille, qui n'avaient pas plus leur place dans la ligne de bataille, face à des dreadnoughts.

##### La bataille du Jutland

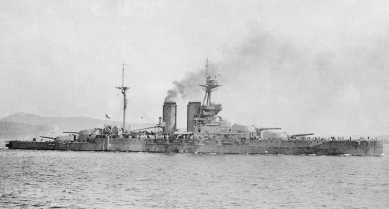
Le cuirassé HMS Queen Elizabeth, ici en 1915 en Mer Egée, avait été présenté comme une esquisse de cuirassé rapide

On a vu qu'en novembre 1914, les croiseurs de bataille de la flotte britannique de Méditerranée ont bombardé les forts turcs des Dardanelles. Lorsque la tentative de forcement des Dardanelles (en) se précise, à la suite d'une demande d'assistance de la Russie, ce sont le cuirassé HMS Queen Elizabeth et le croiseur de bataille HMS Inflexible qui sont en première ligne, le 18 mars 1915. Ce jour-là, trois cuirassés pré-dreadnoughts (dont le français Bouvet) sautent sur des mines et coulent, le HMS Inflexible est touché à plusieurs reprises par le tir des batteries turques, puis il saute également sur une mine, embarque 1 600 tonnes d'eau et on ne le sauve d'une perte totale qu'en l'échouant. Il est en réparations à Malte jusque début juin, et rejoint ensuite la 3e escadre de croiseurs de bataille. En mai, le cuirassé HMS Queen Elizabeth a été retiré des Dardanelles, pour rejoindre la 5e escadre de bataille de la Grand Fleet, à Scapa Flow, après qu'un autre pré-dreadnought britannique, le HMS Goliath, eut été coulé par un torpilleur turc. On peut s'interroger sur l'engagement « à contre-emploi » de bâtiments qui sont les plus rapides de la Royal Navy, pour procéder à des bombardements côtiers, dans des eaux abondamment minées, à proximité des bases de sous-marins ennemis.
La mise en service progressive de janvier 1915 à février 1916 des cinq cuirassés de la classe Queen Elizabeth représente toutefois une avancée importante pour la Royal Navy. Avec huit canons de 381 mm, ils surclassent tous les cuirassés existants. Ils ont également une chauffe intégralement au mazout, ceci a été décidé après que le Royaume-Uni eut sécurisé son approvisionnement en pétrole avec la création de l'Anglo-Persian Oil Company en 1909. Outre l'amélioration des conditions de travail des chauffeurs et la facilité apportée aux ravitaillements de combustible, qui peuvent désormais s'effectuer à la mer, le plus grand pouvoir calorifique du pétrole par rapport au charbon entraine une augmentation de la performance des machines qui permet d'escompter un gain de vitesse de 4 nœuds par rapport à la classe Iron Duke, dont la dernière unité a été mise en service en novembre 1914.
À l'époque, le Premier Lord de l'Amirauté, Winston Churchill, dans son discours sur le budget de 1912, avait laissé entendre que les cuirassés de cette nouvelle classe induisait le rapprochement des cuirassés et des croiseurs de bataille. Mais c'était un point de vue loin d'être partagé par tous les amiraux de l'époque. L'amiral Jellicoe notamment considérait que leur vitesse réelle, qu'il estimait à 23 nœuds, n'était pas suffisante pour les intégrer dans une force de croiseurs de bataille, et que leur puissance de feu serait plus utile au sein d'une force de cuirassés, plutôt que dans des forces de reconnaissance. L'amirauté britannique lui donna raison et ils ne furent pas rattachés à la flotte de croiseurs de bataille.

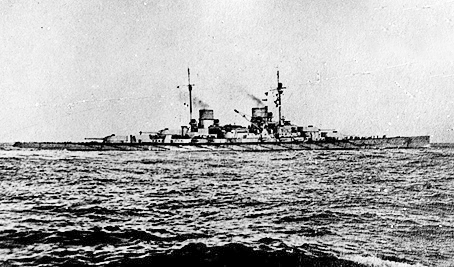
Le SMS Lützow a porté, au Jutland, la marque de l'amiral Hipper. Ayant été très endommagé, les Allemands ont dû renoncer à le ramener, et il a été sabordé dans la nuit du 31 mai au 1er juin

L'amiral von Pohl, nommé début février à la tête de la Hochseeflotte, est un partisan de la guerre sous-marine au commerce. Sitôt nommé, il décide la guerre sous-marine illimitée contre les Alliés : le 15 mai 1915, le RMS Lusitania, prestigieux paquebot transatlantique, est torpillé au sud de l'Irlande, entrainant un nombre de victimes considérable. Devant l'émotion provoquée, en particulier aux États-Unis (il y aurait eu 120 victimes américaines), et après le torpillage du SS Arabic, en août 1915, les autorités allemandes vont devoir poser des restrictions à l'attaque des sous-marins contre les navires de passagers.
Pendant ce temps, la Hochseeflotte ne sort que pour des opérations qui restent très proches de ses bases. La première fois, fin mars, la flotte s'avança jusqu'au nord de Terschelling. À la mi-avril, les croiseurs légers du 2e groupe de reconnaissance) couvrirent une opération de mouillage de mines, puis le 21-22 avril, la flotte s'avança jusqu'au Dogger Bank. Fin mai, la flotte s'avança jusqu'à Schiermonnikoog, mais dut faire demi-tour en raison du mauvais temps. Le 10 août, la flotte alla au nord de Héligoland pour couvrir, en vain, le retour du croiseur auxiliaire SMS Meteor. En septembre, elle couvrit une opération de mouillage de mines sur le Schwart Bank, au large de Hull. Fin octobre, elle sortit jusqu'au Horns Reef, dans tous les cas sans susciter de réaction britannique.
L'amiral von Pohl est atteint d'une maladie incurable et doit céder sa place le 18 janvier 1916 au vice-amiral Scheer. Celui-ci dans un mémorandum à l'empereur, expose les grandes lignes de l'action qu'il préconise : reprise du harcèlement de la Grand Fleet britannique, avec le bombardement de villes côtières par les « grands croiseurs », que le SMS Lützow a rejoints en août, pour amener les grandes unités britanniques à prendre la mer, et les attaquer, en se mettant en position de supériorité numérique locale, avec l'appui des sous-marins et des dirigeables.
L'empereur allemand approuve le mémorandum, le 23 février, et décide l'arrêt de la guerre sous-marine sans restriction, le 24 avril, rendant les sous-marins disponibles pour des opérations avec les forces de surface. Le jour même, le contre-amiral
Bödicker (en), en remplacement du vice-amiral Hipper, malade, emmène les « grands croiseurs » bombarder Yarmouth et Lowestoft. La Grand Fleet, à Scapa Flow, les croiseurs de bataille, à Rosyth, la Force de Harwich du commodore Tyrwhitt sont en alerte, et appareillent dans la soirée du 24. Un contact entre la Force de Harwich et des croiseurs légers allemands a lieu en fin de nuit, mais le Commodore Tyrwhitt préfère ne pas s'engager contre des forces supérieures. À l'aube les bombardements ont lieu, mais la Grand Fleet, cap au sud, peine dans le mauvais temps, et les grands bâtiments allemands rentrent au port, sans avoir été interceptés.
Aussitôt, le vice-amiral Scheer décide une nouvelle opération, pour le mois de mai. La Hochseeflotte appareille aux premières heures du 31 mai pour un raid le long des côtes danoises du Jutland, jusqu'au Skagerrak, précédée par les cinq « grands croiseurs » du vice-amiral Hipper, qui a retrouvé son poste, et leurs forces de reconnaissance. La direction du Renseignement de l'Amirauté, connue comme le Bureau 40 (Room 40) a, dès le 28 mai, prévenu le commandant de la Grand Fleet, l'amiral Jellicoe, qui, avant même que la Hochseeflotte ait elle-même quitté ses bases, fait appareiller la flotte, dans laquelle ont été intégrées les trois premières unités de la classe Revenge. La flotte de croiseurs de bataille quitte également son mouillage de Rosyth, l'idée étant d'intercepter les croiseurs de bataille allemands, qui ont jusqu'ici toujours réussi à s'échapper sans trop de dégâts. La flotte de Croiseurs de Bataille doit se trouver le 31 mai vers 14 h, à 230 nautiques à l'est des côtes britanniques, à hauteur du Skagerrak, et ensuite rallier la Grand Fleet qui se trouvera à proximité au nord. Mais par suite des relations compliquées entre la direction du renseignement de l'Amirauté et le commandant-en-chef de la flotte (Room 40 déchiffre mais n'interprète pas, ce dernier point étant de la responsabilité du commandant-en-chef), celui-ci sait qu'une force allemande est à la mer, mais croit que la Hochseflotte est restée au port.

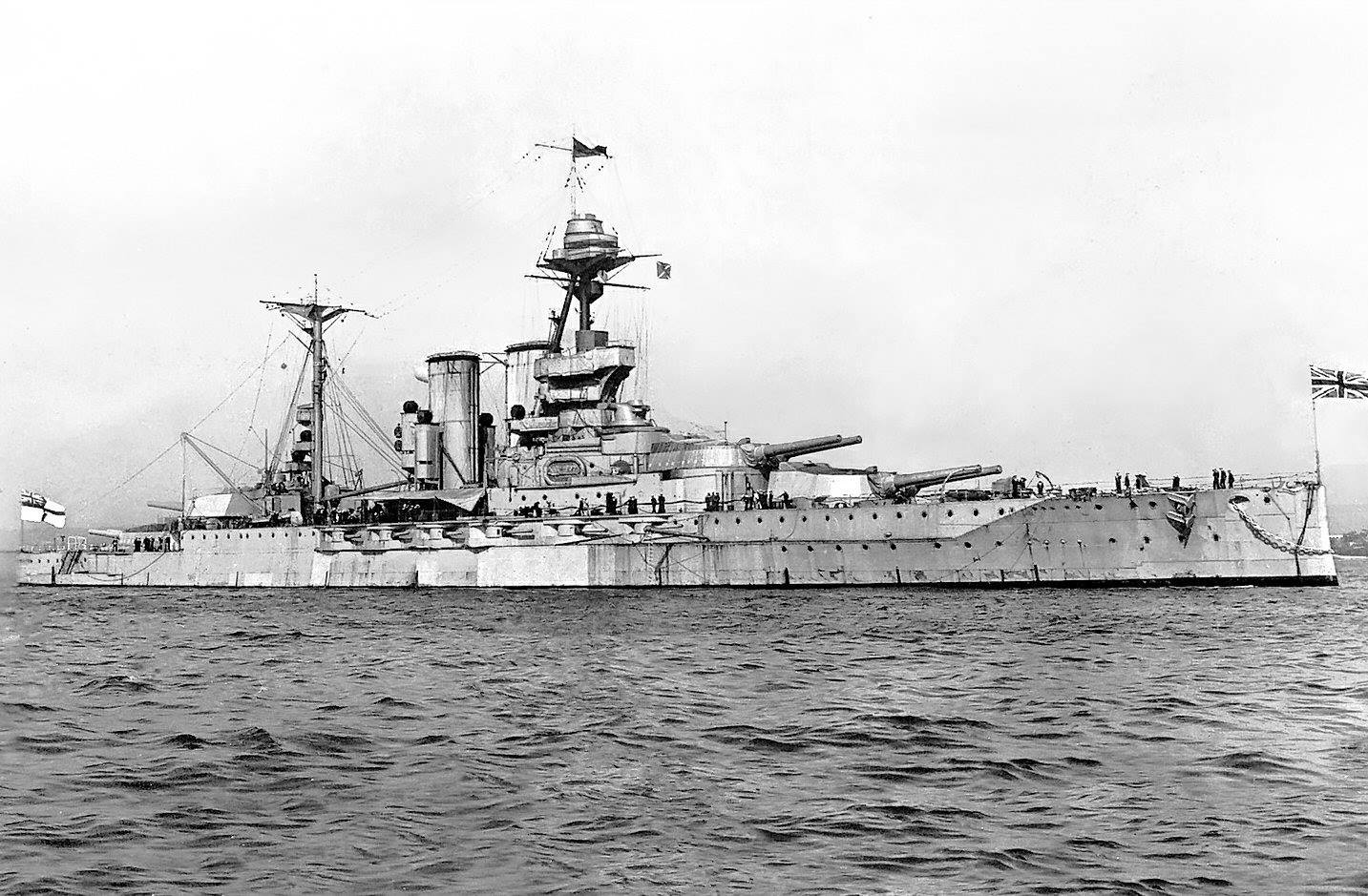
Le HMS Malaya faisait partie de la 5eescadre de bataille qui, au Jutland, a peiné à suivre les croiseurs de bataille du vice-amiral Beatty

Par ailleurs, la flotte de croiseurs de bataille est sortie avec seulement les 1re et 2e escadres de croiseurs de Bataille, la 3e escadre, aux ordres de l'amiral Hood ayant été momentanément rattachée à la Grand Fleet, car elle se trouvait à Scapa Flow, pour une école à feu. Tout aussi momentanément, la 5e escadre de bataille (c'est-à-dire quatre cuirassés de la classe Queen Elizabeth, le HMS Queen Elizabeth étant en cale sèche pour maintenance) la remplace à Rosyth, mais le contact de son commandant, le contre-amiral Evan-Thomas, avec le vice-amiral Beatty a été des plus succincts.

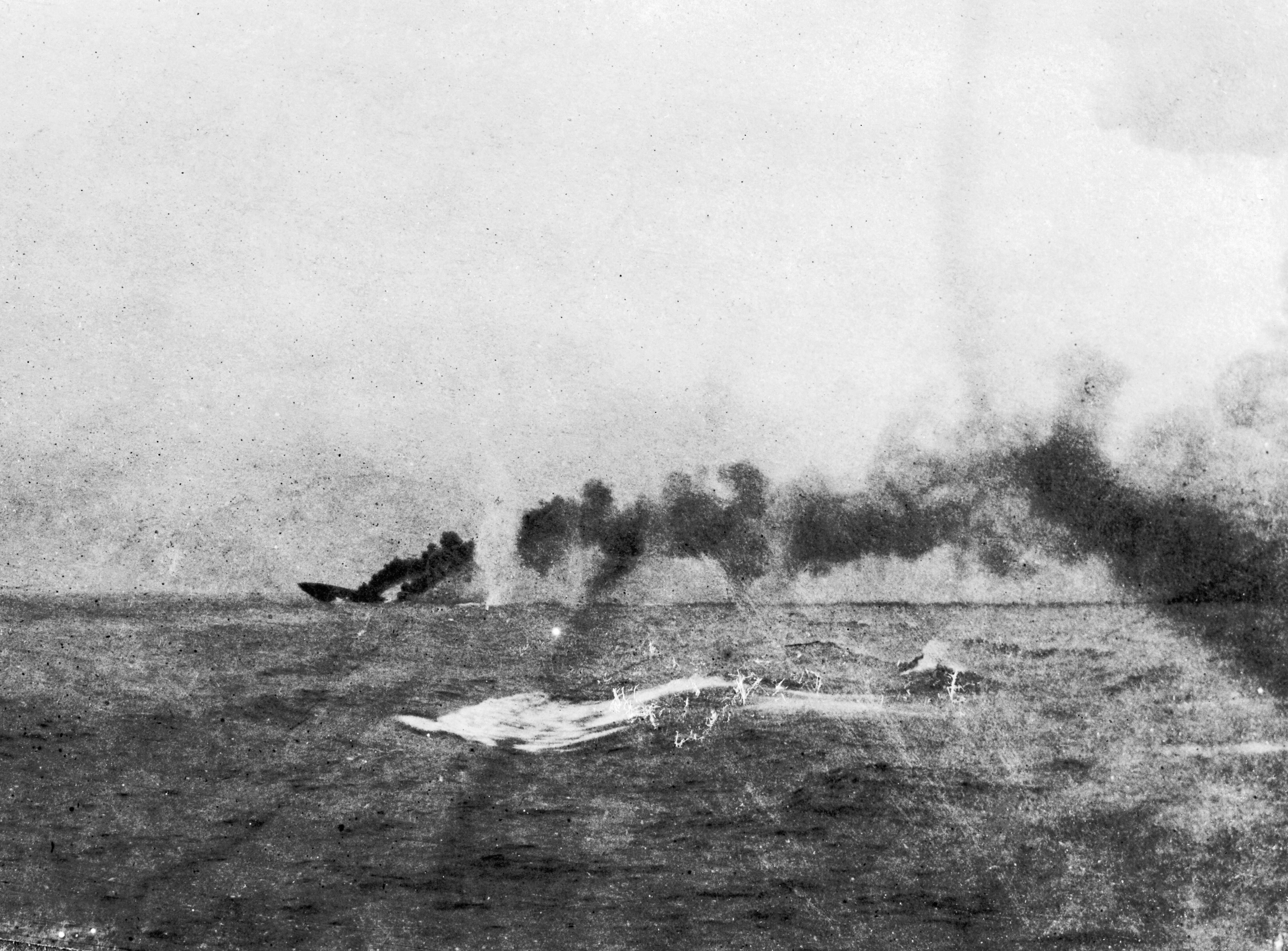
Le HMS Indefatigable succombe sous les obus du SMS Von der Tann

Le 31 mai, au point prévu et à l'heure dite, le vice-amiral Beatty, se trouve, cap à l'est, les deux escadres de croiseurs de bataille en route parallèle et la 5e escadre de bataille, à 8 km au nord-ouest. N'ayant rien en vue, il vient de mettre cap au nord, quand, à l'extrême-est de son dispositif de reconnaissance, qui est allé reconnaître un vapeur neutre, sont repérés deux torpilleurs allemands, occupés à la même tâche. Tandis que les premiers coups de canon sont échangés entre croiseurs légers, le vice-amiral Beatty met cap à l'est, augmente sa vitesse puis vient au sud-est pour se placer entre les navires allemands et leurs bases. Mais le contre-amiral Evan-Thomas sur le HMS Barham n'a pas pu lire les signaux par drapeaux du vice-amiral Beatty en raison de la distance, il a continué à l'est et lorsqu'il met au sud-est, il a 16 km de retard, et est hors de portée pour soutenir les croiseurs de bataille.

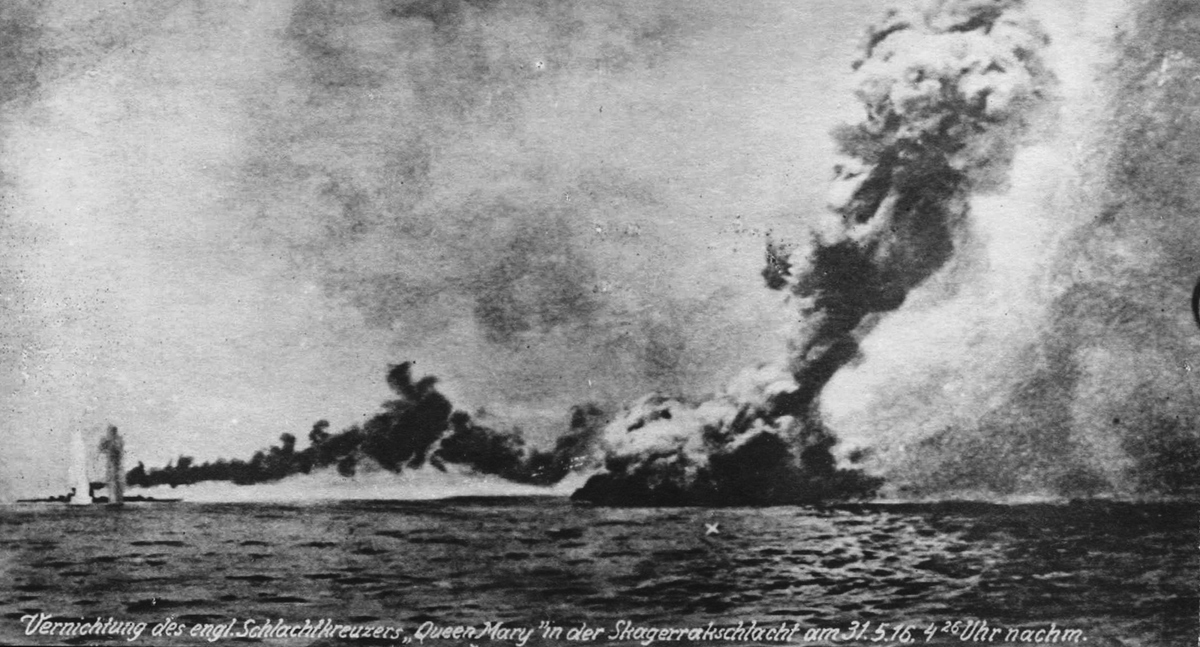
Les coups reçus des SMS Seydlitz et Derfflinger font exploser le HMS Queen Mary

Vers 15 h 20, le vice-amiral Hipper, qui marche au nord-ouest, a vu les croiseurs de bataille britanniques, il met alors cap au sud-est pour les attirer vers la Hochseeflotte qui se trouve à 75 km dans cette direction. À 15 h 48, il ouvre le feu, et les croiseurs de bataille britanniques ripostent. Le vice-amiral Beatty a six croiseurs de bataille contre cinq, avec une artillerie plus puissante de 305 ou 343 mm, contre 280 ou 305 mm. Les navires allemands lui ont déjà échappé, notamment au Dogger Bank. Il n'entend pas perdre de temps à attendre la 5e escadre de bataille. C'est le début de la « course au sud ».
Le tir allemand est plus précis et les Allemands portent les premiers coups, le tir britannique est plus rapide mais moins précis. À 16 h, le SMS Lutzow détruit la tourelle centrale (tourelle Q) du HMS Lion, dont un témoin oculaire observe que le toit est ouvert comme celui d'une boite de sardine mais le responsable de la tourelle fait noyer la soute à munitions ce qui évite une explosion catastrophique. Quelques minutes plus tard, deux salves successives du SMS Von der Tann vont venir à bout du HMS Indefatigable, qui disparait dans une explosion de ses soutes. Mais à 16h10, la 5e escadre de bataille est revenue à portée et le HMS Barham, qui la mène, ouvre le feu. Son tir est redoutablement précis, moins d'une minute plus tard, il touche le SMS Von der Tann. Au sein de la 1re escadre de croiseurs de bataille, le HMS Queen Mary tire à une cadence extrêmement rapide, par salves pleines des huit canons, trois fois par minute. Mais à 16 h 26, sous les coups des SMS Derfflinger et Seydlitz, ses soutes à munitions avant explosent et le navire disparait dans une gigantesque explosion. Sir David Beatty profère alors ce monument d'understatement : « Il semble y avoir quelque chose qui ne va pas avec nos fichus navires, aujourd'hui » (There seems to be something wrong with our bloody ships today). Puis il aurait ajouté : « Tournez de deux points sur bâbord », ce qui, à cet instant, équivalait au « Rapprochez-vous de l'ennemi » nelsonien.
À 16 h 30, les cuirassés en tête de colonne de la Hochseeflotte ont aperçu le combat des croiseurs de bataille, puis le HMS Southampton (en), sur lequel le Commodore Goodenough, commandant de la 2e escadre de croiseurs légers a sa marque, signale l'approche des cuirassés allemands. Ayant aperçu lui-même le gros de la flotte allemande, à 16 h 40, le vice-amiral Beatty fait aussitôt demi-tour et entreprend la « course au nord », pour attirer les navires allemands vers la Grand Fleet. Ce cap aurait dû intriguer les amiraux allemands, car les bases britanniques étaient à l'ouest et au nord-ouest et non au nord. Pendant cette première phase de la bataille, les « grands croiseurs » du vice-amiral Hipper ont mis 42 coups au but, et n'ont encaissé que 11 coups des croiseurs de bataille du vice-amiral Beatty.

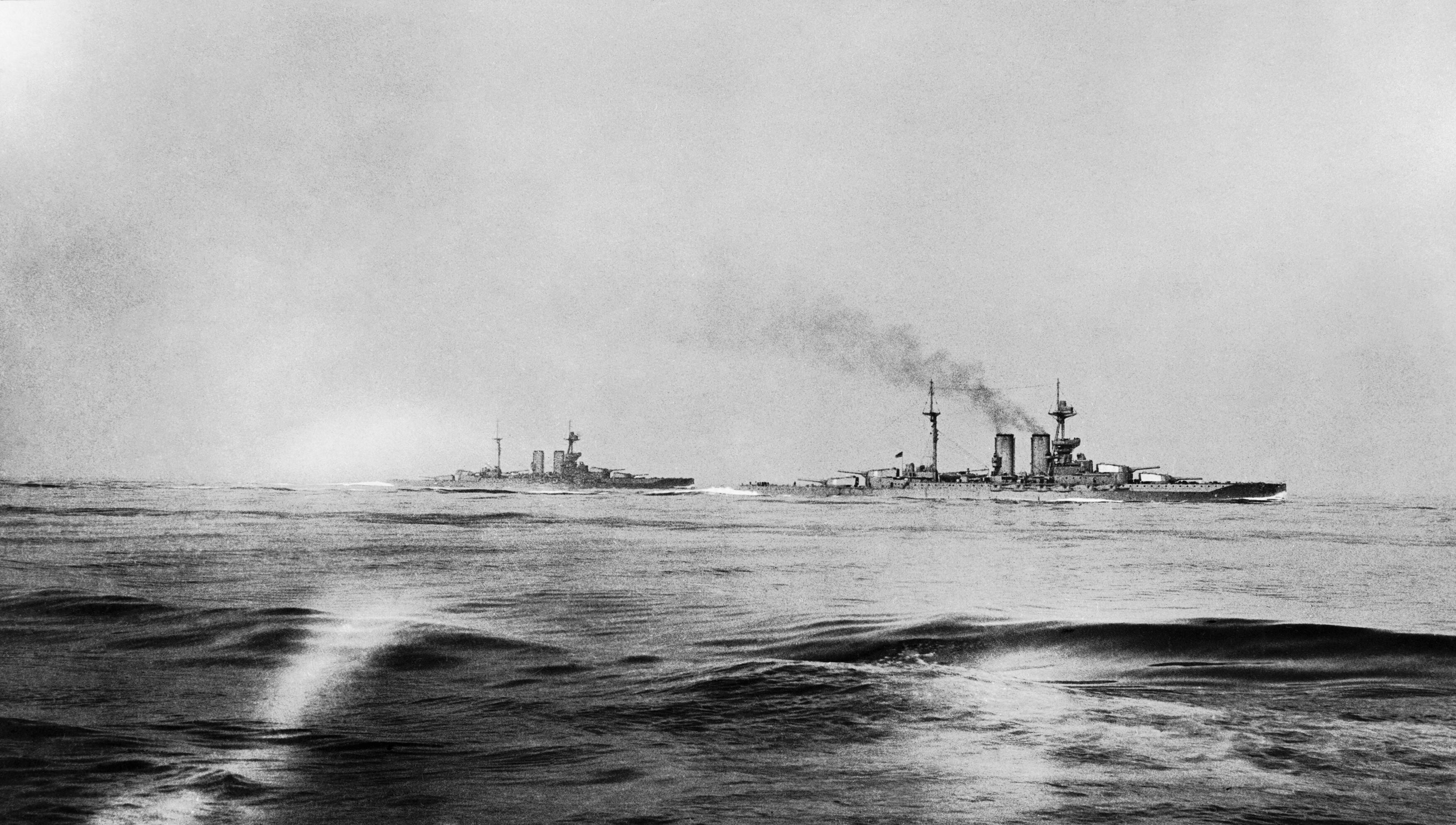
Les cuirassés de la 5e escadre de bataille ici les HMS Warspite et Malaya vont se montrer aussi puissants que résistants

Encore une fois, la 5e escadre de bataille n'a pas pu voir le signal du demi-tour du vice-amiral Beatty, et ne va inverser sa course, vers 16 h 55, qu'après avoir vu passer à contre-bord les quatre croiseurs de bataille restant des 1re et 2e escadres de croiseurs de bataille. Elle se trouve alors soumise au feu de l'escadre du vice-amiral Hipper, et de la 3e escadre de bataille allemande, composée des cuirassés les plus puissants et les plus récents de la Hochseeflotte, des classes König et Kaiser. Tandis que le vice-amiral Beatty, vers 17 h 10, met ses croiseurs de bataille hors de portée des grands bâtiments allemands, l'escadre du contre-amiral Evan-Thomas va, pendant les trois quarts d'heure suivants, encaisser 13 coups, mais va en infliger 18. Le SMS Seydlitz va encaisser alors plusieurs obus du HMS Valiant ou du HMS Barham qui vont lui détruire deux tourelles. Mais les cuirassés de la classe Queen Elizabeth vont montrer une capacité à encaisser très supérieure à celle des croiseurs de bataille britanniques, leur cuirasse de ceinture à une épaisseur égale à presque 100 % du calibre des plus gros obus qu'ils encaissent, contre 75 % pour la classe Lion et 50 % pour les classes précédentes.

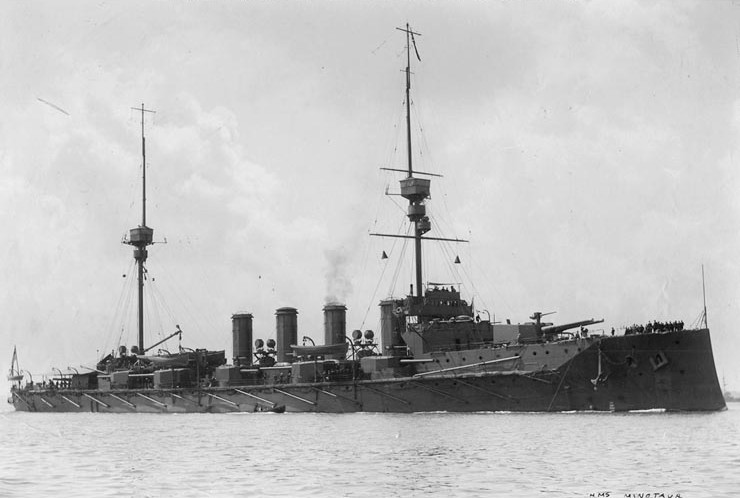
Le croiseur cuirassé HMS Defence de la classe Minotaur explose sous les obus des croiseurs de bataille allemands

De 17 h 30 à 18 h, les deux commandants-en-chef savent que leurs flottes cuirassées se rapprochent mais ne les voient pas dans les bouchons de brume et la fumée des combats tandis que les forces de reconnaissance des deux côtés (croiseurs de bataille du vice-amiral Beatty à l'ouest, mais aussi la 3e escadre du contre-amiral Hood à l'est, croiseurs cuirassés de la 1re escadre de croiseurs (en) du contre-amiral Arbuthnot, et croiseurs légers des deux camps) se canonnent dès qu'elles se voient, tandis que les destroyers torpillent tout ce qui leur passe à portée. Le croiseur léger HMS Chester (en) est ainsi mis à mal par le 2e groupe de reconnaissance allemand du contre-amiral Bödicker, dont le SMS Wiesbaden tombe sous le feu du HMS Invincible du contre-amiral Hood, et se trouve immobilisé. Il est alors attaqué par un destroyer, HMS Onslow, lui-même endommagé, que commande un capitaine de corvette (lieutnant commander) de 31 ans, qui fera parler de lui, John Tovey. Les croiseurs de bataille allemands pulvérisent alors le HMS Defence, et laissent désemparés les HMS Warrior et Black Prince, qui s'approchaient pour achever le SMS Wiesbaden, avant de diriger leurs tirs sur le HMS Warspite qui, à la suite d'une avarie de barre tourne en rond, dans ce qui a été appelé le « coin venteux ». Il y recevra 13 impacts, sa vitesse sera réduite mais il réussira à rentrer à sa base, pour poursuivre une longue et glorieuse carrière.
Vers 18 h 20, alors que les escadres des amiraux Beatty et Hood se sont rejointes, en position d'aile marchante, à l'est du dispositif britannique, le combat reprend entre croiseurs de bataille. Cette fois ce sont les navires allemands, SMS Derfflinger et Seydlitz qui encaissent. Le SMS Lützow est touché deux fois à l'avant, sous la ligne de flottaison, par le HMS Invincible, ce qui provoque la voie d'eau qui causera la perte du navire sur lequel le vice-amiral Hipper a sa marque. Mais la riposte allemande est fulgurante, à 18 h 30, c'est un troisième croiseur de bataille, le HMS Invincible sur lequel le contre-amiral Hood a sa marque, qui explose et coule, ne laissant que six survivants.

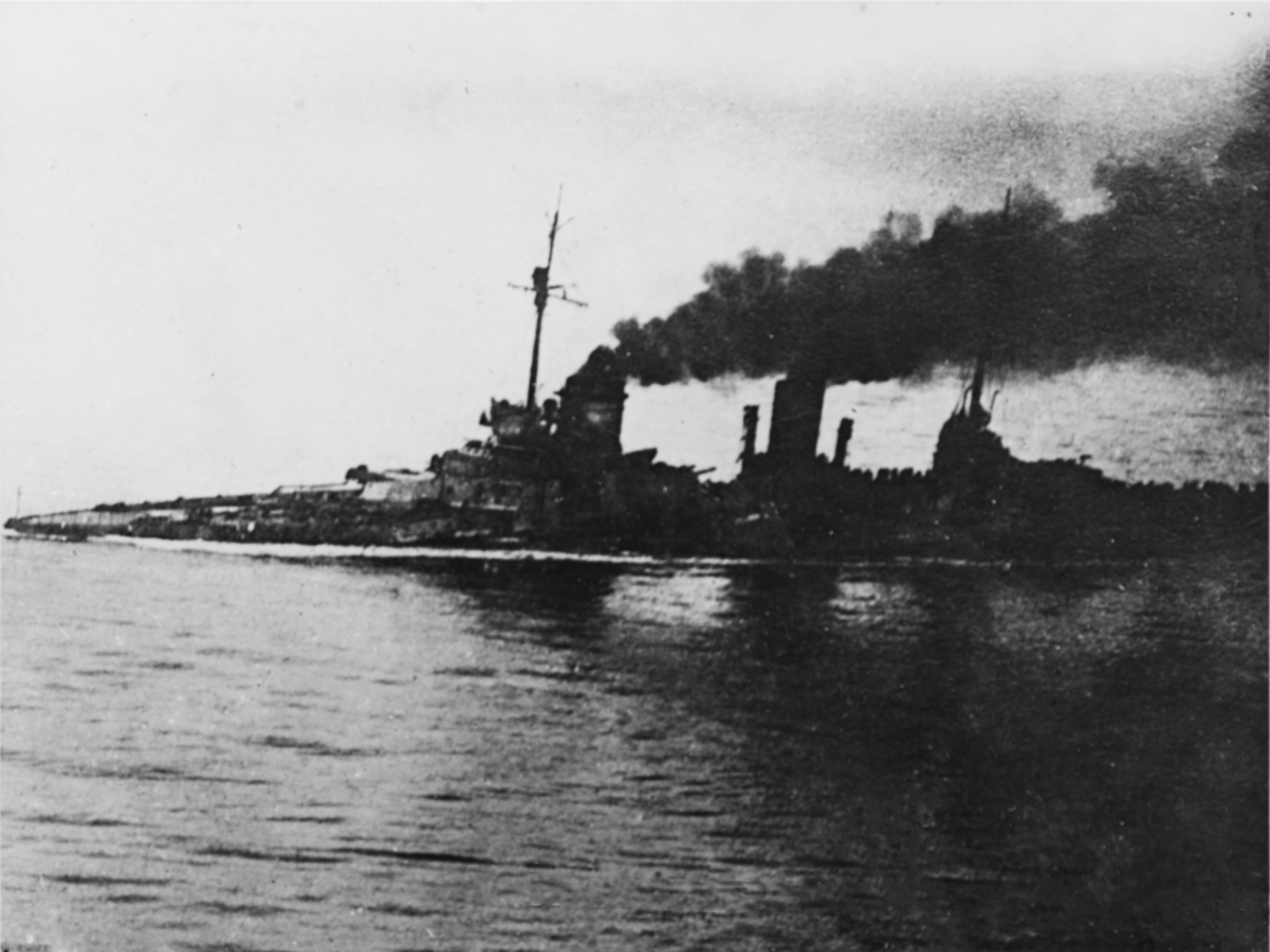
Le SMS Seydlitz a eu beaucoup de difficultés à rentrer à sa base

À ce moment, le déploiement des 24 dreadnoughts de l'amiral Jellicoe est achevé, il barre la route, au nord et à l'est, de la Hochseefotte, cap au nord-est, en ligne de file, qui se trouve sous le feu concentré des super-dreadnoughts britanniques. Le vice-amiral Scheer, pour sortir de cette situation intenable n'a plus qu'à ordonner le « demi-tour tous à la fois » (Gefechtskehrtwendung), manœuvre risquée, à laquelle les Allemands sont entrainés, et qui sera superbement exécutée. Mais, alors qu'il fait encore jour, un combat en retraite en situation d'infériorité numérique eût été très périlleux, en raison de la présence des six pré-dreadnoughts de la 2e escadre de bataille du contre-amiral Mauve, dont la vitesse inférieure aurait constitué un handicap certain . Le commandant-en-chef allemand, qui pense ne pas avoir en face de lui la totalité de la Grand Fleet, remet alors le cap à l'est pour se frayer un chemin vers ses bases. Mais la Grand Fleet, qui a mis le cap au sud, est en position de lui « barrer le T » encore une fois.
Le vice-amiral Scheer se voit contraint d'ordonner de nouveau un « demi-tour tous à la fois », mais en le faisant couvrir par une attaque massive de ses torpilleurs et par une charge des croiseurs de bataille. Au signal du commandant-en-chef « Schlachtkreuzer ras an den Feind, voll einsetzen !» (Croiseurs de bataille sus à l'ennemi, s'engager à fond !), pour les quatre croiseurs de bataille encore en état de combattre (le vice-amiral Hipper a dû quitter le SMS Lützow dont l'avant s'enfonce à un point tel que ses hélices vont finir par battre l'air), ce sera, de 19 h à 19 h 30, leur « marche à la mort », s'approchant jusqu'à 6 500 mètres de 18 cuirassésdont le HMS Colossus (en) que commande le capitaine de vaisseau (captain) Dudley Pound. Les bâtiments allemands vont encaisser 37 impacts, dont 14 sur le seul SMS Derfflinger qui mène la charge. Mais l'attaque simultanée des torpilleurs va conduire les navires britanniques à s'éloigner de leurs adversaires (« turn away »), la nuit tombe et la Hochseeflotte va se fondre dans l'obscurité. Vers minuit, le HMS Black Prince, immobilisé en feu, va se faire canonner par les cuirassés allemands, et il explose comme le HMS Defence, le HMS Warrior doit être abandonné, et dans la nuit le SMS Lützow est sabordé à l'insu des Britanniques.
Tous les autres croiseurs de bataille allemands rentreront au port, parfois dans des conditions extraordinaires, comme le SMS Seydlitz qui finira en marche arrière, le pont du gaillard d'avant au ras de l'eau. Mais dans son compte-rendu d'opération au vice-amiral Scheer, le vice-amiral Hipper sera net : « Le 1er groupe de reconnaissance n'a plus désormais une quelconque valeur pour un engagement sérieux. »
La bataille du Jutland confirme ce qu'on a vu aux Falklands et au Dogger Bank, la puissance de feu des croiseurs de bataille est mortelle pour tous les autres types de croiseurs, et le HMS Defence, que le contre-amiral Troubridge n'avait pas voulu engager contre le SMS Goeben, est pulvérisé par les sister-ships de ce navire. Elle montre aussi les limites de l'emploi des croiseurs de bataille dans des affrontements, non plus avec des croiseurs, mais avec des navires ayant une puissance de frappe équivalente à la leur. De ce point de vue, la situation est différente selon que les croiseurs de bataille ont des blindages de 152 mm ou 229 mm, comme sur les navires britanniques, ou de 250 à 300 mm, comme sur les bâtiments allemands, mais apparemment cela n'avait pas un caractère d'évidence, du temps de l'amiral Fisher. Ce n'est d'ailleurs pas un hasard si les croiseurs de bataille britanniques coulés au Jutland ont eu le surnom de « navires de cinq minutes de Lord Fisher ». Pour le reste, tout, dans les drames du Jutland, n'est pas à imputer à la conception des navires. La manière de les employer, au-delà des missions de reconnaissance, la priorité donnée à la vitesse de tir, au détriment des règles de sécurité dans la manipulation et le stockage des munitions, ou l'entrainement des équipages au tir, expliquent aussi les sorts différents qu'ont connus les croiseurs de bataille britanniques et les « grands croiseurs » allemands, le 31 mai 1916.

### Dernières mises en service et projets tardifs
Les réparations des navires allemands endommagés au Jutland ne s'achevèrent qu'en octobre 1916, pour le SMS Seydlitz, alors qu'elles l'étaient dès juillet 1916 pour les navires britanniques, à l'exception des réparations de la tourelle Q du HMS Lion, qui durèrent jusqu'à la fin septembre.

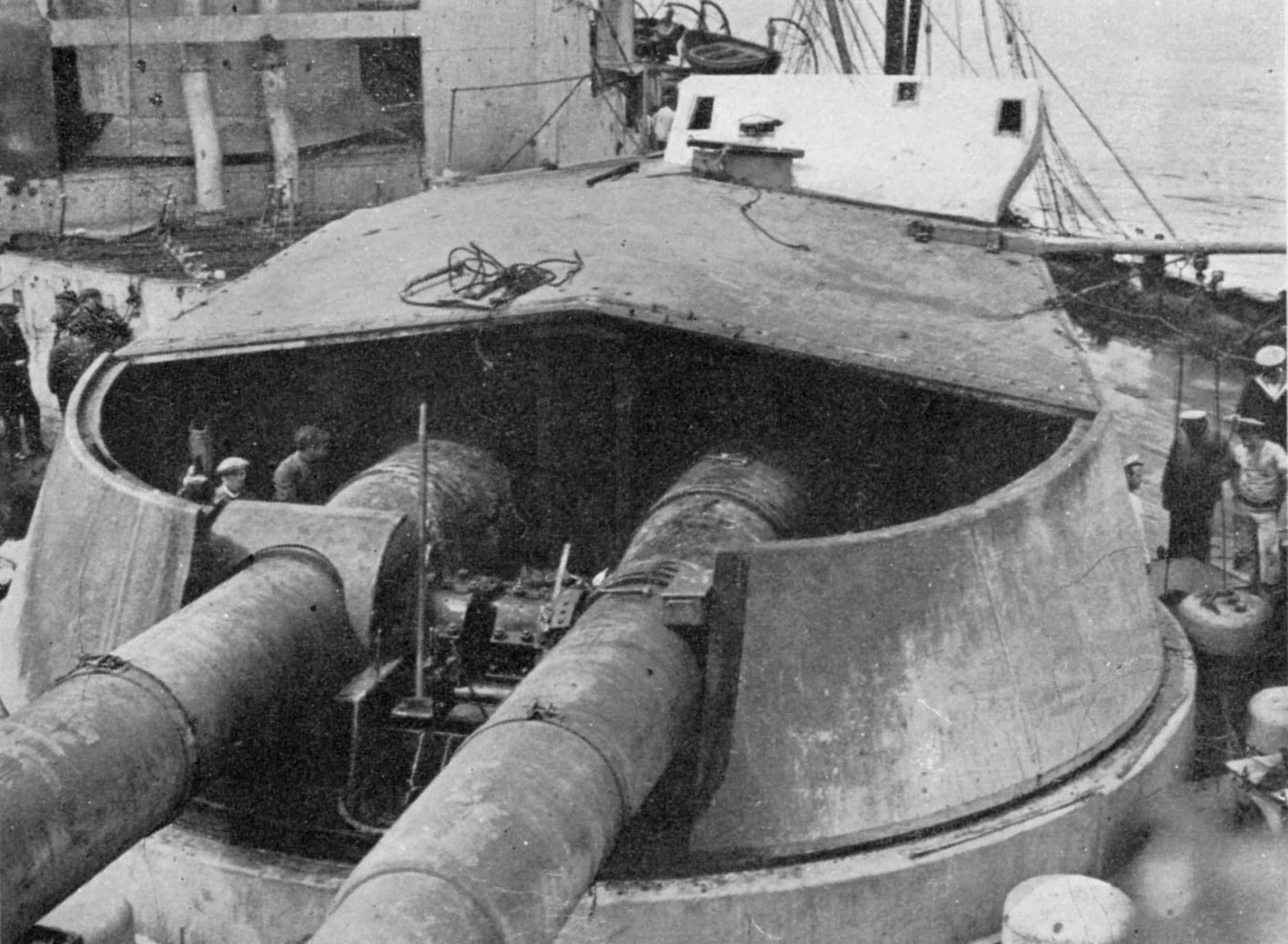
Les réparations de la tourelle Q du HMS Lion durèrent quatre mois

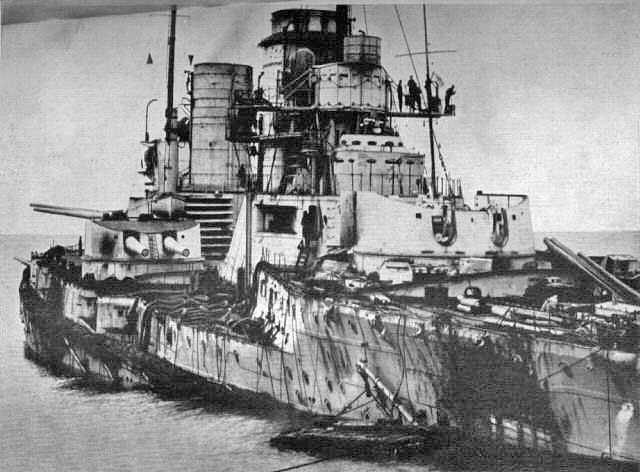
Ayant reçu plus de vingt obus de gros calibre, le SMS Seydlitz fut immobilisé cinq mois

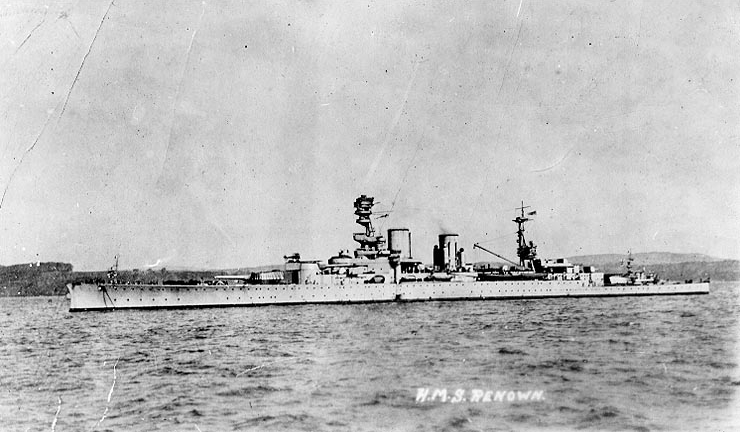
Très élégants de ligne, les navires de la avaient le même blindage sur les flancs que ceux de la

La perte de trois croiseurs de bataille au Jutland fut compensée, au sein de la flotte de croiseurs de bataille britannique, par la mise en service de deux nouveaux bâtiments, en septembre 1916 et janvier 1917, les HMS Renown et Repulse. Quand la guerre avait éclaté, la construction des trois unités de la classe Revenge et de la sixième unité de la classe Queen Elizabeth, qui faisaient partie du Programme 1914, fut arrêtée (dans la perspective d'une guerre courte, la priorité était donnée aux unités dont la construction était censée être achevée avant la fin de la guerre). Revenu au poste de Premier Lord de la Mer, l'amiral Fisher proposa, après la bataille des Falklands, et obtint dans les derniers jours de 1914, de reprendre la construction de deux unités, sous forme non plus de cuirassé, mais de croiseur de bataille. Ce fut la classe Renown dont les deux unités avaient un déplacement « normal » de 27 600 tonnes, soit 2 000 tonnes de moins que le HMS Tiger, mais étaient dotées de six canons de 381 mm en trois tourelles doubles, de machines du même type que celles du HMS Tiger, mais un tiers plus puissantes, développant donc 120 000 ch ce qui, avec une longueur de coque supérieure de 27 mètres, d'où un coefficient longueur /largeur de 8,8, leur permettait de filer 3 nœuds de plus, soit 32 nœuds. La contrepartie était un blindage intermédiaire entre celui de la classe Indefatigable et celui de la classe Lion, soit 152 mm en ceinture, et 229 mm sur les tourelles. Comme ces caractéristiques étaient à peu de chose près, en matière de blindage, celles de navires perdus au Jutland, on entreprit immédiatement d'en renforcer la protection, dès la fin 1916 et le début de 1917. Ils y gagnèrent le surnom de « HMS Refit » et « HMS Repair ». Après une refonte effectuée entre 1920 et 1926, leur cuirasse de ceinture a été portée à l'épaisseur de celle de la classe Lion, soit 229 mm.

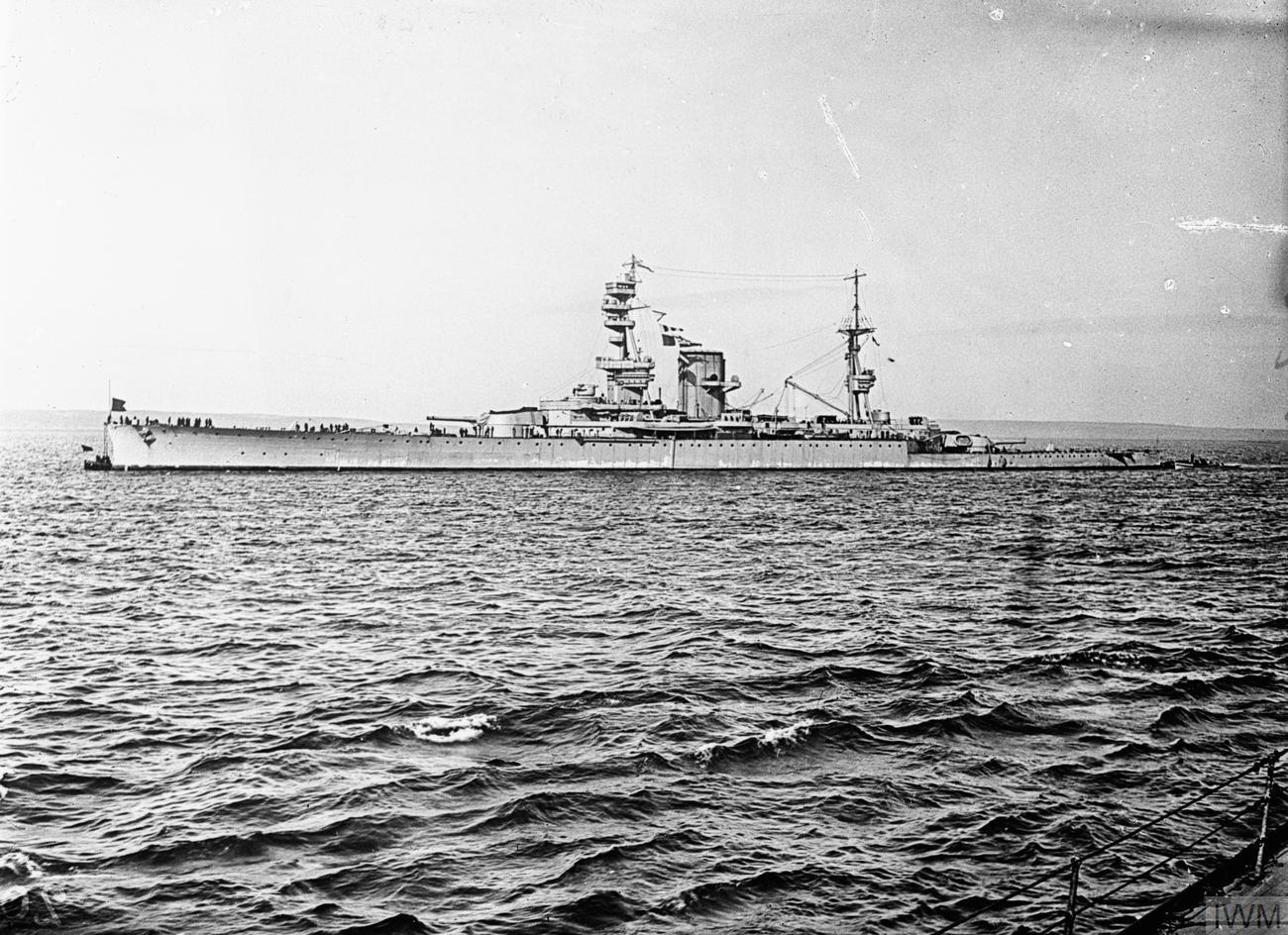
La fut le dernier avatar des croiseurs de bataille construits sous l'impulsion de lord Fisher

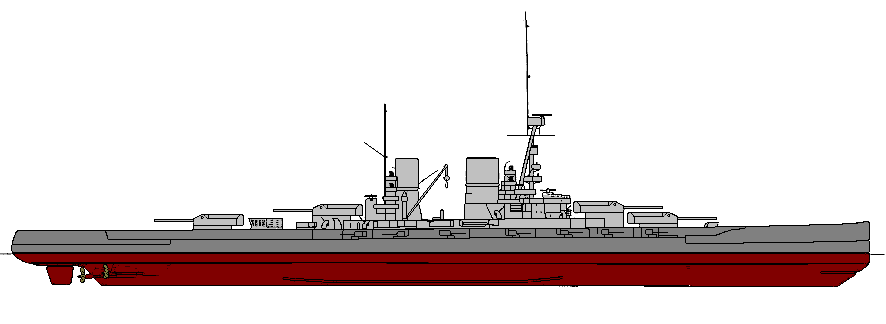
La devait recevoir des canons de 350 mm au lieu de 305 mm sur la

Entre mars et juin 1915, avaient également été mis sur cale trois bâtiments, qualifiés de « grands croiseurs légers », conçus par Eustace Tennyson d'Eyncourt, qui aura été Directeur de la Construction Navale de 1912 à 1924, pour répondre à une demande de l'amiral Fisher, qui nourrissait l'idée d'un débarquement en mer Baltique, sur les côtes de Poméranie. Cette désignation de grands croiseurs légers répondait au désir de respecter la décision du Chancelier de l'Échiquier, David Lloyd George, de ne pas construire pendant la guerre de bâtiments plus grands que des croiseurs légers. Il s'agissait cependant de navires déplaçant 20 000 tonnes, longs de 240 mètres, développant 90 000 ch, pour filer 32 nœuds. Ils étaient armés de quatre canons de 381 mm en deux tourelles doubles pour les HMS Courageous et Glorious, leur ceinture blindée de 76 mm était effectivement celle d'un croiseur léger, et ils se caractérisaient par un tirant d'eau faible pour leur déplacement, 7,90 mètres, en raison notamment de la zone où l'on comptait les engager. La troisième unité, HMS Furious, devait porter deux canons de 457 mm (en) en tourelles simples, mais n'en reçut qu'un, ayant été dotée, avant d'être mise en service, d'un pont d'envol sur le gaillard d'avant. Entrés en service en fin 1916 pour les deux premiers, en 1917 pour le dernier, ces navires ont été l'aboutissement du concept du croiseur de bataille, tel que l'avait conçu Lord Fisher, mais poussé à une telle extrémité qu'ils y gagnèrent le surnom de « Classe Outrageous ».
Pour autant, Lord Fisher avait en tête un projet de croiseur de bataille qui sortait encore plus des sentiers battus, qui n'a même pas atteint la phase des études, le HMS Incomparable (en), d'un déplacement de 48 000 tonnes, d'une longueur de 314 mètres, développant 180 000 ch, filant 35 nœuds, avec un rayon d'action de 24 000 nautiques, portant six canons de 20 pouces (508 mm) en trois tourelles doubles, mais toujours avec un blindage qui n'était pas à la hauteur de ses autres caractéristiques, avec une épaisseur de 11 pouces (280 mm) en ceinture.
Du côté allemand, le remplacement du SMS Lutzow n'intervint qu'avec la mise en service de la troisième unité de la classe Derfflinger, le SMS Hindenburg, en 1917. Mais la Marine impériale allemande avait alors en construction quatre croiseurs de bataille, la classe Mackensen, qui devaient avoir un déplacement de 31 000 tonnes. Leur mise sur cale était intervenue dans le courant de 1915. Les caractéristiques avaient été déterminées en fonction de plusieurs types de contraintes. Comme les « super-dreadnoughts » britanniques et les croiseurs de bataille de la classe Lion avaient une artillerie principale d'un calibre de 13 pouces ½ (343 mm), l'empereur Guillaume II aurait souhaité un calibre de 38 cm, alors que l'amiral von Ingenohl, qui commandait alors la Hochseeflotte, aurait préféré en rester à 30,5 cm. Un compromis fut trouvé avec un canon de 35 cm SK L/45, en deux paires de tourelles doubles superposées à l'avant et à l'arrière. Le blindage restait semblable à celui de la classe Derfflinger, atteignant 300 mm en ceinture, et 320 mm sur la face des tourelles. Avec une longueur de 223 mètres, et une propulsion qui aurait développé 90 000 ch, ils auraient pu atteindre une vitesse de 28 nœuds. Les deux premières unités, Mackensen et Graf Spee, furent lancées en 1917, mais la priorité étant donnée, à partir de 1917, à la construction de sous-marins, aucune ne fut achevée, la troisième, Prinz Eitel Friedrich, ne fut lancée qu'en 1920 pour libérer la cale de construction, et les travailleurs du chantier l'ont surnommée Noske, la quatrième, Fürst Bismarck, fut démantelée in situ.
Enfin en 1916, furent passées les commandes de trois navires destinés à remplacer les SMS Yorck, Scharnhorst, et Gneisenau perdus en 1914. Avec un déplacement de 33 500 tonnes, devant filer plus de 27 nœuds, être armés de huit canons de 380 mm, du modèle retenu pour les cuirassés de la classe Bayern, avoir un blindage similaire à la classe Derfflinger, pense-t-on, ces navires de la classe Ersatz Yorck n'ont pas atteint la phase de la mise sur cale.
En 1915, du côté de la Royal Navy, une réflexion fut engagée, après que l'amiral Fisher eut quitté les fonctions de Premier Lord de la Mer, sur le type de navires appelés à succéder à la classe Queen Elizabeth et le Directeur de la Construction Navale établit plusieurs projets, d'abord, en novembre 1915, celui de cuirassés de presque 250 mètres de long, pouvant filer 26,5 nœuds, mais qui, en raison de leur longueur, ne pouvaient être accueillis que dans trois bassins de radoub, ensuite des versions raccourcies, de 190 mètres de long, ne filant que 22 nœuds, assez proches de la classe Revenge alors en construction, ou filant 24 nœuds comme le HMS Queen Elizabeth. L'amiral Jellicoe, dont on avait sollicité l'avis, début 1916, répondit qu'il ne lui paraissait pas utile d'augmenter encore le nombre des cuirassés, alors que la marge de supériorité par rapport à la Marine impériale allemande était substantielle, que les cuirassés filant quelques nœuds de plus, comme le HMS Queen Elizabeth ne lui semblait pas avoir réellement d'utilité, et qu'en revanche, il y aurait besoin de croiseurs de bataille capables de contrer les navires allemands en construction (la classe Mackensen) que l'on croyait (à tort) armés de canons de 386 mm (15,2 pouces) et capables de filer 30 nœuds, qui auraient ainsi surclassé tous les croiseurs de bataille britanniques, à flot ou en construction, des classes Renown ou Courageous. Quatre unités furent donc commandées, entre avril et juin 1916, d'une classe devant porter le nom d'amiraux fameux de la fin du XVIIIe siècle, Hood, Rodney, Howe et Anson. L'Amirauté retint un type de navire très long (262 mètres), déplaçant 35 500 tonnes, équipé de turbines développant 160 000 ch, alimentées par des chaudières à tubes d'eau, donc avec un rapport poids/puissance amélioré, permettant une vitesse de 32 nœuds, armé de huit canons de 381 mm, avec une artillerie secondaire de seize canons de 140 mm (en). La mise sur cale fut différée immédiatement après la bataille du Jutland, le temps de déterminer la cause des pertes des croiseurs de bataille (mauvaise manipulation des charges de cordite et dispositifs de sécurité anti explosions insuffisants, ou insuffisant blindage horizontal contre les tirs plongeants) et en incorporer les leçons. Ceci a conduit à des augmentations successives du blindage (5 000 tonnes), y compris pendant la construction, qui amenèrent à une ceinture blindée, inclinée de 12°, atteignant 305 mm, et à un blindage de 381 mm sur la face des tourelles d'artillerie principale, avec en contrepartie une réduction de la batterie de 140 mm à douze pièces, une vitesse maximale prévue réduite à 31 nœuds pour une puissance développée de 144 000 ch, et finalement un déplacement accru atteignant 41 800 tonnes,.

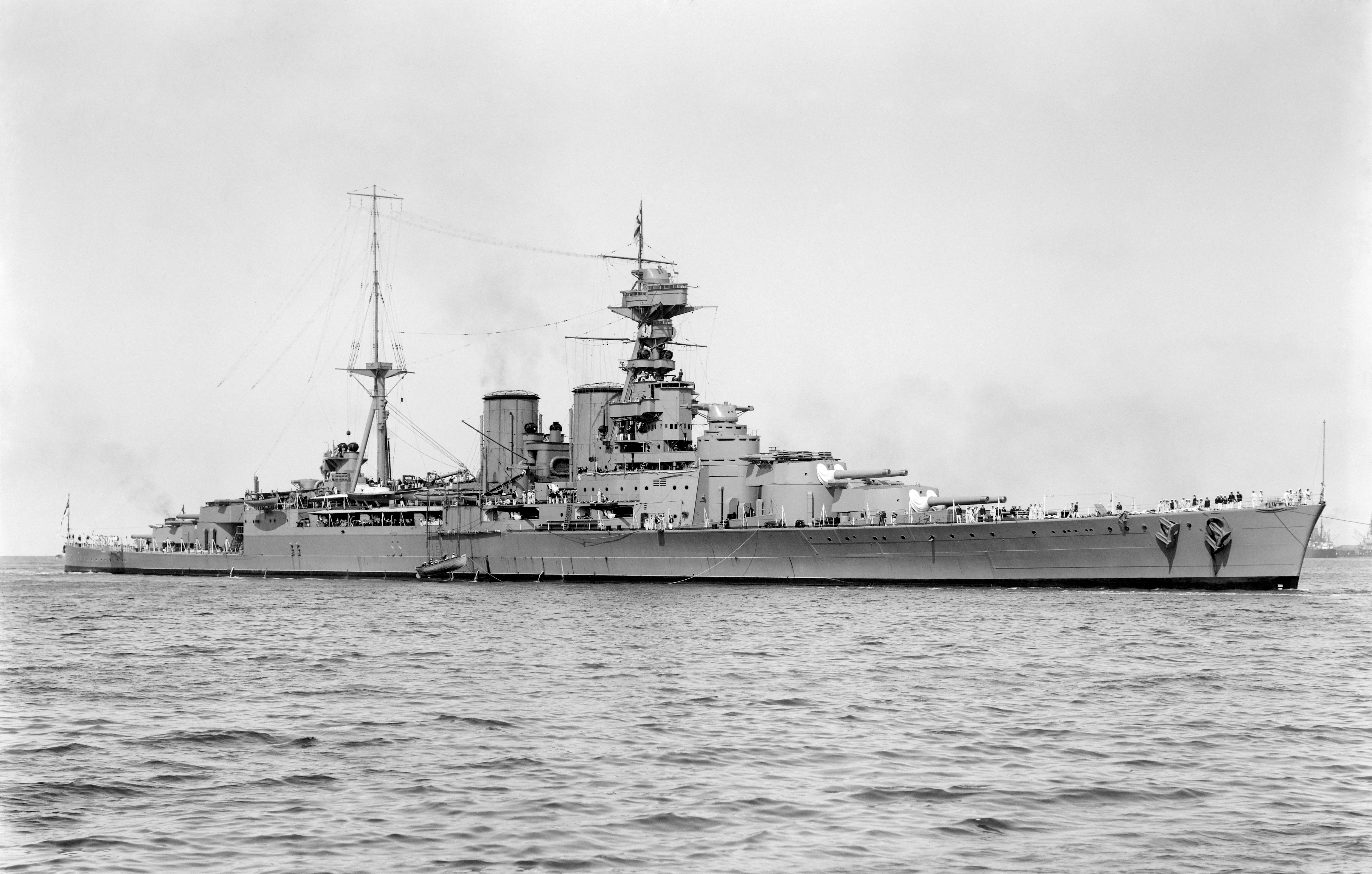
D'une ligne conciliant harmonie et puissance, qui porte la marque de Sir Eustace Tennyson d'Eyncourt, le HMS Hood sera la seule unité construite de la

Mis sur cale le 1er septembre 1916, le premier navire de la série fut lancé le 22 août 1918, et baptisé par la veuve de l'amiral Horace Hood, tué dans l'explosion du HMS Invincible au Jutland et descendant de l'amiral Samuel Hood. Il entra en service en 1920, alors que les autres navires de la classe Admiral virent leur construction ralentie à partir de 1917, puis annulée en novembre 1918.
Pendant la Première Guerre mondiale, il n'y eut pas de croiseurs de bataille mis en service, dans les marines autres que la Royal Navy et la Marine impériale allemande, sauf les trois croiseurs de bataille de la classe Kongō, construits au Japon. L'idée de Lord Fisher d'un bâtiment armé comme un cuirassé, plus rapide qu'un croiseur cuirassé et blindé comme un croiseur répondait aux besoins de la marine d'une puissance impériale, qui devait pouvoir opérer une projection de puissance, pour la protection de ses territoires lointains, comme on l'a vu à la bataille des Falklands, et son aboutissement normal était, dans les eaux métropolitaines, une organisation de la flotte en deux forces, l'une rapide et l'autre lente, coordonnées, mais opérant indépendamment, comme on l'a vu au Jutland. La Marine des États-Unis d'Amérique, puissance longtemps isolationniste, qui n'avait pas (encore) ce besoin de projection de puissance, et qui s'était constituée, pendant la guerre, une force homogène et standardisée (en) de cuirassés filant 21 nœuds, armés de dix ou douze canons de 14 pouces (356 mm), avec des blindages correspondants, est donc restée réfractaire à la construction de croiseurs de bataille.
La plupart des autres marines dont les flottes ne comportaient pas autant de cuirassés avaient plutôt intérêt, si elles avaient les moyens matériels et financiers de lancer de nouvelles constructions (ce qui n'était pas le cas de la France), à profiter des progrès de la technologie en matière de propulsion navale pour avoir des cuirassés ayant une vitesse un peu supérieure à celle des premiers dreadnoughts. Ainsi, la Marine impériale de Russie, dont les premiers dreadnoughts de la classe Gangut filaient déjà 24 nœuds, a mis sur cale, en 1912, quatre croiseurs de bataille, la classe Borodino. Il était prévu qu'ils auraient un déplacement de 33 000 tonnes, qu'ils seraient armés de quatre tourelles triples de 356 mm, avec un blindage atteignant 237 mm en ceinture et 300 mm sur les tourelles, et ils auraient filé 26,5 nœuds. Les coques furent lancées en 1915-1916, mais la construction prit du retard pendant la guerre, notamment la fabrication des canons lourds, et ils ne furent jamais achevés. Sans prévoir la construction de croiseurs de bataille, la Regia Marina italienne a montré de l'intérêt pour des cuirassés rapides, avec la classe Francesco Caracciolo. Ils auraient été armés de 8 canons de 381 mm (it), leur ceinture cuirassée aurait atteint 305 mm, et auraient filé 28 nœuds, mais leur construction a été suspendue peu après l'entrée en guerre de l'Italie en 1915 et n'a jamais été reprise ensuite.

## L'entre deux guerres et la Seconde Guerre mondiale
À la fin de la Première Guerre mondiale, la flotte de bataille allemande est internée à Scapa Flow, au nord de l'Écosse, où ses équipages la
saborderont le 21 juin 1919. Les deux derniers cuirassés de la Marine impériale et royale d'Autriche et de Hongrie ont été saisis par la France et l'Italie et les États issus de l'Autriche-Hongrie n'ont plus d'accès à la mer, sauf le royaume des Serbes, Croates et Slovènes qui va donner naissance à la Yougoslavie. La Russie et la Turquie connaissent des troubles intérieurs qui mettent les questions relatives aux grands navires de guerre au second plan. La France et l'Italie sont exsangues et incapables de renforcer leurs flottes de cuirassés, d'ailleurs pour la France, la priorité serait plutôt de renouveler les forces navales légères, sorties très éprouvées de la guerre. Le Royaume-Uni dispose de presque trente cuirassés et croiseurs de bataille qui ont entre douze et quatre ans d'âge, et de dix cuirassés et cinq croiseurs de bataille ayant moins de trois ans d'âge, tous armés de canons de 381 mm, le calibre le plus élevé au monde, que la Royal Navy est la seule à mettre en œuvre. Bref, aucun État européen n'a les moyens ou l'intention de se lancer dans un grand programme de constructions de cuirassés et de croiseurs de bataille.
La situation est très différente dans le Pacifique, où l'empire du Japon qui a occupé plusieurs colonies de l'Empire allemand (les îles Mariannes, Marshall et une partie des Carolines), et les États-Unis d'Amérique, qui ont reçu les Philippines et Guam après la guerre hispano-américaine, et ont acquis les îles Hawaï et une partie des Samoa, se trouvent en situation de rivalité.

### Le croiseur de bataille, de 1918 au Traité de Washington de 1922
Dès 1913-1914, la Marine impériale japonaise et la Marine des États-Unis ont étudié la possibilité de doter leurs cuirassés de canons de 406 mm, en ayant conscience que la mise en service d'une telle arme aurait un effet d'entrainement sur les autres marines. Ce fut le cas lorsque l'U.S. Navy mit sur cale, fin avril 1917, l'USS Maryland, premier d'une classe de quatre cuirassés armés de huit canons de 406 mm (16 pouces/45 calibres Mark I), tandis que la Marine impériale japonaise mit sur cale, fin août de la même année, le Nagato, premier des deux cuirassés qui doivent succéder aux unités de la classe Ise, en étant armé de canons de 406 mm. Si le Nagato et le Mutsu, avec une puissance installée de 80 000 ch pouvaient filer plus de 25 nœuds, ce qui permet de les classer comme cuirassés rapides, les unités de la classe Colorado n'étaient prévues que pour filer 21 nœuds, conformément au principe de standardisation, qui conduisait à avoir des caractéristiques opérationnelles communes, et notamment la même vitesse, pour la douzaine de cuirassés construits depuis la classe Nevada. En tout cas, leur mise en service n'intervint qu'en novembre 1920 pour le cuirassé japonais et juillet 1921 pour le cuirassé américain. Mais ces premières constructions d'après-guerre ne sont que les prémisses de programmes de constructions gigantesques, puisqu'ils consistent, de chaque côté, en seize navires, dix cuirassés et six croiseurs de bataille du côté américain, huit cuirassés et huit croiseurs de bataille du côté japonais.

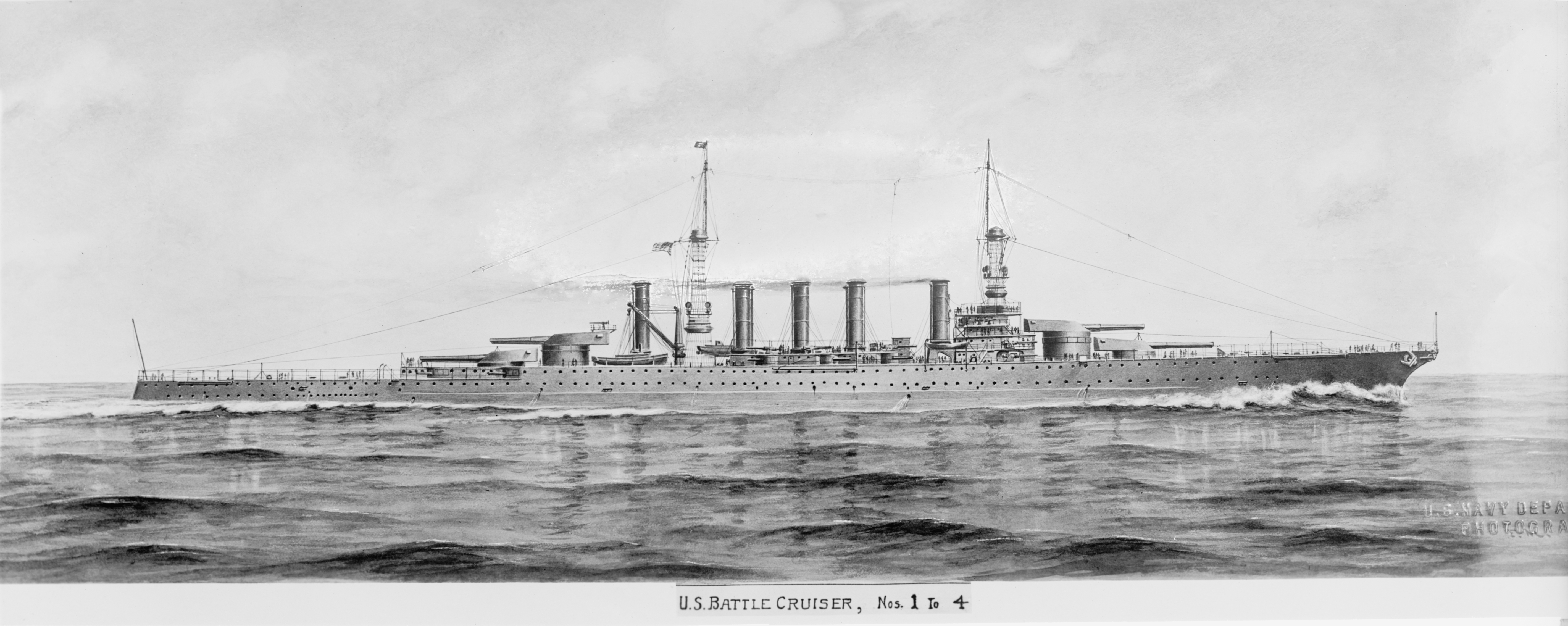
Première version de la armée de 10 canons de 356 mm, et avec 7 cheminées.

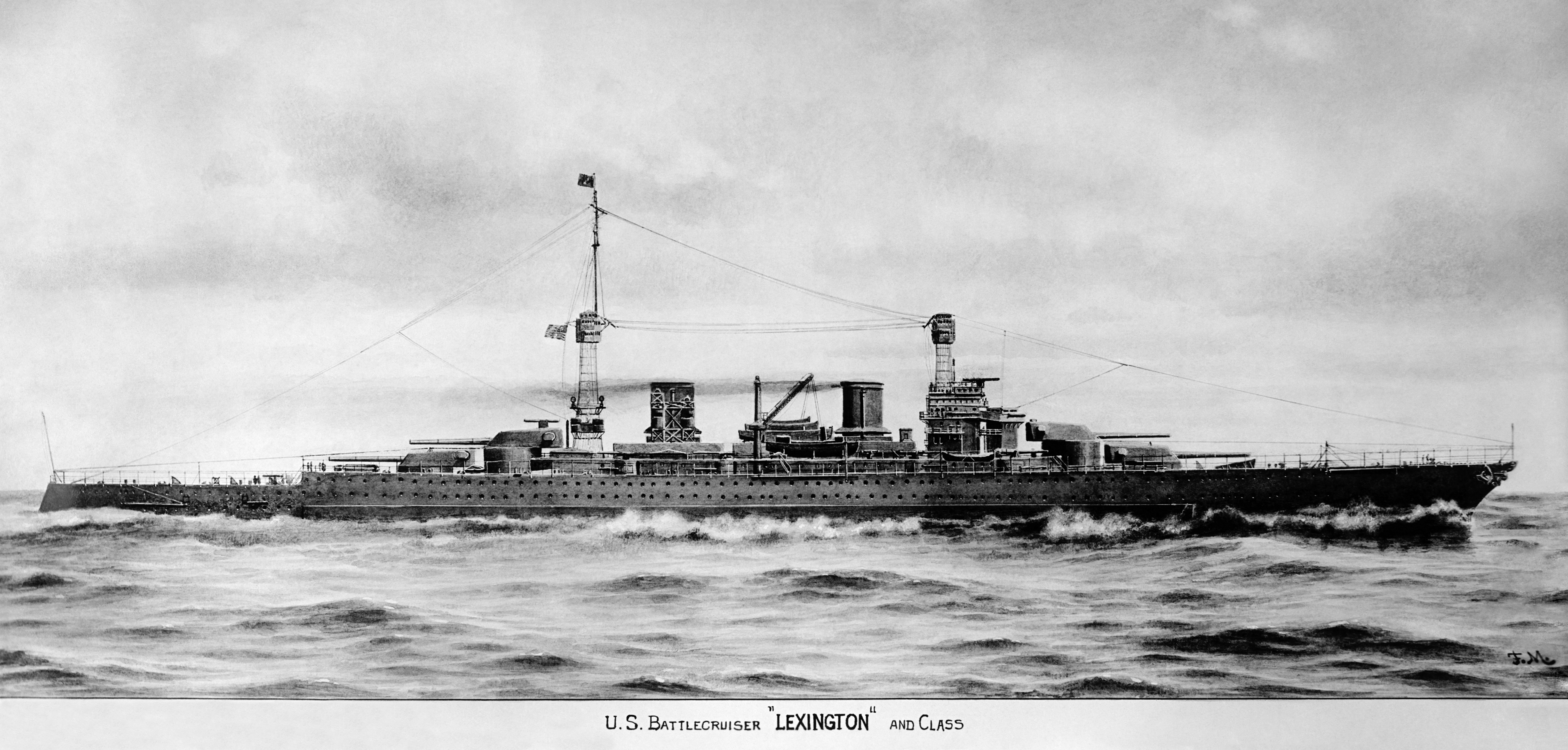
Dernière version de la avec 8 canons de 406 mm, et une silhouette ressemblant à celle du HMS Hood.

Le programme américain qui découle de la Loi Navale de 1916 (en) comporte les quatre cuirassés de la classe Colorado que l'on vient d'évoquer, six cuirassés (la classe South Dakota) prévus pour déplacer 43 000 tonnes, armés de douze canons de 406 mm (en) en quatre tourelles triples et filant 23 nœuds, et six croiseurs de bataille (la classe Lexington). Les études sur ce dernier type de navire ont commencé dès avant 1914, car l'U.S. Navy est fort préoccupée de la construction de la classe Kongō, mais la construction de croiseurs de bataille n'avait jusqu'alors pas été jugée prioritaire pour les raisons que l'on a évoquées précédemment. Les études vont se poursuivre après la bataille du Jutland, pour examiner les leçons à en tirer. Après avoir envisagé, jusqu'en 1916, un armement de dix pièces de 14 pouces (356 mm), une vitesse de 35 nœuds, et une silhouette très peu classique avec jusqu'à 7 cheminées, dont quatre disposées en groupes de deux, côte à côte, on aboutit à un navire armé de huit canons de 406 mm du même modèle que sur la classe South Dakota, en quatre tourelles doubles. Il aurait déplacé plus de 44 000 tonnes, d'une longueur de 266 mètres, filant 33,5 nœuds, c'est-à-dire plus long de 4 mètres, et plus rapide que le HMS Hood, avec une silhouette très proche, mais avec une protection beaucoup plus légère, 127 à 178 mm en ceinture (au lieu de 305 mm) et 280 mm sur la face avant des tourelles (au lieu de 381 mm). La mise sur cale des six unités intervint entre août 1920 et juin 1921.
L'idée qu'il faille que la Marine impériale japonaise compte huit cuirassés et huit croiseurs, pour faire face à la flotte américaine du Pacifique, a été défendue, dès 1907, par un certain nombre d'experts japonais en stratégie navale, au premier rang desquels figure Satō Tetsutarō, à une époque où la Marine impériale, on l'aura noté, a équipé ses croiseurs cuirassés de canons de 305 mm, sur les classe Tsukuba et Ibuki, qui seront reclassés croiseurs de bataille avant 1914. Mais en raison de son coût très élevé, la Diète japonaise n'a jamais entériné ce premier « Programme 8-8 », tout au plus parvint-on en 1913, à un « Programme 4-4 », soit les quatre cuirassés des classes Fusō et Ise, et les quatre croiseurs de bataille de la classe Kongō. Mais le programme de construction américain qu'on a évoqué ci-dessus, conduit les autorités japonaises à définir un nouveau « Programme 8-8 », constitué de navires dotés d'un armement principal d'un calibre au moins égal à 406 mm, et dont la classe Nagato sera le premier élément, suivi des classes Tosa, Amagi, Owari, et N° 13.

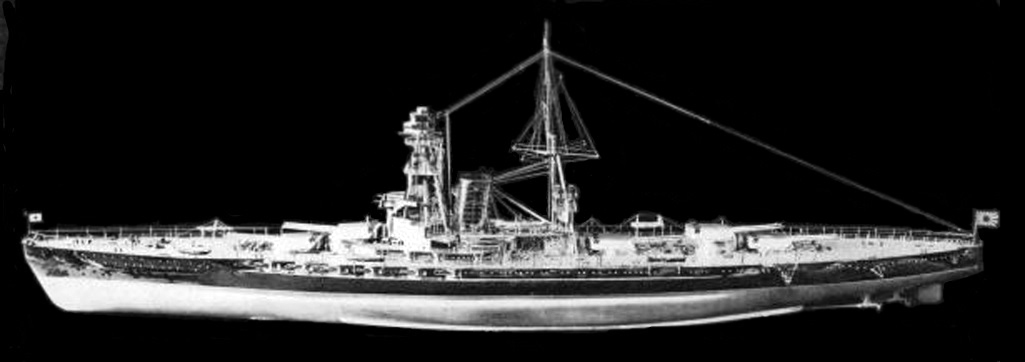
Maquette du cuirassé Kaga, de la, prévu pour pouvoir filer 26,5 nds.

La classe Tosa ou Kaga devait être constituée de deux cuirassés déplaçant 39 000 tonnes, portant dix et non plus huit canons de 406 mm en cinq tourelles doubles, et filant 26,5 nœuds, grâce à une puissance installée de 90 000 ch, mais avec un nombre de chaudières réduit de 21 à 12. Le blindage aurait été, en ce qui concerne la ceinture blindée, un peu moins épais (280 mm au lieu de 305 mm), mais avec une inclinaison de 15°, ce qui lui donnait une efficacité équivalente. La silhouette aurait différé de celle du Nagato , avec une seule cheminée (ceci résultant du nombre réduit de chaudières) installée très près du mat avant, mais légèrement inclinée. Mis sur cale en février et juillet 1920, les deux navires seront lancés fin 1921, avec un achèvement escompté en fin 1922-début 1923.
La classe Amagi était prévue pour compter quatre croiseurs de bataille de plus de 41 000 tonnes, armés des dix mêmes canons de 406 mm que la classe Tosa, mais avec une puissance installée de 130 000 ch, leur permettant une vitesse de 30 nœuds, et un blindage de ceinture de 254 mm, un pont blindé de 98 mm, et 280 mm sur les tourelles d'artillerie principale. Avec une longueur de plus de 250 mètres et leurs deux cheminées, ils auraient semblé très proches du HMS Hood, mais nettement plus puissamment armés et un peu moins protégés. Le début de la construction des différentes unités s'échelonna de la fin de 1920, jusqu'à la fin de 1921, avec un achèvement escompté de fin 1923 à fin 1924.

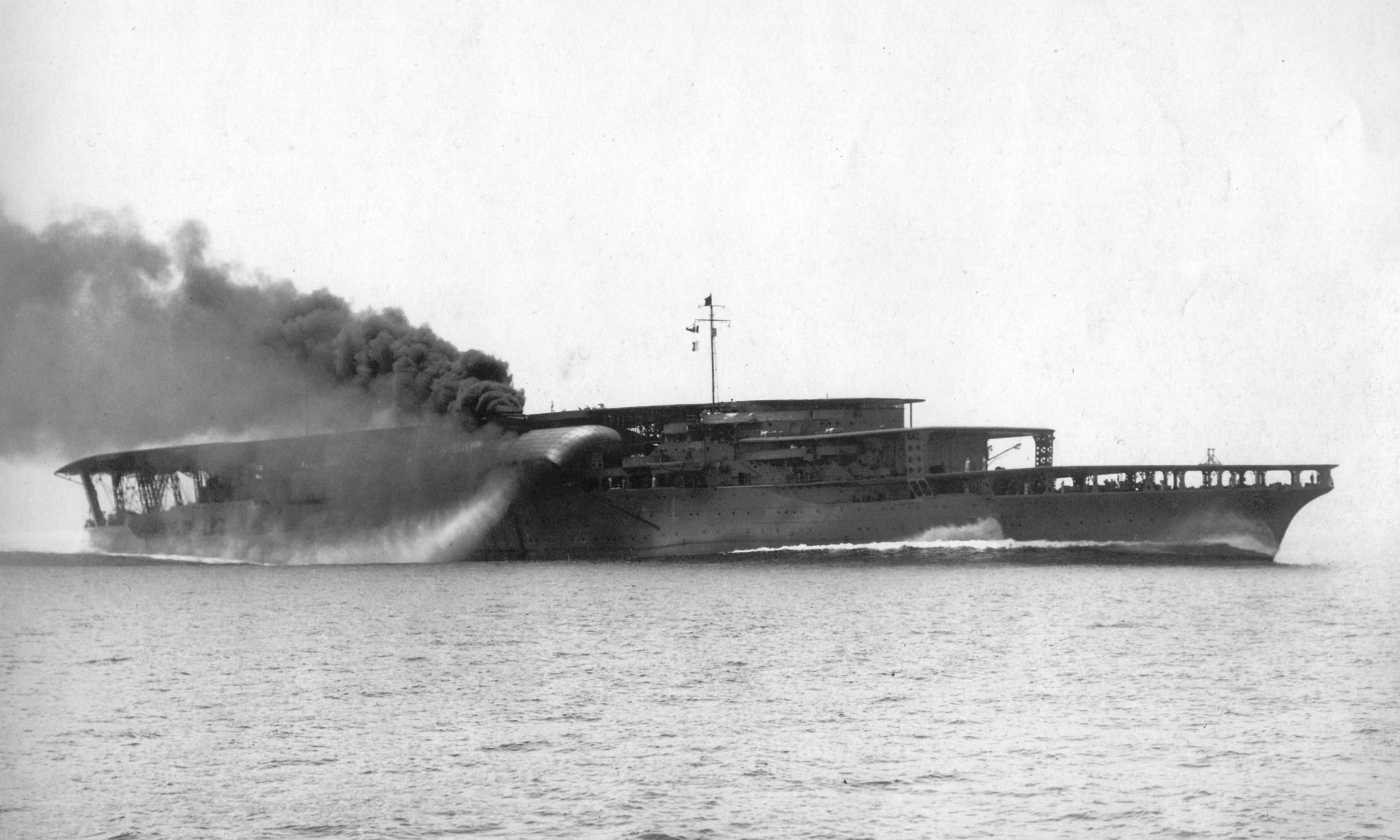
La coque du croiseur de bataille Akagi a finalement été utilisée pour construire un des porte-avions présents à l'attaque de Pearl Harbor et coulés à Midway.

Les quatre navires de la classe suivante, la classe Kii, dont seuls les deux premiers ont reçu un nom, Kii et Owari, les deux derniers étant désignés par leur numéro au sein de « Programme 8-8 », no 11 et no 12, étaient qualifiés de « cuirassés rapides ». D'un déplacement de 42 600 tonnes, ils étaient très proches de la classe Amagi, avec dix canons de 406 mm, la même puissance motrice installée, des dimensions de coque très proches, une vitesse réduite de 0,25 nœud (29,75 nœuds au lieu de 30) et un blindage un peu plus épais pour la ceinture blindée, 292 mm au lieu de 254 mm, et le pont blindé, 120 mm au lieu de 98 mm. Commandés en octobre 1921, leur mise en service devait intervenir à partir de la fin de 1923.
Les quatre derniers cuirassés du « Programme 8-8 », la classe N° 13, car ces navires n'ont pas reçu de nom et sont seulement désignés par leur numéro, de no 13 à no 16 dans le « Programme 8-8 », auraient déplacé 47 000 tonnes, auraient été armés de quatre tourelles doubles de 457 mm, le blindage de ceinture atteignant 330 mm. Ils auraient filé 30 nœuds, avec une puissance installée de 150 000 ch et une coque de 274 mètres (4 mètres de plus que la classe Iowa). On se trouve devant un modèle achevé de cuirassé rapide, avec vingt ans d'avance.
Ces programmes de construction qui surclassent les navires de la Royal Navy, en déplacement, en calibre de l'armement principal et en vitesse, ne peuvent qu'inquiéter le Royaume-Uni, pour plusieurs raisons, par rapport à la tendance hégémonique japonaise dans le Pacifique, car les intérêts britanniques dans les Indes Orientales et en Extrême-Orient sont importants, et par rapport aux États-Unis, qui affichent que leur Marine ne doit être « à nulle autre seconde ». Aussi malgré les difficultés financières, sont étudiées plusieurs modèles de navires de ligne, armés de canons de 16 pouces (406 mm), voire de 18 pouces (457 mm), en tourelles doubles ou triples, avec des vitesses allant de 21 à 32 nœuds.
Dans le courant de 1921, c'est le modèle G3 qui est retenu. Ces navires sont intéressants en ce qu'ils comportaient des caractéristiques nouvelles qui ont inspiré les architectes navals britanniques pour la classe Nelson, puis indirectement, les Français, pour la classe Dunkerque, et la classe Richelieu. D'un déplacement de plus de 48 000 tonnes, ils auraient été armés de trois tourelles triples de 16 pouces (406 mm), deux superposés à l'avant, et la troisième située entre une tour massive et les deux cheminées, pour réduire la longueur de la citadelle à protéger en appliquant le système de protection dit du « tout ou rien ». Les machines auraient été décalées vers l'arrière de la coque pour réduire la longueur des arbres porte-hélice. L'artillerie secondaire de 152 mm aurait été installée en huit tourelles doubles latérales, en quatre groupes de deux, de chaque bord, à l'avant et à l'arrière de la superstructure, le blindage aurait atteint 14 pouces (356 mm) sur la ceinture cuirassée, 17 pouces (432 mm) sur les tourelles, 8 pouces (203 mm) sur le pont blindé, les machines développant 160 000 ch permettant une vitesse de 31,5 nœuds. Bien qu'on y fasse référence comme des croiseurs de bataille, ils auraient été de très beaux cuirassés rapides.
Le Parlement vote les crédits pour quatre unités en juillet 1921, la commande est passée, fin octobre, mais la construction est presque aussitôt suspendue, une semaine après l'ouverture de la conférence sur le désarmement naval de Washington. En effet, inquiètes du programme japonais et de la volonté manifeste de le mener à bien coûte que coûte (il absorbe un tiers du budget de l'Empire), très conscientes aussi du caractère dispendieux de ces programmes de construction de navires, dont le type n'a pas spécialement prouvé son efficacité pendant la guerre, si on les compare aux sous-marins et en tenant compte de la menace croissante que représente l'aviation, les autorités britanniques et américaines se sont concertées au cours de l'été 1921, Lord Curzon, alors en poste à la tête du Foreign Office, a rencontré l'ambassadeur des États-Unis début juillet 1921, et en août, le président des États-Unis a lancé officiellement une invitation à une conférence sur le désarmement naval qui s'est ouverte le 12 novembre 1921.
On ne détaillera pas le contenu des stipulations du traité naval de Washington de 1922,, mais on en retiendra qu'elles ont contribué à bloquer la construction de croiseurs de bataille, d'abord en ne reconnaissant pas ce type particulier de navires, avec une distinction très nette entre les croiseurs, dont le déplacement dont être inférieur ou égal à 10 000 tonnes et le calibre de l'artillerie principale être inférieur à 203 mm, et les navires portant des canons d'un calibre supérieur, ou d'un déplacement supérieur, qui sont répertoriés comme cuirassés, et donc soumis à des règles strictes, de déplacement maximal, 35 000 tonnes anglaises de 1 016 kg, de nombre et de tonnage global par pays, avec une limite d'âge minimale de 20 ans pour leur remplacement. Aucun des croiseurs de bataille mis en construction après 1918 n'étant achevé à la date d'ouverture de la conférence, la règle voulait qu'ils fussent détruits si la construction avait commencé, ou leur commande annulée s'ils n'avaient pas encore été mis sur cale, et ce fut effectivement le cas, sauf à être sous certaines conditions transformés en porte-avions.

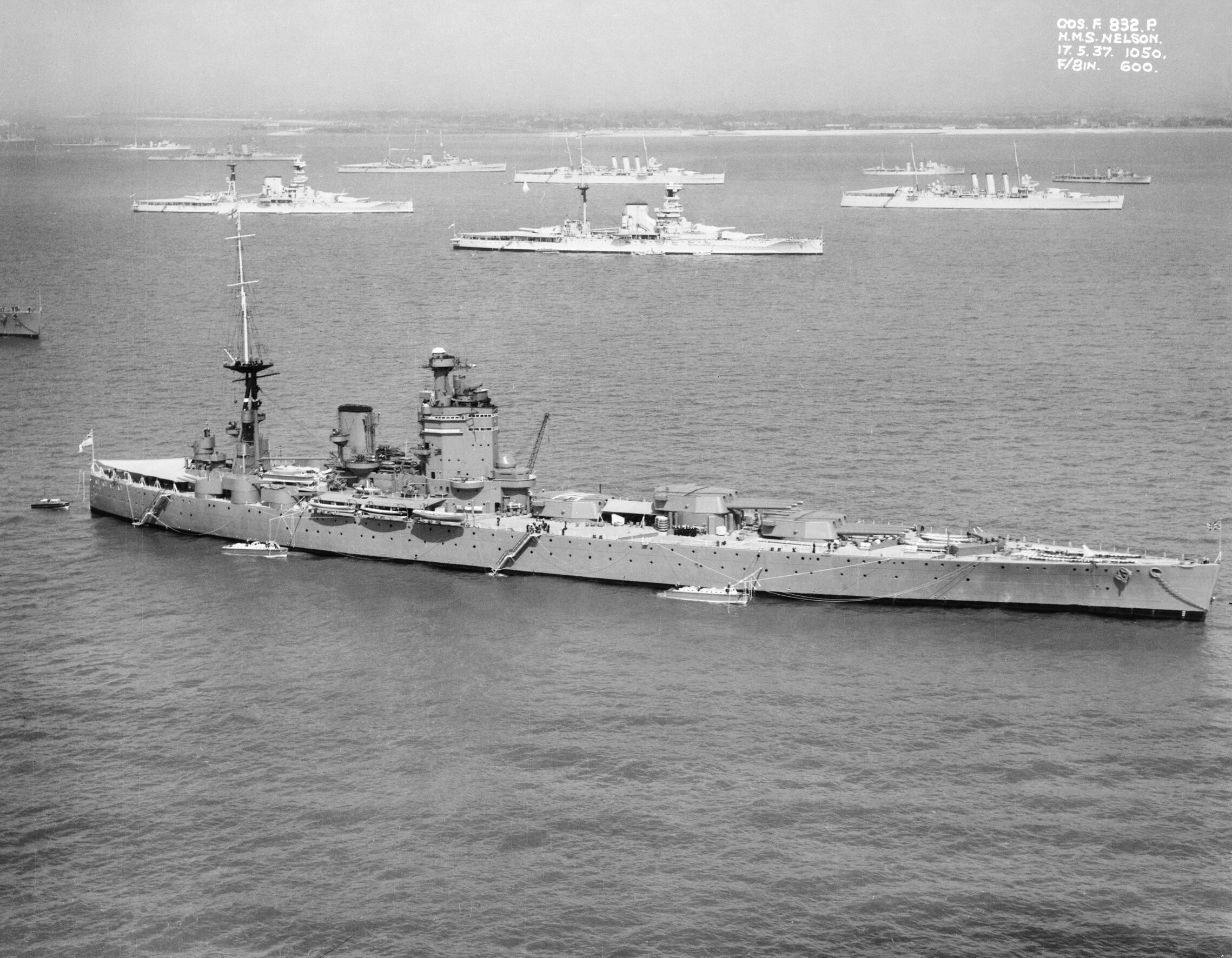
La classe Nelson reprenait plusieurs caractéristiques de la classe de « croiseurs de bataille » G3, mais en différait essentiellement par une vitesse de 23 nœuds seulement.

La Marine des États-Unis et la Marine impériale japonaise ayant obtenu de conserver quelques cuirassés qui viennent d'être achevés ou sont en voie de l'être, soit, respectivement, trois des quatre cuirassés de la classe Colorado et les deux cuirassés Nagato et Mutsu, alors que la Royal Navy s'était vue contrainte d'abandonner la construction de ses seuls navires à devoir être armés de canons de 406 mm, les cuirassés rapides G3, celle-ci obtint, par dérogation au principe de l'interdiction de la construction de cuirassés pendant dix ans, le droit de construire deux cuirassés, en remplacement de quatre cuirassés anciens, et pourvu que soient respectées les limites posées par le traité, un déplacement limité à 35 000 tonnes, et un calibre de l'artillerie principale au plus égal à 406 mm. Il fut alors décidé de retenir certaines caractéristiques de la classe G3, l'artillerie principale de 16 pouces (406 mm) en trois tourelles triples, mais en les concentrant sur l'avant de la tour, l'artillerie secondaire de 152 mm réduite à six tourelles doubles, concentrées à l'arrière de la superstructure, le blindage inchangé, 356 mm pour la ceinture blindée, limitée à la protection des soutes de l'artillerie principale et des machines, et 381 mm sur les tourelles. Mais, pour rester dans la limite du tonnage de 35 000 tonnes, la coque ne pouvait pas dépasser 201 mètres à la ligne de flottaison, ce qui, avec un maitre-bau de 32 mètres, nécessaire pour installer les tourelles triples, entrainait un ratio longueur /largeur de 6,1 au lieu de 8,8 sur la classe G3, et ne permit d'installer qu'une puissance de 45 000 ch, ce qui limita la vitesse à 23 nœuds, soit seulement 2 nœuds de plus que les premiers dreadnoughts. Telles furent les caractéristiques des cuirassés de la classe Nelson.
Avec les technologies des années 1920 (ainsi le rapport poids/puissance des machines de la classe Nelson était de 45 kg/ch, ce qui était alors considéré comme bon, il n'était plus que de 20 kg/ch, quinze ans plus tard, sur la classe Dunkerque), il était très difficile de construire un cuirassé rapide en respectant la limite de déplacement de 35 000 tonnes. On observera cependant que la Marine impériale japonaise, sur le Nagato, qui avait un déplacement identique au HMS Nelson, et dans une coque de même longueur, avait réussi à installer une artillerie principale un peu plus lourde, et un peu moins puissante (quatre tourelles doubles de 1 205 tonnes, soit 4 820 tonnes, au lieu de trois tourelles triples de 1 568 tonnes, soit 4 704 tonnes), mais avec un maitre-bau de 29 mètres, le rapport longueur/largeur atteignant 6,9 et une puissance installée de 80 000 ch (malgré un rapport poids/puissance un peu moins bon de 46 kg/ch), la vitesse dépassait 25 nœuds, au prix d'une protection plus faible, le blindage de ceinture n'étant que de 300 mm, au lieu de 356 mm, celui des tourelles de 356 mm, au lieu de 381 mm, et le pont blindé de 76 mm, au lieu de 159 mm, au-dessus des soutes à munitions,. Les caractéristiques de la classe Nelson résultaient donc de la volonté d'avoir les cuirassés les plus puissamment armés du monde (ils le resteront jusqu'à la mise en service de la classe Yamato), et protégés en conséquence, fût-ce au détriment de la vitesse.
On a coutume de dire que pendant la période d'application du traité de Washington, il n'y eut à flot que trois croiseurs de bataille, construits antérieurement au traité, le HMS Hood et les deux unités de la classe Renown. C'est oublier les quatre unités de la classe Kongō, et le HMS Tiger, qui ne fut démoli qu'en 1932, en application du traité naval de Londres de 1930, qui a réduit à quinze le nombre des cuirassés de la Royal Navy.

### Les conversions en porte - avions
Durant toute la période des années 1920 et 30 marquée par les restrictions du traité de Washington, et dans les états-majors des marines de premier plan se développe une « querelle des anciens et des modernes » autour du rôle que l'on commence à pressentir, de l'aviation navale embarquée.
Aux États-Unis une polémique retentissante et largement relayée par la presse américaine oppose le bouillant aviateur Billy Mitchell aux amiraux plus traditionalistes de l'US Navy : Mitchell est convaincu que ses bombardiers (alors des biplans en bois entoilé) ont la capacité de couler des navires de guerre, même blindés . Il en fera la démonstration en exercice, en bombardant le cuirassé allemand SMS Ostfriesland un Dreadnought allemand capturé, fortement blindé qui sera bel et bien envoyé par le fond le 21 juillet 1920 dans des conditions très controversées (navire à l'ancre et sans DCA , non respect des procédures d'exercice prévues) , une polémique enflammée qui vaudra au général Mitchell d'être cassé de son grade.
Les amiraux américains viennent ainsi de retarder le développement de l'aviation navale américaine de plusieurs années, mais les observateurs japonais (le Japon était l'allié des puissances de la triple entente et des États-Unis durant la 1re GM) en tirent des conséquences diamétralement opposées et se mettent en devoir de se doter de porte-avions, tant l'arme nouvelle leur paraît adaptée, à la fois à leur budget limité et aux immensités marines de l'océan Pacifique.
Les croiseurs de bataille Akagi et Kaga alors en achèvement et dont la construction est désormais problématique en raison des restrictions du traité de Washington sont convertis sur cale en porte-avions alors même que l'Amagi (un autre croiseur de bataille, en cours de conversion est détruit sur sa cale de lancement par le grand tremblement de terre de Kanto) et sera remplacé par un porte-avion conçu ab initio pour ce rôle.
Les plateformes des croiseurs de bataille sont en effet idéales pour une conversion en porte-avions, en attendant la construction de navires spécialement conçus comme tels : La vitesse, importante, est cruciale pour lancer en l'air les avions de l'époque, le vent relatif de la vitesse (30 nœuds), allié éventuellement au vent atmosphérique (De 10 à 25-30 nœuds) est suffisant pour créer une grosse partie de la portance aérodynamique et lancer sans l'aide de catapultes les avions de l'époque. De plus ces coques de plus de 200 M de long permettent d'aménager une piste d'envol de dimensions relativement « confortables » pour les aviateurs.
Dès lors il ne reste plus aux Américains et aux Anglais qu'à leur emboîter le pas : les croiseurs de bataille Saratoga et Lexington alors en achèvement seront reconvertis sur cale et la marine américaine saura en faire bon usage durant les premiers stades de la guerre du Pacifique.
Les Anglais suivent la même tendance : après les tests sur des navires marchands reconvertis (le HMS Argus) plusieurs croiseurs de bataille, à flot ou inachevés, subiront une conversion en porte-avions, comme les HMS Courageous, HMS Furious et HMS Glorious.
Les porte-avions anglais issus de cette conversion diffèrent nettement de leurs homologues américains en ce sens qu'ils disposent d'un pont d'envol blindé, qui fait défaut aux porte-avions américains. Revers de la médaille, l'espace dans les hangars sous le pont est limité.
A contrario la Marine Nationale n'a pas ce genre de possibilités, faute de croiseurs de bataille... elle doit se rabattre sur le Dreadnought Béarn , inachevé, et beaucoup moins adapté : sa machinerie, entraînant quatre hélices ne comporte que deux turbines et deux des arbres d'hélice sont attelés à d'antédiluviennes machines alternatives à pistons, une disposition assez semblable, à une hélice près, à la machinerie du Titanic bien plus lent (21 nœuds) que les Maurétania et Lusitania (26 nœuds), les lévriers des mers de la Cunard Line, dont l'appareil propulsif est quasi identique à celui des grands croiseurs de bataille anglais. Le Béarn dont la longueur au pont est de plus limitée (183 M) restera un médiocre porte-avions rendant toutefois de signalés services comme transport d'avions durant sa longue carrière.
L'Allemagne, dont les croiseurs de bataille ont été livrés aux Anglais, internés à Scapa Flow en Écosse, puis sabordés par leurs équipages, devra construire ab initio un porte-avions dédié (le Graf Zeppelin) de conception moderne, avec une catapulte, mais qui ne sera jamais achevé en raison de la Seconde Guerre mondiale.
Les Italiens, étrillés par l'aviation navale britannique lors de l'attaque de nuit sur leur base navale de Tarente (trois cuirassés coulés et d'autres endommagés) se lancera tardivement dans la reconversion de deux paquebots transatlantiques, d'abord le SS Roma devenu le porte-avions Aquila (conversion très ingénieuse impliquant une très lourde refonte dont le changement de tout l’appareil propulsif il ne verra jamais le combat, bien qu'achevé à 90% au moment de l'Armistice de Cassibile en 1943) puis le SS Augustus devenu le Sparviero , nettement moins performant vu la conservation des machines d'origine.

### Croiseurs de bataille ou «petits cuirassés», les classesDunkerqueetScharnhorst
Les trois principales puissances navales, une fois leur flotte de cuirassés réduite conformément au traité de Washington, ne pouvaient procéder à des remplacements que pour les unités atteignant 20 ans d'âge, alors que leurs cuirassés les plus anciens avaient été mis en service vers 1914. Ceci reportait donc la mise en service de nouveaux cuirassés vers 1934, donc au-delà de la limite d'application du Traité de Washington. La France et l'Italie dont les cuirassés les plus récents avaient été mis en service vers 1915, obtinrent le droit de construire à partir de 1927, 70 000 tonnes chacune, en remplacement de leurs cuirassés les plus anciens. L'Allemagne, quant à elle, n'était pas partie au Traité de Washington, n'ayant pas été conviée à la conférence, car elle était soumise aux stipulations du traité de Versailles qui lui interdisait de construire des sous-marins, des croiseurs de plus de 6 000 tonnes métriques, et tout navire de plus de 10 000 tonnes, avec l'idée qu'elle devrait en matière de cuirassés se contenter de bâtiments du type pré-dreadnought, dont elle avait été autorisée à conserver quelques unités de la classe Deutschland.
Si donc il devait y avoir des innovations en matière de construction de cuirassé, ou de croiseur de bataille, elles ne pouvaient venir que de ces trois puissances, et ce fut effectivement le cas.
La France et l'Italie, qui savaient ne pas pouvoir rivaliser avec les trois autres puissances, n'ayant même pas les moyens de reprendre la construction des navires mis sur cale avant 1914, les classes Normandie et Francesco Caracciolo avaient obtenu que le montant de 70 000 tonnes de construction, à intervenir à partir de 1927, puisse être réparti sur trois, voire quatre unités, et pas seulement sur deux cuirassés de 35 000 tonnes. Mais la priorité française dans l'immédiat après-guerre fut de reconstruire la flotte de croiseurs, ce qu'elle avait entrepris, avec trois croiseurs légers, dits « de 8 000 tonnes », la Classe Duguay-Trouin, conçus dès avant le traité de Washington de 1922. Le calibre de leur artillerie principale de 155 mm, développé à partir d'un canon de l'Armée de Terre française, fut retenu pour fixer le calibre maximal des croiseurs de 2e classe, dans le traité naval de Londres de 1930. Ensuite dès 1924, la construction de croiseurs, utilisant au maximum les stipulations du Traité de Washington de 1922, d'un déplacement de 10 000 tonnes « Washington », armés de canons de 203 mm, fut entreprise, avec le lancement de la première unité de la classe Duquesne. Du côté de l'Italie, les croiseurs de ce type parurent très bien adaptés pour la défense des longues côtes de la péninsule, de Trieste à Tarente et de Messine à Gênes. Armée de quatre tourelles doubles, très rapide (35 nœuds aux essais) et peu blindée, la première unité de la classe Trento, est mise sur cale en 1925, et entre en service en 1928, suivie du Trieste en 1929.

#### Les projets français inaboutis des années 1920
Mais l'Amirauté française, qui estime que la Marine Nationale doit pouvoir faire face aux deux marines italienne et allemande considère que ces croiseurs de la Regia Marina italienne peuvent constituer un danger pour les relations maritimes entre la France et l'Afrique du Nord, en Méditerranée occidentale. Aussi le vice-amiral Salaün, chef d'état-major général de la Marine entreprend de faire étudier, en 1926, un projet de navires « tueurs de croiseurs », définis comme des navires de ligne d'un tonnage égal à la moitié du tonnage maximum que le traité de Washington a fixé, pour construire des cuirassés, soit 17 500 tonnes. Pour l'artillerie principale, on envisage deux tourelles quadruples de 305 mm, à l'avant, combinant ainsi le choix des tourelles quadruples cher aux ingénieurs français pour la classe Normandie et le choix du tout à l'avant des Britanniques pour la classe Nelson, la protection doit permettre de résister aux obus de 203 mm, et la vitesse doit atteindre 34 à 35 nœuds. Ces navires, très proches, par le tonnage et l'artillerie principale, des premiers croiseurs de bataille anglais, HMS Invincible et HMS Inflexible, dont on a vu l'efficacité contre les croiseurs cuirassés allemands armés de pièces de 210 mm, aux batailles des Îles Falklands, ou du Dogger Bank, ont une protection insuffisante pour figurer dans la ligne de bataille, face à des cuirassés armés de canons de 305 mm, comme les cuirassés italiens, la démonstration en a été faite au Jutland.
En 1927-28 le vice-amiral Violette, nouveau Chef d'État-Major général de la Marine, oriente les études vers des navires d'un déplacement supérieur, définis comme des « croiseurs de bataille de 37 000 tonneaux ». Il s'agit en fait de réfléchir à la construction de cuirassés de 35 000 tonnes, un déplacement « normal » de 37 000 tx, correspondant à un déplacement « standard », tel que défini par le Traité de Washington, de 32 000 tonnes à 33 000 tonnes. Les plans retrouvés montrent des navires ayant une silhouette inspirée des croiseurs de la classe Suffren, avec deux cheminées inclinées et portant trois tourelles d'artillerie principale, deux superposées à l'avant, une à l'arrière, une artillerie secondaire de 130 mm en tourelles quadruples et une artillerie anti-aérienne constituée d'affûts simples de 90 mm, vraisemblablement le Modèle 1926 qui a été mis en place sur les croiseurs Colbert et Foch.
Deux types de navires ont été dessinés, le premier qui date de 1927-28, aurait eu une artillerie principale de douze canons de 305 mm en tourelles quadruples, une artillerie secondaire anti-navires de douze canons de 130 mm en trois tourelles. La protection aurait comporté une ceinture blindée verticale de 220 à 280 mm, un pont blindé principal de 75 mm. La propulsion, en deux groupes associant turbines et chaudières, entrainant chacun deux lignes d'arbres, développant ainsi 180 000 ch, aurait permis d'obtenir une vitesse de 33 nœuds, grâce à une coque de 254 m de long pour 30,5 m de large. Le second type, datant de 1928, aurait été un cuirassé rapide plutôt qu'un croiseur de bataille, avec trois tourelles doubles de 406 mm et quatre tourelles quadruples de 130 mm. L'autre différence importante résidait dans la propulsion, moins puissante sans doute d'un tiers, une coque un peu plus courte (235 m) et plus large (31 m), d'où une vitesse de 27 nœuds, le gain de poids sur les machines et la coque plus courte permettant un meilleur blindage.
Mais la construction de bâtiments de cette taille, avec une coque de 235 m ou plus, aurait excédé les capacités techniques des chantiers de construction navale français, dont la plus grande forme de construction dans un arsenal était le bassin du Salou à Brest, qui est long de 200 m. Le plus grand navire français de l'époque était le paquebot Île-de-France mis en service en 1927, de 245 m. La réalisation de telles infrastructures, doublant le coût de la construction proprement dite, aurait déséquilibré complètement le budget de la Marine Nationale, et compromis le programme de construction des autres types de navires, croiseurs, destroyers, et sous-marins prévus par le Statut Naval.
Dans le même temps, des négociations ont lieu, depuis 1926, à Genève, devant le Comité Préparatoire pour le Désarmement de la Société des Nations. On se dirige vers une prolongation jusqu'en 1936 des « vacances navales », en ce qui concerne la construction de cuirassés. Le Gouvernement du Royaume-Uni pousse néanmoins fortement à un nouvel abaissement du déplacement maximal et du calibre maximum de l'artillerie principale des cuirassés à 25 000 tonnes et 305 mm. Or, le Gouvernement français ne veut pas être celui qui fera échouer cette politique de réduction des armements. L'Amirauté française en revient à des navires plus petits, avec un déplacement de l'ordre de 23 333 tonnes, soit le tiers arithmétique du déplacement global de 70 000 tonnes dont la construction est autorisée par le traité de Washington. Un « croiseur protégé » de 23 690 t est étudié en 1929. Son artillerie principale se présente comme celle du croiseur de bataille de 37 000 tx, en trois tourelles de 305 mm, une triple et une quadruple, à l'avant, et une triple à l'arrière. L'artillerie secondaire est constituée de huit canons de 138,6 mm. L'artillerie anti-aérienne comporte huit tourelles doubles de 100 mm, nouveau calibre qu'on retrouvera sur le croiseur Algérie. Les machines sont constituées de trois salles pour les chaudières entourées de deux salles pour les turbines, ce qui permet l'évacuation des fumées par une cheminée unique, en développant 100 000 ch pour une vitesse de 29 nœuds. Toutefois, le blindage se serait limité à une protection contre les obus de 203 mm des croiseurs lourds italiens. La silhouette ne comporte plus de mât tripode à l'avant, mais une tour, proche de ce qui sera fait sur le croiseur Algérie et préfigurant la silhouette du Dunkerque.

#### LeDunkerque, riposte au «cuirassé de poche» allemand
Mais depuis 1924, en grand secret, la Reichsmarine s'est engagée, sous l'impulsion de son nouveau chef, l'amiral Zenker, dans des études pour définir un bâtiment plus puissamment armé que les croiseurs lourds portant des canons de 203 mm du Traité de Washington, et plus rapide que la plupart des cuirassés de l'époque, filant entre 21 et 24 nœuds. En février 1929, la première unité de la nouvelle classe Deutschland est mise sur cale, en grande pompe, en présence du président Hindenburg. Il s'agit d'un navire défini comme « Panzerschiff », c'est-à-dire « navire blindé ».

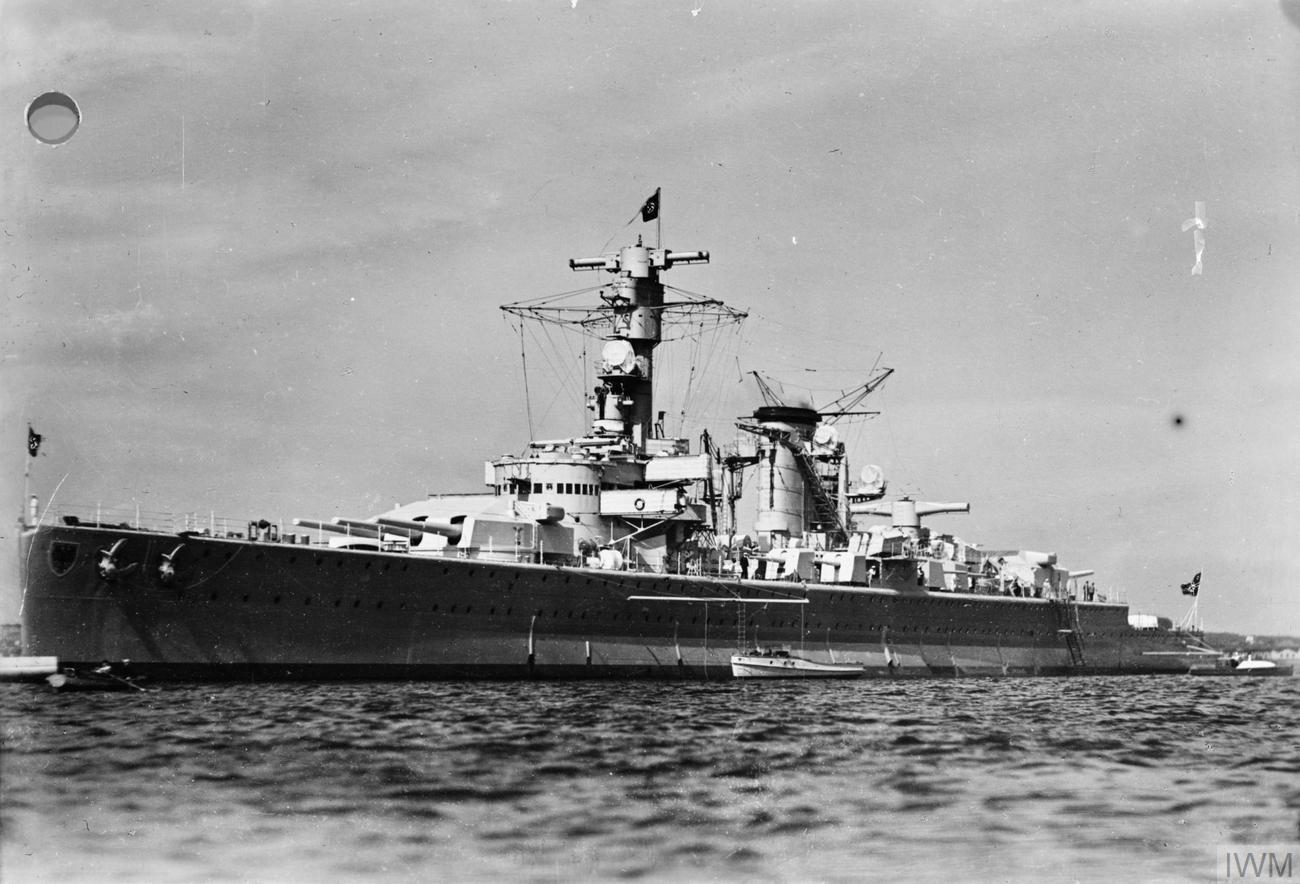
Le « Panzerschiffe » Deutschland mis sur cale en 1929, communément désigné comme un « cuirassé de poche »

Son déplacement, officiellement de 10 000 tonnes, respecte la limite que l'article 190 du traité de Versailles a fixé au déplacement maximum des navires de guerre allemands. Il doit porter deux tourelles triples de 280 mm, l'une à l'avant, l'autre à l'arrière, et être doté de moteurs diesel développant 56 000 ch, lui assurant un long rayon d'action et une vitesse maximale de 26 nœuds. C'est une réussite technique remarquable pour la construction navale allemande, le recours à la soudure plutôt qu'au rivetage permet d'économiser du poids, même si le déplacement réel est supérieur de 25 % au déplacement annoncé, ce qu'on ne sait pas à l'époque. Capable de distancer tous les cuirassés à flot dans les eaux européennes, à l'exception des croiseurs de bataille britanniques, notamment les HMS Hood, HMS Renown et HMS Repulse, plus puissamment armé que tous les croiseurs respectant le traité de Washington, c'est une très sérieuse menace pour les routes maritimes commerciales. Ce type de navire fut communément qualifié par la presse britannique de « cuirassé de poche », alors qu'il s'agissait en réalité, comme l'indiquait sa dénomination allemande, d'un « croiseur-cuirassé».
Après le Deutschland, furent mis sur cale deux unités supplémentaires, Admiral Scheer, en juin 1931, et Admiral Graf Spee, en octobre 1932.
Le Traité naval de Londres de 1930 a maintenu les droits de la France et de l'Italie au remplacement, avant le 31 décembre 1936, de cuirassés anciens, dans la limite de 70 000 tonnes, qui leur avaient été octroyés par le traité de Washington de 1922 et qu'elles n'avaient toujours pas utilisés. Mais le Gouvernement du Royaume-Uni maintient la pression en vue de l'accroissement des restrictions qualitatives sur les caractéristiques des cuirassés à construire, dans la perspective de la fin des « vacances navales », qui a été reportée au 31 décembre 1936. L'Amirauté française, pour des raisons politiques, financières et militaires se rallie à la solution du bâtiment de 23 333 tonnes, le bâtiment de 17 500 tonnes n'ayant pas une protection suffisante et celui de 35 000 tonnes outrepassant les capacités techniques et financières du moment de la Marine nationale.

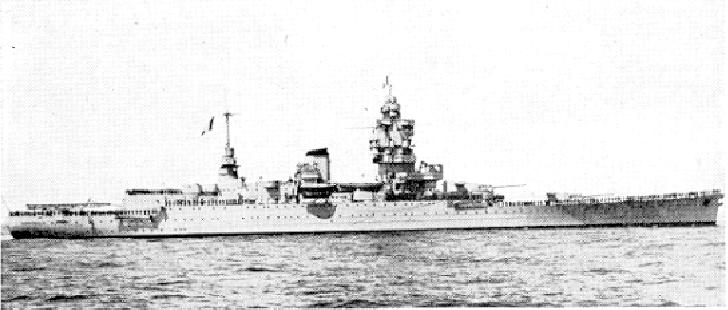
Le Dunkerque avant sa mise en service (Il a été doté d'un capot de cheminée plus volumineux entre mars et mai 1938)

Dans les deux premiers mois de 1931, une négociation avec l'Italie aboutit à des « bases d'accord », le 1er mars 1931, pour permettre la construction de deux cuirassés de 23 333 tonnes avant le 31 décembre 1936, mais l'arrangement définitif ne peut avoir lieu. La Regia Marina n'est en effet pas satisfaite du projet d'un cuirassé de 23 333 t portant six canons de 381 mm, en trois tourelles doubles avec une silhouette fortement inspirée du croiseur lourd Pola, alors en construction, et elle préfère voir venir, en préparant une très profonde refonte des cuirassés de la classe Conte di Cavour qui ont été désarmés et mis en réserve en 1928, dont on changera, à partir de 1933, l'artillerie et les machines, et en poursuivant les études sur un cuirassé de 35 000 tW.
Toutefois, pour la Marine nationale, l'objectif n'est plus désormais de construire un « tueur de croiseurs », mais de surclasser, en armement, en blindage et en vitesse, les « cuirassés de poche » allemands. Une vitesse de l'ordre de 30 nœuds, (et non plus 34-35 nœuds), deux tourelles quadruples à l'avant de plus de 305 mm, un blindage résistant aux obus de 280 mm, apparaissent compatibles avec un déplacement compris entre 23 333 tonnes et 28 000 tonnes. C'est ce qu'entérine le nouveau Chef d'état-major général de la marine, le vice-amiral Durand-Viel. Ce choix est âprement discuté. Les parlementaires ne comprennent pas ce choix d'un déplacement de 25 000 tonnes intermédiaire entre celui annoncé pour le Deutschland et le plafond de 35 000 tonnes du traité de Washington, au point que dans la Tranche 1931 du Statut Naval, ne sont votés, pour un cuirassé, que des crédits d'études. Mais il apparaît aussi qu'un calibre de 330 mm permettrait de surclasser les cuirassés italiens anciens, le recours à une artillerie secondaire à la fois anti-navire et anti-aérienne étant compatible avec un déplacement de 26 500 tonnes, qui rendrait possible la protection contre les obus de 305 mm de ces mêmes cuirassés italiens. C'est la proposition du Chef d'État-Major Général de la Marine au Ministre, qui est étudiée par les commissions parlementaires au début de 1932. Le Ministre de la Défense nationale, François Piétri, obtient son inscription au budget de 1932, la commande du Dunkerque est passée le 26 octobre, et la mise sur cale a lieu le 24 décembre 1932.

#### La classe Scharnhorst et l'annonce des cuirassés de35 000 tonnesitaliens
Initialement, le nombre des unités de la classe Deutschland devait être de six, mais la construction du Dunkerque, qui surclasse les Deutschland amena la marine allemande à mettre en construction une version améliorée, inspirée du projet des Ersatz Yorck de 1915. Les deux navires dont la construction est décidée, le 14 février 1934, et qui deviendront le Scharnhorst et le Gneisenau, sont d'abord présentés comme devant être du type Panzerschiffe de 10 000 tonnes, d'abord parce que l'Allemagne est alors encore tenue par les limitations du Traité de Versailles, que le Troisième Reich n'a pas encore dénoncé, et parce que la discussion est âpre en Allemagne sur leurs caractéristiques définitives. Ils ne seront mis sur cale que plus d'un an après.

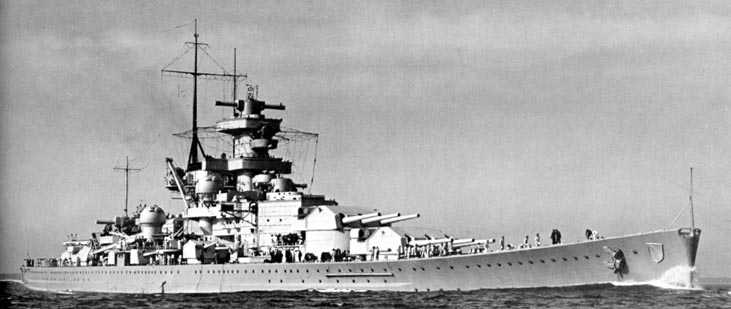
Le croiseur de bataille Scharnhorst, avant d'être doté, au printemps 1939, d'une proue de « clipper » et d'avoir le mât avant placé plus de 27 m en arrière.

Finalement, ce sera la seule classe de bâtiments nouveaux, avec celle des Dunkerque, qui se situera dans la zone intermédiaire entre les cuirassés lourds et lents caractéristiques des années 1920, et les croiseurs de bataille, encore que pour les bâtiments allemands, on ait privilégié la protection par rapport à l'armement, alors que sur les bâtiments français, c'est le choix inverse qui a été fait. Aussi rapides, mais plus lourds, avec un déplacement de 31 800 tonnes, et beaucoup plus fortement blindés que le Dunkerque, avec une ceinture blindée de 350 mm, ils ne recevront comme artillerie principale que trois tourelles triples au calibre de 280 mm seulement. La Kriegsmarine aurait préféré un calibre plus important, Adolf Hitler y était aussi favorable, parce que le Dunkerque portait des canons de 330 mm. Mais au moment où le choix final devait être fait, l'Allemagne était en train de négocier le Traité naval germano-britannique de 1935, or les Britanniques étaient très attachés à une nouvelle limitation du calibre de l'artillerie principale des cuirassés. Ceci conduisit les Allemands à choisir, à regret, un canon amélioré du même calibre que celui des Deutschland, le modèle 28 cm SK C/34 au lieu du modèle 28 cm SK C/28,. Comme les concepteurs du Dunkerque estimaient qu'il était capable de résister aux obus de 280 mm, il n'y avait aucune raison, pour les Français, de concevoir une classe de cuirassés plus puissants.

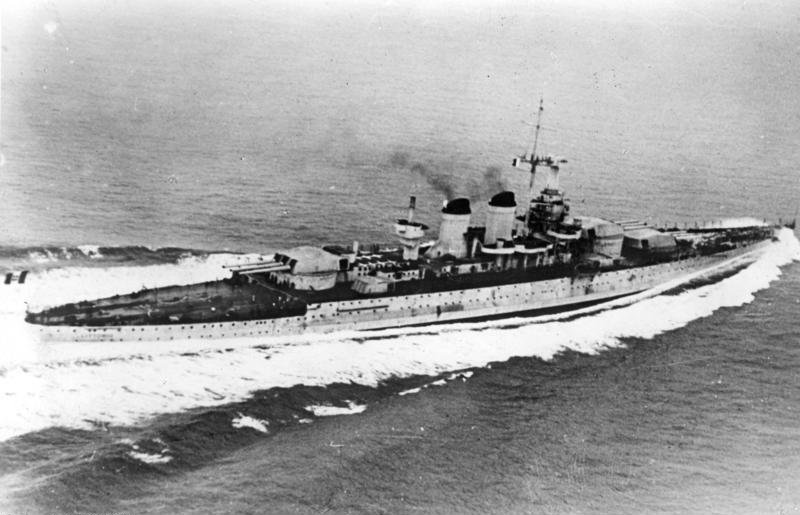
Le cuirassé Littorio en essais de vitesse en 1939-40, sans artillerie anti-aérienne, sans télépointeurs, ni installations d'aviation.

Mais, du côté italien, alors qu'avait commencé en 1933 la refonte des cuirassés anciens Conte di Cavour et Giulio Cesare, on considéra que les nouveaux cuirassés français rompaient l'équilibre en Méditerranée entre les flottes cuirassées française et italienne, et qu'il fallait une réponse qui permît de tenir tête aussi aux cuirassés britanniques de la Mediterranean Fleet. Le 24 mai 1934, le Duce Benito Mussolini annonça au Parlement italien la décision d'utiliser la totalité des droits à construire des cuirassés, que l'Italie détenait conformément aux stipulations du traité de Washington, et l'agence de presse Stefani précisait, le 11 juin, qu'il s'agissait de deux cuirassés de 35 000 tonnes, armés de canons de 381 mm (en) qui recevront le 10 octobre 1935, les noms de Vittorio Veneto et Littorio.

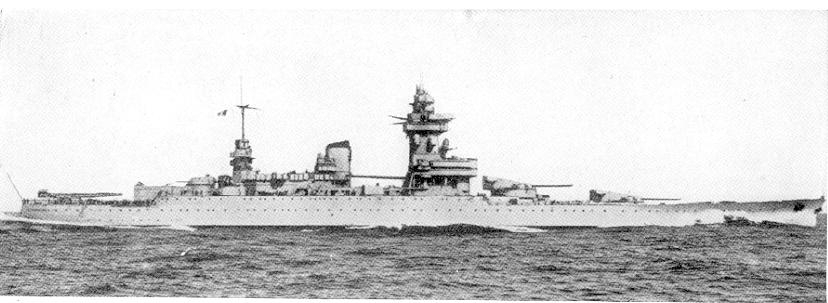
Apparemment très semblable au Dunkerque, le Strasbourg avait une ceinture blindée plus épaisse de 50 mm

Le temps était donc arrivé où la construction de cuirassés de la même taille devait être entreprise par la France. Mais le temps pressait, la définition d'un nouveau type de navire allait prendre du temps, le choix de nouveaux matériels, la passation de marchés différents, également, alors que les crédits pour la construction d'une seconde unité du type Dunkerque étaient inscrits à la « Tranche 1934 du statut naval ». Le Conseil supérieur de la Marine (CSM), le 25 juin 1934, recommanda à l'unanimité de ne pas modifier la Tranche 1934, et de lancer la construction d'une seconde unité du type Dunkerque, en en améliorant la protection verticale. Le 16 juillet 1934, la mise en chantier du Strasbourg est signée. Ce sera le dernier navire de ligne français d'un déplacement inférieur à 35 000 tonnes.
Ni la Marine Nationale française, pour ce qui concerne la classe Dunkerque, ni la Kriegsmarine allemande, pour la classe Scharnhorst n'ont répertorié ces bâtiments comme des croiseurs de bataille. Du côté français, ils ont constitué, de l'entrée en service du Strasbourg aux lendemains de Mers el-Kébir, la 1re division de ligne. Et pourtant, le terme de croiseur de bataille est employé par nombre d'historiens maritimes, même parmi les plus connus. Ainsi Henri Le Masson a écrit : « En dépit de leur classification officielle dans la liste de la Marine, le Dunkerque et le Strasbourg qui avaient été conçus en réponse aux premiers navires blindés allemands, ceux de la classe Deutschland, relevaient plus d'un type de croiseur de bataille que réellement de cuirassés ». On observera que l'année même où était mis sur cale le Dunkerque, le Royaume-Uni était contraint de démolir, en application du traité naval de Londres de 1930, un bâtiment de 28 500 tonnes, long de 214 m, large de 27,6 m, armé de huit canons de 343 mm, en quatre tourelles doubles, protégé par une ceinture blindée de 230 mm, développant 85 000 ch, et marchant à 28 nœuds, donc aux caractéristiques proches du Dunkerque, le HMS Tiger, le dernier vétéran de la bataille du Jutland, très proche également des croiseurs de bataille japonais, de la classe Kongō. On comprend dès lors l'opinion d'Henri Le Masson.
Par comparaison avec le HMS Tiger, le recours, sur le Dunkerque, à une disposition d'artillerie principale différente, en deux tourelles quadruples, au lieu de quatre tourelles doubles permettait d'avoir une puissance de feu presque équivalente, avec un gain de poids sensible, donc la possibilité de tourelles mieux protégées (330 mm au lieu de 200 à 230 mm), et une citadelle blindée plus concentrée, grâce à la disposition d'artillerie plus ramassée, mais d'une égale épaisseur, 229 mm (9 pouces). Si le maitre-bau devait être un peu supérieur (31 m au lieu de 27,6 m), pour loger les barbettes de tourelles quadruples, qui donne un ratio longueur/largeur un peu plus faible, des chaudières plus modernes, donc plus performantes en termes de rapport poids/puissance des machines donnaient la possibilité d'avoir une vitesse supérieure de 2 nœuds. Mais ce qui fait la caractéristique d'un cuirassé, c'est l'importance de sa cuirasse dans son devis de poids. Or pour le Dunkerque, le devis de poids était le suivant :
| Parties constitutives du navire | Coque   | Installations de navigation | Artillerie | Protection de l'artillerie | Protection du flotteur | Machines | Combustible | Total    |
| ------------------------------- | ------- | --------------------------- | ---------- | -------------------------- | ---------------------- | -------- | ----------- | -------- |
| Poids                           | 7 011 t | 2 767 t                     | 4 858 t    | 2 676 t                    | 8 364 t                | 2 214 t  | 2 860 t     | 30 750 t |
| Pourcentage                     | 22,8 %  | 9 %                         | 15,8 %     | 8,7 %                      | 27,2 %                 | 7,2 %    | 9,3 %       | 100 %    |

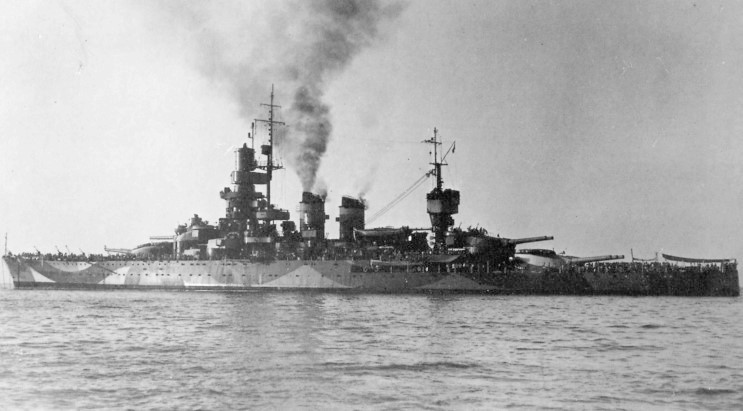
Après leur reconstruction, les cuirassés italiens, marchant à 27 nœuds, avaient une silhouette ressemblant à celle de la classe Littorio, mais le calibre de l'artillerie principale n'était que de 320 mm

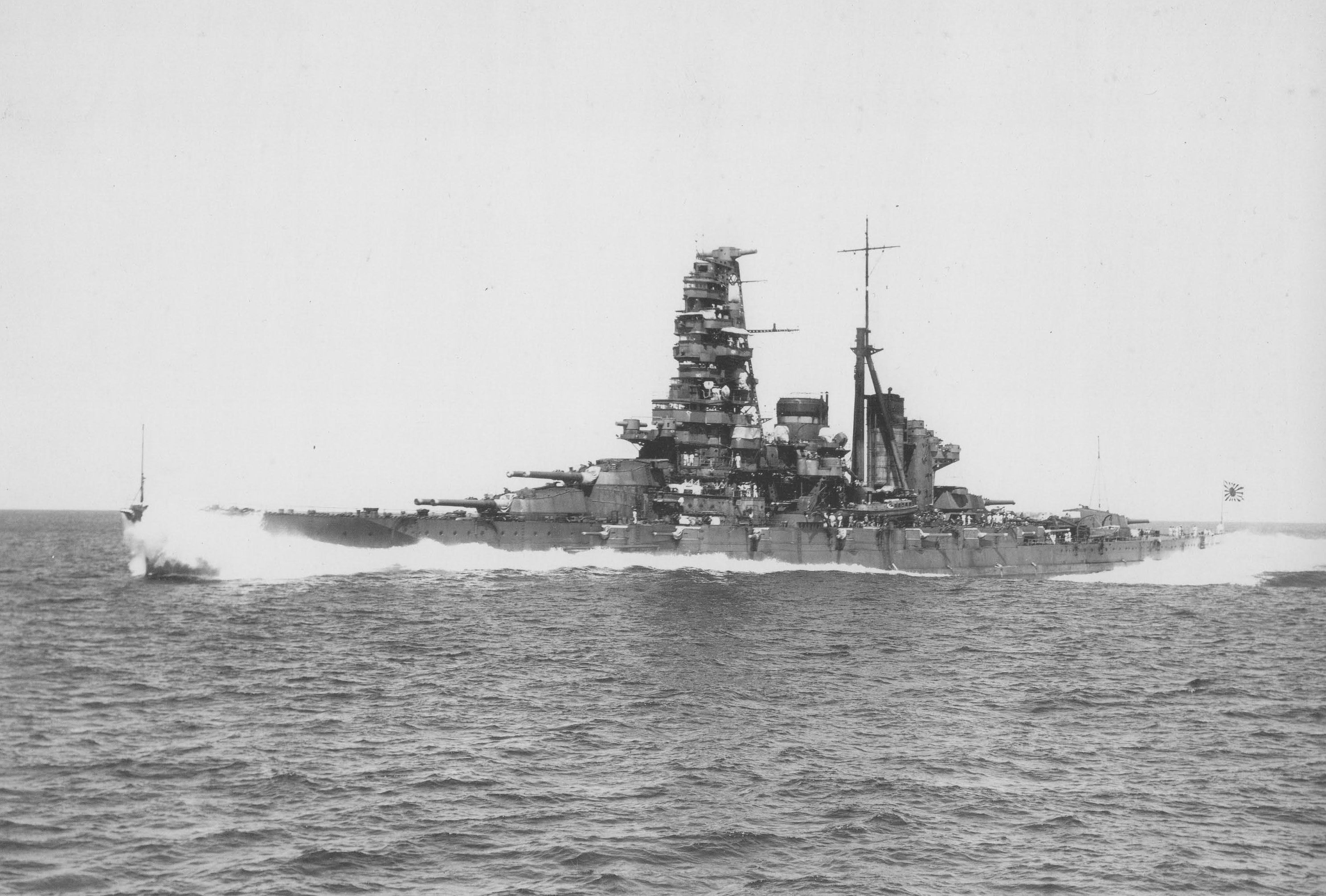
Après leur seconde reconstruction, la classe Kongō japonaise (ici le Haruna en 1934) pouvaient filer 30 nœuds, mais la ceinture cuirassée ne dépassait pas 203 mm d'épaisseur

Dès lors, il n'est pas inintéressant de comparer le pourcentage de la protection du Dunkerque, 35,9 %, avec ceux du HMS Tiger, 26 %, des cuirassés de la classe Revenge, 32 %, de la classe King George V, 34,8 %, et du HMS Hood, 36,3 %. On voit que, sous ce rapport, le Dunkerque, comme d'ailleurs le HMS Hood, était plus un cuirassé rapide qu'un croiseur de bataille. Il reste, et Henri Le Masson le relève également qu'à Mers el-Kébir la ceinture blindée du Dunkerque, d'une épaisseur de 229 mm, fut percée par les obus 381 mm des cuirassés anglais, ce qui n'a rien de surprenant, mais ceci ne tient pas au fait qu'il aurait été conçu, dans un esprit de système comme un croiseur de bataille. Le Dunkerque avait été conçu pour faire face à ce qu'on pensait être la principale menace, c'est-à-dire aux navires allemands ou italiens armés de canons de 280 mm, voire de 305 mm/46 calibres italiens conçus par Armstrong-Vickers, mais non aux cuirassés de la Royal Navy armés de canons de 381 mm, car les Français avaient considéré que leurs cuirassés rapides opéreraient comme aile marchante de la flotte de bataille britannique. D'ailleurs, dès qu'il s'avéra qu'il allait falloir affronter des navires italiens armés de canons de 381 mm (en), l'épaisseur de la ceinture cuirassée de la seconde unité, le Strasbourg, fut portée à 283 mm. On observera de surcroît que si la cuirasse de ceinture du Dunkerque était de la même épaisseur que celle du HMS Tiger, ou du HMS Lion, le blindage du toit des tourelles était double, 150 mm au lieu de 64 à 83 mm, de sorte que le premier obus de 381 mm qui a touché le Dunkerque à Mers el-Kébir a rebondi sur le toit de la tourelle II, sans y pénétrer. D'ailleurs, la canonnade du 3 juillet 1940 qui a endommagé le Dunkerque a eu des conséquences moins graves que l'attaque aérienne du 6 juillet, en faisant exploser des grenades sous-marines qui se trouvaient sur un patrouilleur accosté au cuirassé, explosion qu'on a considérée comme équivalant à celle de huit torpilles.

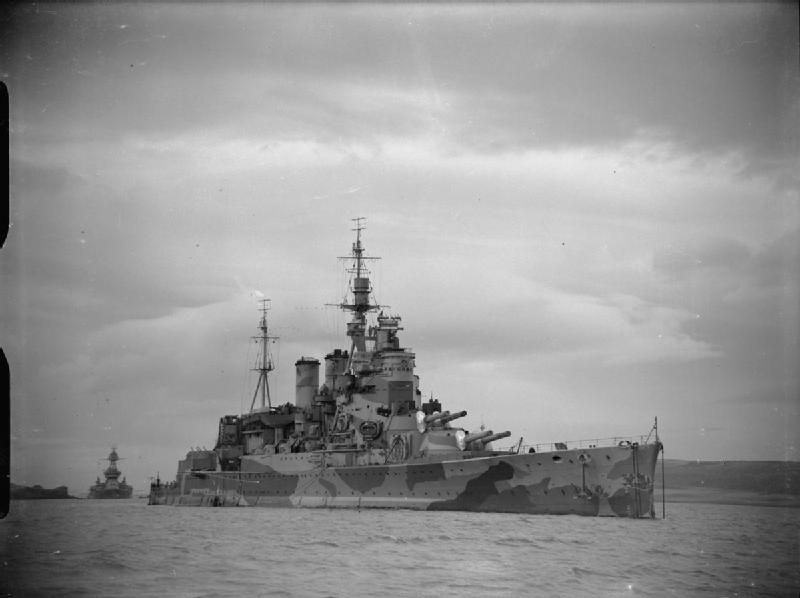
Des trois croiseurs de bataille britanniques encore en service en 1939, seul le HMS Renown avait été refondu

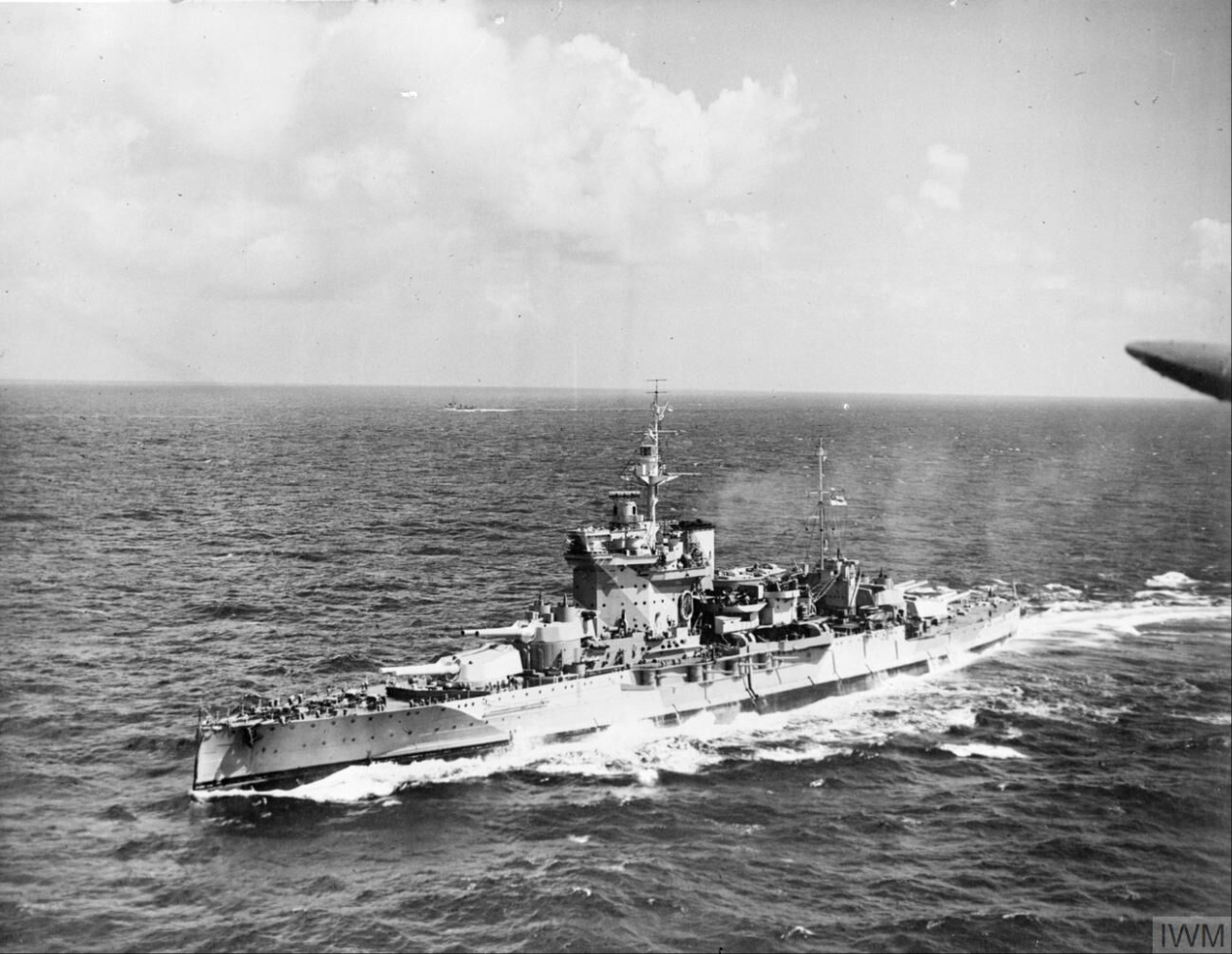
La refonte de trois cuirassés de la classe Queen Elizabeth (ici le HMS Warspite) n'avait pas entrainé une augmentation de leur vitesse

De son côté, Siegfried Breyer traite de la classe Dunkerque, ainsi que de la classe Scharnhorst, comme de « petits cuirassés » estimant, en ce qui concerne la seconde, que la force de frappe y avait été sacrifiée à la capacité d'encaisser et à la vitesse, pour des raisons que l'on pourrait qualifier de diplomatiques, comme on l'a vu plus haut. Or les dimensions de coque étaient identiques, à deux mètres près pour la longueur, à celles de la classe Ersatz Yorck, qui était prévue pour porter des canons de 380 mm, et il n'est pas clairement établi si la taille des barbettes de l'artillerie principale a été prévue dès l'origine pour pouvoir y installer des tourelles doubles de 380 mm, ou si la possibilité de cette transformation n'a été sérieusement envisagée, sur le Gneisenau, qu'au moment de ses grosses réparations de 1942-1943.
Le Traité naval de Londres de 1930 ayant reporté au 31 décembre 1936 la date de fin du moratoire de la construction des cuirassés, imposé par le traité de Washington de 1922, de vastes programmes de reconstructions sont donc menés pendant les années 1930. La Regia Marina italienne transforme ainsi ses cuirassés anciens des classes Conte di Cavour et Andrea Doria en cuirassés rapides de 29 000 tonnes, en les dotant de nouvelles machines pour filer 26-27 nœuds et en accroissant de 305 mm à 320 mm le calibre de leur artillerie. La Marine impériale japonaise transforme les croiseurs de bataille de la classe Kongō en cuirassés rapides de 32 000 tonnes, en changeant notamment leurs machines pour pouvoir filer 30 nœuds.
Tous ces bâtiments se retrouvent, avec un déplacement de l'ordre de 30 000 tonnes, une vitesse de 27 à 30 nœuds, un blindage de ceinture de 203 mm (sur les cuirassés japonais de la classe Kongō) à 350 mm (sur la classe Scharnhorst), et une artillerie principale au calibre de 280 mm à 356 mm, dans cette catégorie intermédiaire des cuirassés qu'on ne sait trop comment qualifier, et qui n'a finalement pas été une spécificité des marines française et allemande. On pourrait aussi inclure les projets néerlandais (en) de 1939-1940, les projets allemands (classe O (en)) du Plan Z, les projets japonais dits BB 64/65 (en),, sans oublier, dans le passé, la classe Mackensen, et à l'avenir, la classe Alaska.
En revanche, la Royal Navy procède à la refonte du HMS Renown et de trois cuirassés de la classe Queen Elizabeth, en améliorant leur protection et en modernisant leurs machines, mais sans accroître leur vitesse. Les deux autres cuirassés de la classe Queen Elizabeth, les cuirassés de la classe Revenge et les deux autres croiseurs de bataille, les HMS Hood et Repulse n'en bénéficieront pas. S'éloignant avec précaution des théories de Lord Fisher, la Royal Navy n'entend pas suivre l'engouement pour la vitesse au détriment de l'armement et/ou de la protection, comme on l'a déjà vu sur la classe Nelson.

### Après 1937, apogée et chant du cygne des cuirassés rapides
Une nouvelle vague de construction de cuirassés va débuter en 1934, après la décision de l'Italie de construire deux cuirassés de 35 000 tonnes, respectant il est vrai les stipulations des traités de 1922 et 1930, applicables à l'Italie et à la France. Les cuirassés de cette taille vont devenir la norme. On a déjà observé ce phénomène, pour les croiseurs de 10 000 tonnes du Traité de Washington, la limite supérieure du déplacement des cuirassés devient la norme, pour toutes les marines, mais pas celle du calibre de l'artillerie principale.

#### Le cuirassé rapide devient la norme
Lorsqu'en 1935, le traité naval germano-britannique « légalise » la construction de la classe Scharnhorst et va permettre à la Kriegsmarine de mettre sur cale son premier « 35 000 tonnes », le Bismarck, la France met sur cale le Richelieu de 35 000 tonnes également, en réponse à la construction des cuirassés italiens. Ce faisant, elle outrepasse ses droits de construire 70 000 tonnes de cuirassés, avant le 31 décembre 1936, mais elle estime que l'accord germano-britannique l'a mise devant le fait accompli, en ce qu'il annule, sans son assentiment, les clauses navales du traité de Versailles. Suivront, en 1936, le Tirpitz et le Jean Bart. À l'expiration des traités, le 1er janvier 1937, le Royaume-Uni lance un programme de construction de cinq cuirassés, la classe King George V, et les États-Unis, celui des deux cuirassés de la classe North Carolina, puis à partir de 1939, des quatre cuirassés de la classe South Dakota.
Chacune de ses classes a des caractéristiques différentes. L'artillerie principale varie de dix canons de 356 mm, sur les cuirassés britanniques, à neuf canons de 406 mm (en) sur les cuirassés américains, en passant par huit canons de 380 mm sur les cuirassés français ou de 38 cm (SK C/34) sur les cuirassés allemands et neuf canons de 381 mm (en) sur les cuirassés italiens.
Les Allemands restent les seuls à recourir à des tourelles doubles de 380 mm, alors que les classes précédentes avaient été dotées de tourelles triples de 280 mm, mais les barbettes des tourelles triples de 280 mm des Scharnhorst auraient pu accueillir des tourelles doubles de 380 mm. Les Américains et les Italiens, restant traditionnellement attachés aux tourelles triples, sont rejoints par les Japonais, dont tous les cuirassés précédents portaient des tourelles doubles. Les Français, pionniers des tourelles quadruples sont rejoints sur ce point par les Britanniques. On observera que le poids des tourelles quadruples de 330 mm des Dunkerque, de 356 mm des King George V, des tourelles triples de 381 mm des Littorio, est approximativement le même, soit respectivement, 1 497, 1 550 et 1 600 tonnes, et que les Américains ont conçu les North Carolina pour pouvoir les équiper de tourelles quadruples de 356 mm ou triples de 406 mm, puisque tel était le débat, au moment où ils allaient être mis sur cale.
L'artillerie secondaire est à double usage, antiaérienne et antinavires, de 133,35 mm sur les cuirassés britanniques et de 127 mm sur les cuirassés américains. Sur les cuirassés italiens, français ou allemands, on trouve des batteries de neuf à douze canons de 150 mm ou 152 mm, anti-navires, et des batteries anti-aériennes de douze à seize canons de 90 mm, 100 mm, ou de 105 mm.
Le blindage de ceinture est plus épais sur les cuirassés britanniques ou italiens (373 mm ou 350 mm) que sur les cuirassés français et allemands (avec la même épaisseur, 325 mm, mais avec des différences, telles que l'inclinaison (ou non) des blindages intérieurs, avec des parties couvertes plus ou moins étendues) ou américains (305 mm ou 310 mm). La protection des faces des tourelles est plus importante sur les cuirassés français (432 mm) ou américains (406 mm ou 457 mm), que sur les cuirassés britanniques (324 mm), italiens (350 mm) ou allemands (356 mm).
Au total, bien peu de ces cuirassés auront respecté la limite du déplacement de 35 000 tonnes, parfois ils la dépasseront de peu, parfois nettement et délibérément, notamment sur les cuirassés italiens et allemands.
Mais tous les cuirassés nouveaux de 35 000 tonnes, ainsi que les cuirassés japonais de la classe Yamato, ont une vitesse supérieure à 27 nœuds, atteignant pour certains 30 nœuds, voire 32 nœuds. Bref, ce sont tous des cuirassés rapides. Les longueurs de coque vont de 210 à 256 mètres, et la puissance installée varie de 120 000 ch sur la classe North Carolina, et la classe King George V, autour de 130 000 ch sur la classe South Dakota, 140 000 ch sur la classe Littorio, et jusqu'à 150 000 ch sur le Bismarck, le Richelieu, et la classe Yamato. Cette puissance est fonction de la vitesse maximale recherchée, et du ratio longueur/largeur, qui est largement tributaire du maitre-bau, qui dépend du nombre et du calibre des canons sur les tourelles.
L'évolution des technologies en matière de propulsion a été importante au cours des années 1920-1930. Ainsi, lors de la refonte du HMS Renown, en 1936-39, la puissance installée passe de 120 000 à 130 000 ch, alors que le poids des machines est réduit de 5 890 à 3 200 tonnes. Cela se marque dans l'évolution des rapports poids/puissance en quinze à vingt ans, qui passent de plus de 45 kg/ch au milieu des années 1920, pour la classe Nelson, à 20 kg/chau milieu des années 1930, sur la classe Dunkerque, un peu au-dessus de 18 kg/ch pour les classes Richelieu, Bismarck, Littorio, 15 kg/ch au début des années 1940, sur la classe North Carolina, et 12,5 kg/ch sur la classe Iowa en 1943.
Dans tous les cas, il s'agit de machines à vapeur, c'est-à-dire de chaudières à petits tubes, plus ou moins sophistiquées, à ultra haute pression, sur la classe Scharnhorst, « suralimentées » sur la classe Richelieu, qui alimentent des turbines à engrenages fabriquées par Parsons, pour les cuirassés britanniques (et sous licence pour les cuirassés français), General Electric ou Westinghouse pour les cuirassés américains, Brown-Boveri pour les cuirassés allemands. Les Américains avaient été les seuls à utiliser la transmission électrique (en) entre les turbines et les hélices, pour les cuirassés mis en service à la fin de Première Guerre Mondiale et autour des années 1920, jusqu'aux croiseurs de bataille de la classe Lexington. D'ailleurs les porte-avions USS Lexington et USS Saratoga, ainsi que l'USS Langley, qui a servi de prototype, en resteront équipés. Mais les turbines à engrenages seront adoptées, pour les cuirassés qui sont construits pour l'U.S. Navy, à partir de 1937. Les Allemands ont installé des moteurs diesel M.A.N. sur la classe Deutschland, de 56 000 ch, permettant un très grand rayon d'action, Ils y renoncent sur la classe Scharnhorst, parce qu'à l'époque, il n'y a pas encore d'expérience pour des moteurs diesel assurant des puissances de l'ordre de 160 000 ch. Mais il était prévu d'y recourir à nouveau au moins partiellement, sur les cuirassés de la classe H et les croiseurs de bataille de la classe O du Plan Z, après la classe Bismarck.
Cependant, les systèmes les plus sophistiques connaissent parfois des mécomptes, ce fut le cas pour les unités de la classe Scharnhorst, dont les ennuis de machines ont été un sujet constant de préoccupation, ou pour le Richelieu, dont les émissions de fumée noire étaient jugées intempestives.
Pour autant, marcher à 30 nœuds, avec des coques dont le franc-bord est très inférieur à celui des grands transatlantiques qui, à l'époque, se disputent le « Ruban Bleu » à des vitesses comparables, ne va pas sans inconvénients, ces navires pouvant se révéler très « humides ». C'était déjà le cas pour le HMS Hood dont la plage avant et la plage arrière, un pont plus bas, étaient, à grande vitesse, si souvent noyées par les vagues qu'il avait le sobriquet de « plus grand sous-marin de la Royal Navy ». Plus sérieusement les quartiers de l'équipage, humides et mal ventilés, ont entrainé un nombre exceptionnel de cas de tuberculose. Mais la classe Dunkerque avait, de son côté, été qualifiée de « bateaux pour le « bassin des carènes » par un amiral qui y avait eu sa marque. Pendant une tempête subie dans l'Atlantique nord, en novembre-décembre 1939, la vitesse du Dunkerque avait dû être réduite à 10 nœuds, et il avait fallu lui faire passer une semaine à l'arsenal pour effectuer la réparation des dommages subis. Il avait ensuite été équipé de braies de cuir sur les embrasures des tourelles d'artillerie principale, pour empêcher l'eau d'y pénétrer, et les pièces anti-aériennes de 37 mm avaient été déplacées, pour les installer un pont plus haut. La classe Scharnhorst n'avait pas été épargnée par la même tempête, malgré sa proue « atlantique », qu'il avait fallu renforcer, et même ainsi, au cours de la rencontre avec le HMS Renown au début avril 1940, le Gneisenau a eu des difficultés à utiliser les télémètres de sa tourelle avant, qui étaient aveuglés par les embruns. Quant à la classe King George V, pour laquelle on avait spécifié que la tourelle avant devait pouvoir tirer sur l'avant à l'élévation zéro, on rencontrait les mêmes difficultés pour l'emploi des télémètres de la tourelle quadruple avant. D'ailleurs cette spécification a été supprimée pour le HMS Vanguard.

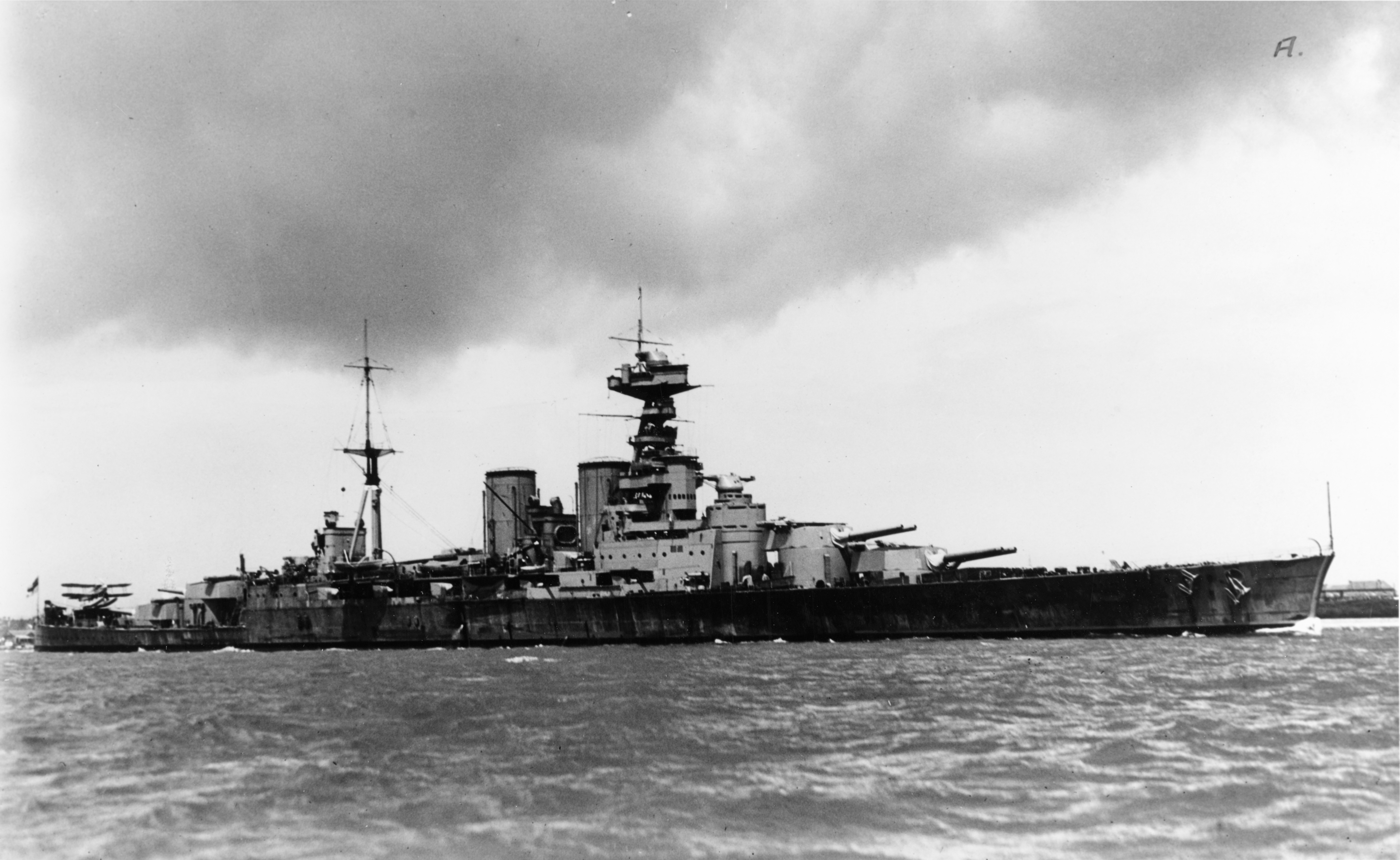
De 1929 à 1932, le HMS Hood a eu une catapulte d'aviation sur la plage arrière

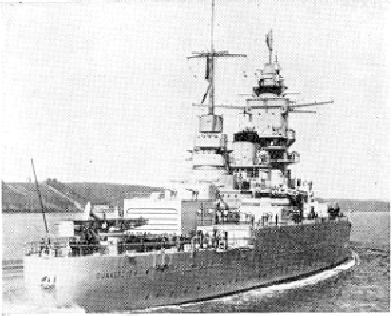
Sur le Dunkerque, les hydravions embarqués étaient abrités dans un hangar installé sur la plage arrière.

Le positionnement des installations d'aviation s'avérait problématique. Traditionnellement sur la plupart des cuirassés des années 1920, la catapulte était installée sur le toit d'une tourelle ou au milieu de la superstructure centrale, mais sur les nouveaux cuirassés, elle interfère avec les installations d'artillerie anti-antiaérienne qui se multiplient. Repousser les installations d'aviation sur l'arrière les place dans le champ de tir des tourelles arrière d'artillerie principale et les soumet à des effets de souffle redoutables, et aux oscillations de la coque par gros temps. La catapulte installée en 1929 sur l'arrière du HMS Hood avait ainsi été enlevée en 1932. Les Français, sur la classe Dunkerque et sur le Richelieu, dont l'artillerie principale était concentrée à l'avant, ont résolu de mettre les catapultes à l'arrière, mais ont installé un hangar pour abriter les hydravions. Les Allemands ont installé les installations d'aviation au milieu de la superstructure, avec les catapultes dans l'axe derrière la cheminée, sur la classe Scharnhorst, et perpendiculairement à la coque, sur le Bismarck. Les Britanniques ont également retenu cette dernière disposition, sur les cuirassés modernisés de la classe Queen Elizabeth, sur le HMS Renown après sa refonte de la fin des années 1930, et sur la classe King George V, tandis que les Italiens et les Américains ont préféré maintenir les installations d'aviation à l'arrière, sans prévoir de protection particulière sur les navires italiens.
À partir de 1943, trois des quatre unités de la classe Iowa ont été mises en service, suivies de l'USS Missouri en juin 1944. Prévus pour déplacer 45 000 tonnes, ce furent les plus rapides des cuirassés construits, avec une coque de 270 mètres de long, et une puissance installée de 212 000 ch. Ils pouvaient filer 33 nœuds (61 km/h), et donc naviguer de conserve avec les porte-avions de la classe Essex à la vitesse maximale. Mis à part un renforcement de l'artillerie principale avec neuf canons de 406 mm, tirant des obus plus lourds que les classes précédentes, leurs caractéristiques étaient très proches de la classe South Dakota, qui les précédait, et certains ont pu estimer que l'accroissement de déplacement de 10 000 tonnes était cher payé pour un gain de vitesse de 5 nœuds.
Entre juin et septembre 1944, deux bâtiments de la classe Alaska furent mis en service. D'un déplacement de plus de 30 000 tonnes, armés de neuf canons de 305 mm (en), avec une puissance installée de 150 000 ch, ils pouvaient filer 33 nœuds. On les a parfois considérés comme des croiseurs de bataille, avec un blindage de 229 mm en ceinture, et de 330 mm sur les tourelles, mais ils étaient en fait une extrapolation des croiseurs lourds de la classe Baltimore. Leur protection anti-torpilles était loin d'équivaloir celle des Dunkerque et Scharnhorst, mais l'amiral King, commandant-en-chef de la Flotte des États-Unis, les avait considérés comme devant être très performants dans l'escorte des porte-avions rapides.

#### Croiseurs de bataille et cuirassés rapides au combat
La mise en service de quelque vingt cuirassés nouveaux s'étalera entre l'été 1940, pour les premiers cuirassés italiens et le Bismarck, fin 1940 pour les Britanniques, le début de 1941 pour les Américains, et l'été 1941 pour les Japonais et le Tirpitz, jusqu'à l'automne 1943, pour le Richelieu, après sa refonte aux États-Unis.

##### Dans l'Atlantique et en Méditerranée de 1939 à 1941
Au début de la guerre, compte tenu des croiseurs de bataille britanniques datant de la fin de la Première Mondiale et de la classe Dunkerque, les Alliés disposent de cinq bâtiments rapides plus puissants que les cinq bâtiments allemands des classes Deutschland et Scharnhorst.
Au cours de l'hiver 1939-1940, des escadres combinées franco-britanniques ont recherché, en vain, les raiders allemands, au large des côtes d'Afrique et dans l'Atlantique nord, notamment après que l'escadre Scharnhorst-Gneisenau a coulé le croiseur auxiliaire HMS Rawalpindi, le 23 novembre.
C'est une petite escadre, un petit croiseur lourd et deux croiseurs légers, qui va finalement repérer, le 13 décembre 1939, le « cuirassé de poche » Admiral Graf Spee, au large du Rio de la Plata. Avec un croiseur armé de six canons de 203 mm, et deux croiseurs légers avec huit canons de 152 mm chacun, face à un navire armé de six canons de 280 mm et une batterie secondaire de huit canons de 150 mm, le commodore Harwood n'hésite pas à attaquer, bien que dans une situation semblant assez proche de celle de l'amiral Troubridge avec ses quatre croiseurs cuirassés face au SMS Goeben, en août 1914. Mais il a l'avantage de la vitesse, car le bâtiment allemand ne file au maximum que 26 nœuds, il peut donc placer ses trois navires de manière à diviser le tir des deux tourelles du Graf Spee. Une fois son principal navire, le HMS Exeter, sérieusement endommagé, il pourra se dégager et continuer à surveiller à distance le navire allemand, qui se réfugiera à Montevideo, où il sera sabordé, son commandant étant persuadé qu'il n'a aucune chance contre une puissante escadre d'un croiseur de bataille et d'un porte-avions qu'il croit, à tort, à proximité,.

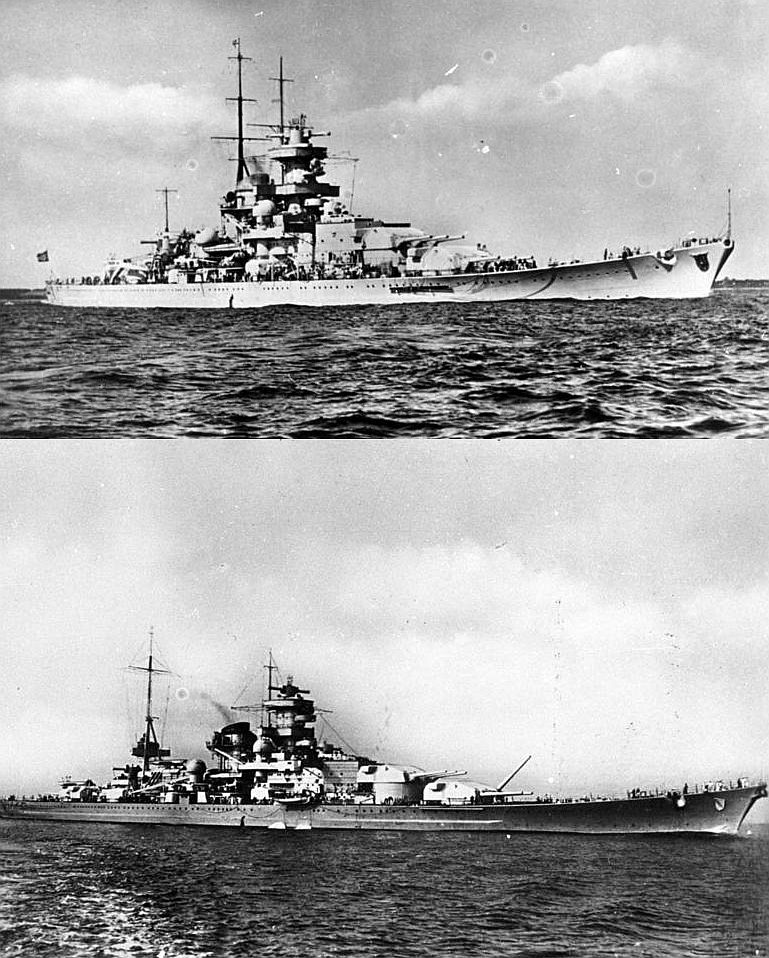
Le Gneisenau (en haut) et le Scharnhorst (en bas) ont le plus souvent opéré de concert dans l'Atlantique jusqu'en février 1942

Au matin du 9 avril 1940, le croiseur de bataille Renown, qui porte la marque du vice-amiral Withworth, commandant l'escadre de croiseurs de bataille, rencontre fortuitement l'escadre Scharnhorst-Gneisenau qui assure la couverture éloignée du débarquement allemand en Norvège. Le Gneisenau ayant encaissé plusieurs impacts, le vice-amiral Lütjens, chef de la flotte par intérim, réussit à se dérober dans la tempête. Pour aller, cinq jours plus tard, écraser, à coups de canons de 381 mm, les destroyers qui ont débarqué les chasseurs de montagne allemands au fond du fjord de Narvik, l'amiral Withworth transfère sa marque sur le HMS Warspite, le 13 avril, pour ne pas risquer un navire aussi rare que le HMS Renown dans des eaux resserrées et aussi peu sûres que celles qui ont vu la perte du croiseur Blücher devant la forteresse d'Oscarborg, dans le fjord d'Oslo, quatre jours plus tôt.
Début juin, l'escadre Scharnhorst-Gneisenau réussit à surprendre le porte-avions britannique HMS Glorious, qui naviguait sans patrouille aérienne, tandis que les navires que l'escadre allemande avait précédemment attaqués avaient vu leurs signaux radio d'alerte brouillés. Le Scharnhorst réussit un coup au but à 24 000 mètres. Dans le combat qui vit la perte du porte-avions et de ses deux destroyers d'escorte, le Scharnhorst fut endommagé par une torpille du HMS Acasta. Le Gneisenau reçut, quelques jours plus tard, un impact de torpille du sous-marin britannique HMS Clyde, au large des côtes de Norvège centrale, en couvrant le retour du Scharnhorst à Kiel.

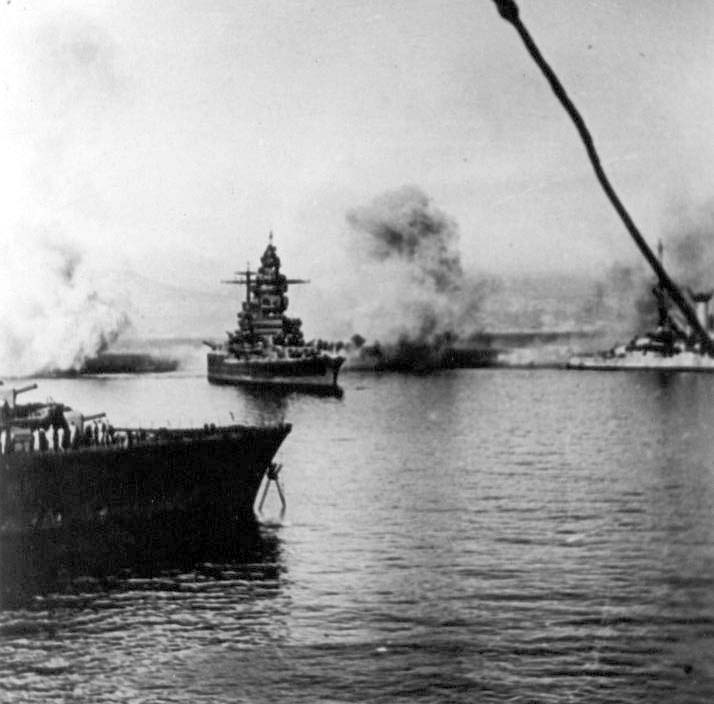
Le Strasbourg essuie le feu des cuirassés britanniques, le 3 juillet 1940, à Mers-el Kébir

Fin juin, la France ayant signé l'armistice avec l'Allemagne, le Royaume-Uni n'a plus que trois croiseurs de bataille à opposer aux deux cuirassés de la classe Scharnhorst et aux deux unités restantes de la classe Deutschland, avec une forte incertitude, aux yeux du Cabinet britannique, sur l'attitude future des deux unités de la classe Dunkerque, repliées à Oran, et du Richelieu, à Dakar. C'est dans ce climat que Winston Churchill impose à ses amiraux, parfois très réticents, d'exécuter l'opération Catapult. Les cuirassés français sont attaqués à Mers el-Kébir au canon le 3 juillet, puis par avion, le 6 juillet. Pour les deux cuirassés anciens attaqués, l'un explose et chavire, avec des pertes humaines considérables, l'autre est très sérieusement endommagé, mais surtout, le Dunkerque est mis hors de combat, pour le reste de la guerre. Seul le Strasbourg, qui a réussi à quitter son mouillage, échappe à la poursuite du HMS Hood et aux avions du HMS Ark Royal, et rallie Toulon. À Dakar le 8 juillet, le Richelieu est torpillé par les avions du HMS Hermes,. Il y restera immobilisé pendant près de deux ans,. L'effet de surprise, qui a forcé les bâtiments français à combattre dans les conditions les plus défavorables, a presque parfaitement réussi, en privant les unités les plus rapides de leur supériorité en matière de vitesse, mais l'échappée du Strasbourg, pour chanceuse qu'elle fût, a montré que la vitesse en haute mer pouvait assurer une certaine sécurité, même si l'amiral Somerville n'a pas mis à le poursuivre ce jour-là, une pugnacité digne de l'amiral Beatty au Jutland. Le Richelieu étant réduit à l'état de batterie flottante, l'amiral John Cunningham pouvait ne disposer que de deux cuirassés anciens et du porte-avions Ark Royal pour attaquer Dakar à la fin septembre,.

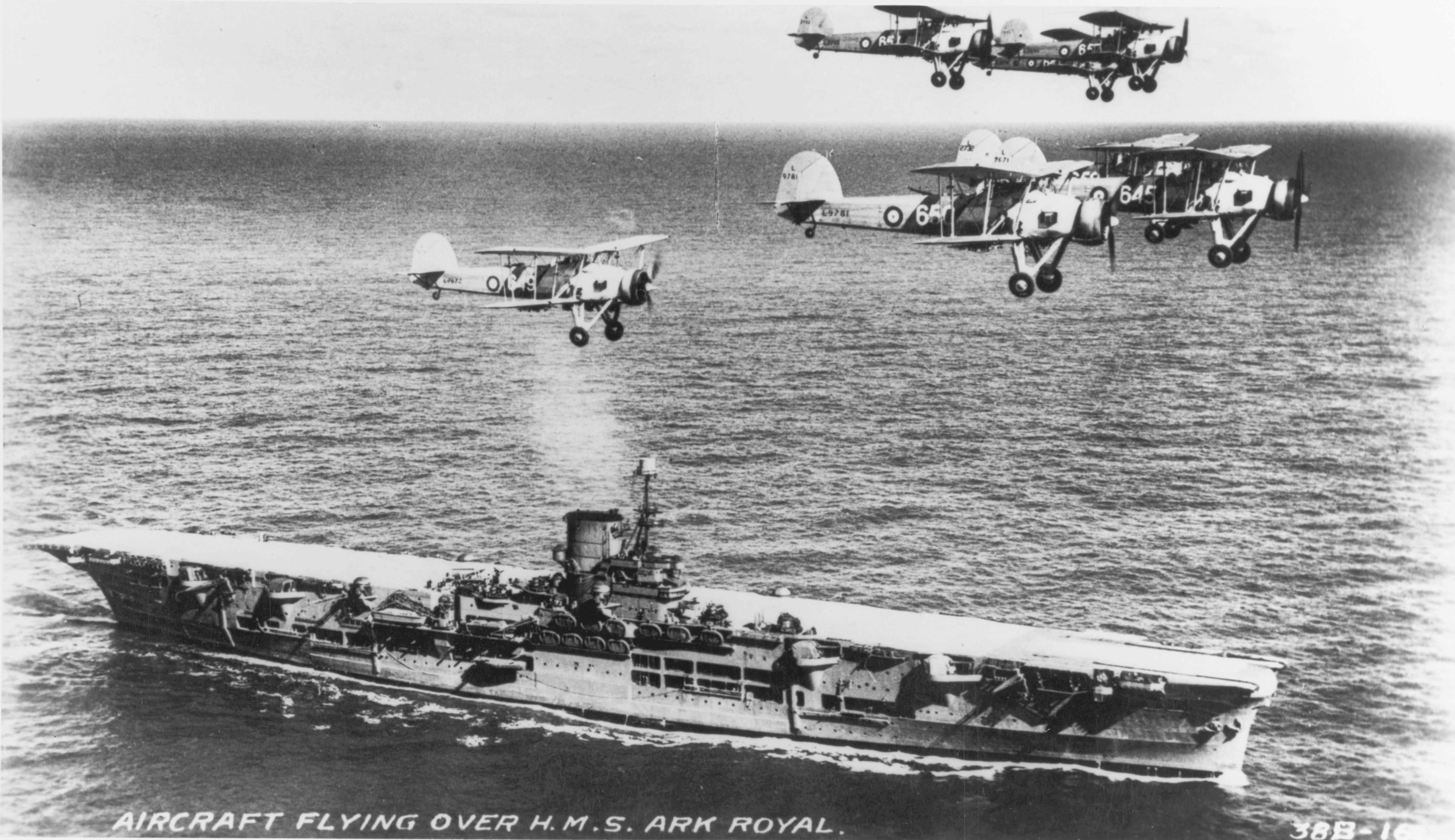
Les porte-avions britanniques, ici le HMS Ark Royal avec ses Swordfish, ont aidé la Royal Navy à compenser le nombre insuffisant de ses cuirassés rapides, en Atlantique et en Méditerranée, de 1939 à 1942

Le HMS Hood et le HMS Repulse étant affectés à la Home Fleet, et le HMS Renown à la Force H à Gibraltar, la flotte de Méditerranée ne peut opposer que des cuirassés anciens modernisés aux cuirassés modernisés italiens, comme c'est le cas à la bataille de Punta Stilo, début juillet 1940, où l'amiral Campioni se replie après que le HMS Warspite a mis un coup au but sur le Guilio Cesare. Mais la mise en service dans le courant de l'été 1940 des deux cuirassés rapides de la classe Littorio va changer les choses. Aussi, l'amiral Andrew Cunningham décide de mener, avec une vingtaine d'avions du porte-avions HMS Illustrious, une attaque surprise de nuit, le 11 novembre 1940, contre les cuirassés italiens mouillés à Tarente,. Sur les quatre cuirassés modernisés, deux sont endommagés dont un, le Conte di Cavour si gravement qu'il ne retournera pas en service de toute la durée de la guerre, et le cuirassé Littorio qui vient d'entrer en service, échappe à une perte totale parce que sa coque touche le fond des eaux peu profondes du port. Fin novembre, à la bataille du cap Teulada, c'est cette fois la présence du HMS Ark Royal qui conduit l'amiral Campioni à ne pas rechercher le contact avec les cuirassés anciens de l'amiral Somerville, bien qu'il ait le Vittorio Veneto avec lui. La Royal Navy qui pallie avec ses porte-avions récents, HMS Ark Royal, Illustrious et Formidable son manque de cuirassés rapides, montre l'efficacité de cette nouvelle arme, et les Allemands ne s'y tromperont pas qui feront du porte-avions HMS Illustrious la cible principale du X. Fliegerkorps, quand ils interviendront sur le théâtre méditerranéen,, pour assurer le passage de l'Afrika Korps en Libye.
Fin janvier-début février 1941,la Kriegsmarine a lancé ses grands bâtiments de surface dans une nouvelle campagne de « guerre de course » contre les convois alliés. L'escadre Scharnhorst-Gneisenau réussit à passer par le détroit de Danemark, entre Islande et Groenland, pour attaquer les convois alliés dans l'Atlantique, mais les plus importants d'entre eux étaient escortés par des cuirassés lents. L'amiral Lütjens put, grâce à la vitesse de ses bâtiments, se dérober par trois fois, devant les cuirassés Ramillies, Malaya et Rodney, car les cuirassés allemands tiraient des obus d'un poids de 315 kg, égal à un peu plus du tiers de celui des obus des cuirassés britanniques (875 kg pour le 381 mm, et 907 kg, pour le 406 mm), et affronter ceux-ci eût été prendre un risque inconsidéré. Au cours d'une croisière de deux mois, l'opération Berlin, qui le conduisit jusque dans l'Atlantique central, au large de l'Afrique de l'Ouest, l'amiral Lütjens réussit à couler 22 navires, totalisant 116 000 tonnes, mais principalement des navires rentrant d'Europe à vide, après que leurs convois s'étaient dispersés, au large des côtes canadiennes. Mais il avait ainsi touché les limites de l'emploi de ses bâtiments dans l'attaque des convois. Le 22 mars, l'escadre allemande entrait à Brest, où presque immédiatement, les Britanniques commencèrent à la bombarder.
Une semaine après l'arrivée des navires de l'amiral Lütjens à Brest, la Supermarina, le commandement supérieur de la Regia Marina, fit appareiller, à la demande pressante du Haut Commandement allemand, trois escadres comprenant le cuirassé Vittorio Veneto, huit croiseurs et leurs escortes, pour intercepter des convois de troupes britanniques évacuant la Grèce, sous la pression de la Wehrmacht. Averti, l'amiral Andrew Cunningham fit rappeler les convois et appareilla d'Alexandrie avec trois cuirassés anciens, dont deux modernisés, et le porte-avions HMS Formidable. Le Vittorio Veneto ayant pris sous son feu l'escadre de croiseurs de l'amiral Pridham-Wipple, au sud de la Crète (engagement de Gavdo), des attaques aériennes furent lancées depuis le HMS Formidable, qui permirent aux croiseurs de se dégager, endommagèrent le cuirassé italien en le ralentissant, et immobilisèrent un croiseur lourd. Les cuirassés anglais, qui se trouvaient alors à une centaine de kilomètres, ne parvinrent pas à portée de canon du Vittorio Veneto, mais dans un combat de nuit, le 29 mars 1941, au large du cap Matapan, ils ont surpris et coulé trois croiseurs lourds. Cette bataille est caractéristique de la tactique britannique d'emploi du porte-avions contre le cuirassé à l'époque : il s'agit de l'atteindre lorsqu'il est hors de portée de l'artillerie lourde, pour le ralentir et permettre le combat décisif, au canon. Mais l'amiral Cunningham ne disposait pas de cuirassés rapides pour que le succès fût complet. Le Duce Mussolini, quant à lui, en conclut qu'il fallait doter la Regia Marina de porte-avions, le « porte-avions Italie » s'avérant insuffisant,.
Début avril, à Brest, le Gneisenau fut avarié pour six mois par une torpille lancée, malgré une flak intense, par un Bristol Beaufort, dont le pilote Kenneth Campbell reçut la Victoria Cross à titre posthume. Début mai, l'amiral Lütjens, chef de la flotte, met sa marque sur le Bismarck à Gotenhafen. Armé de huit canons de 380 mm, pouvant filer 30 nœuds, ce cuirassé peut affronter les plus puissants navires britanniques. Assurant la couverture des bâtiments plus légers qui attaqueront les navires des convois, il peut constituer une redoutable menace pour les convois alliés. Accompagné du croiseur lourd Prinz Eugen, le Bismarck appareille, le 19 mai, dans la nuit. Le chef de la flotte aurait préféré opérer en liaison avec d'autres grands bâtiments, mais le Scharnhorst et le Gneisenau n'en finissent pas de réparer à Brest les dégâts que leur causent les avions britanniques, et il n'a pas réussi à convaincre le grand-amiral Raeder de différer la sortie du Bismarck jusqu'à l'entrée en service du Tirpitz, prévue pour l'été.

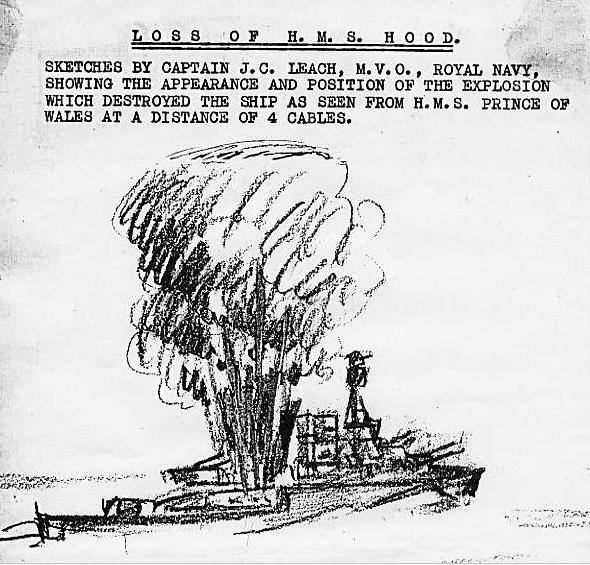
L'explosion du HMS Hood vue par le commandant du HMS Prince of Wales

L'escadre allemande mouille le 20 mai dans un fjord près de Bergen, où elle est repérée par un Spitfire de reconnaissance aérienne. L'amiral Tovey, commandant la Home Fleet, lorsqu'il apprend que le cuirassé allemand a quitté son mouillage norvégien, détache pour l'intercepter, le HMS Hood, et le cuirassé rapide HMS Prince of Wales, aux ordres du vice-amiral Lancelot Holland, commandant en second de la Home Fleet et commandant de l'escadre de croiseurs de bataille. L'amiral allemand compte passer à nouveau par le détroit de Danemark, route qui lui a été bénéfique en janvier pour déboucher dans l'Atlantique, mais il est repéré au radar par deux croiseurs lourds. Dans la nuit du 23 au 24 mai, les deux escadres se rapprochent, à leur vitesse maximale, l'escadre britannique, marchant à 28 nœuds, cap un peu au nord de l'ouest, et l'escadre allemande, à 30 nœuds, cap au sud-ouest. L'amiral Holland est alors en position de couper, à la fin de la nuit, la route de son adversaire, en le recevant avec toute son artillerie battante par le travers tribord. Mais le contact radar est perdu dans la nuit, l'amiral Holland ralentit à 25 nœuds, met cap au sud, et lance ses destroyers d'escorte rechercher l'escadre allemande au nord, au cas où elle aurait momentanément rebroussé chemin vers l'Allemagne, comme l'amiral Marschall l'avait fait, en novembre 1939, et l'amiral Lütjens en janvier 1941. Quand le contact radar est rétabli, quelques heures plus tard, il s'avère que l'escadre allemande n'a changé ni de cap, ni de vitesse, mais maintenant c'est elle qui est en position de barrer la route à l'escadre britannique, avec toute son artillerie battante sur l'avant de son travers bâbord. C'est dans cette disposition que le combat s'engage peu avant 6 h, le matin du 24 mai, à une distance où le tir plongeant du Bismarck est réputé être dangereux pour le HMS Hood. Les cuirassés britanniques n'ont que dix pièces battantes sur dix-huit, face aux huit pièces du Bismarck. Et c'est au moment où les navires britanniques manœuvrent pour rendre battantes leurs tourelles arrière, qu'à la cinquième salve du Bismarck, le HMS Hood est touché, entre les cheminées et le mât arrière, et explose. La mémoire collective associe dès lors la fin du HMS Hood à celle des croiseurs de bataille anglais au Jutland, même si d'autres cuirassés, plus blindés que lui, ont disparu dans des explosions similaires, causées il est vrai par des torpilles sous-marines pour le HMS Barham, ou par des bombes planantes radio-guidées, pour le cuirassé italien Roma.
Pour la suite de la poursuite et de la mise à mort du Bismarck, le rayon d'action s'est avéré aussi important que la vitesse. L'amiral Tovey qui a sa marque sur le cuirassé HMS King George V a quitté Scapa Flow avec le croiseur de bataille HMS Repulse et le porte-avions HMS Victorious. Il va être obligé de les laisser rentrer se ravitailler, après qu'une attaque d'avions-torpilleurs a mis, grâce à la pugnacité des pilotes, deux torpilles au but, mais sans provoquer de dommages. Le Bismarck qui a une soute endommagée par un obus du HMS Prince of Wales, perd du mazout et se dirige vers Brest à 20 nœuds, ce qui va laisser le temps à la Force H de l'amiral Somerville, partie de Gibraltar, d'être en position pour mener deux attaques d'avions-torpilleurs du HMS Ark Royal, dont la dernière va rendre le cuirassé allemand ingouvernable. Le 27 mai au matin, l'amiral Tovey n'aura à ses côtés que le cuirassé HMS Rodney, qui a abandonné l'escorte d'un transport de troupes, et qui peine à donner 22 nœuds, pour écraser le cuirassé allemand sous les obus de 356 et 406 mm. Puis, à court de carburant, il devra lui aussi quitter le champ de bataille alors que le Bismarck est encore à flot, laissant le croiseur HMS Dorsetshire l'achever à la torpille, à moins que ce soit son équipage qui l'ait finalement sabordé.
Pour le reste de 1941, le Scharnhorst et le Gneisenau sont toujours à Brest, sous les bombes d'avions. Les cuirassés italiens sortent pour protéger les convois de Libye, que bombardent les avions de Malte, dont l'aviation est renforcée par les avions convoyés par les porte-avions britanniques, escortés par des cuirassés lents (le HMS Nelson a remplacé le HMS Renown dans la Force H) et épisodiquement pour l'opération Halberd, par le cuirassé rapide HMS Prince of Wales, après qu'il a transporté le Premier ministre Churchill en Amérique, pour signer la Charte de l'Atlantique.
Mais la tension monte en Asie, il faut, pour impressionner les Japonais, envoyer le HMS Prince of Wales et le HMS Repulse, à Singapour, d'urgence, sans attendre qu'ils soient accompagnés d'un porte-avions. Trois jours après l'attaque de Pearl Harbour, en essayant d'empêcher un débarquement japonais sur la côte de Malaisie, sans couverture aérienne, ils sont surpris et envoyés par le fond, au large de Kuantan, par des avions qui ont décollé d'aérodromes d'Indochine française, où les Japonais ont imposé la présence de leurs troupes, après l'armistice signé par la France en 1940. Ce sont les premiers cuirassés rapides coulés en haute mer, à la suite d'attaques uniquement aériennes.
Au total, l'année 1941 aura été particulièrement funeste pour les cuirassés rapides des marines européennes, avec l'immobilisation des Scharnhorst-Gneisenau, la perte du Bismarck, du Prince of Wales et du Repulse. Il faut la mise en service du Duke of York en novembre, pour que la Royal Navy compte, au 1er janvier 1942, autant de cuirassés rapides qu'en septembre 1939, tandis que pour les opérations aériennes à la mer, Allemands et Italiens ressentent durement l'absence de porte-avions.

##### Dans l'océan Arctique et en Méditerranée, en 1942 et 1943
Le Führer Adolf Hitler craignant un débarquement britannique en Norvège, la Kriegsmarine reçoit l'ordre, au début de 1942, de faire rentrer en Allemagne l'escadre Scharnhorst-Gneisenau et le croiseur lourd Prinz Eugen. En faisant le choix de passer directement par le Pas de Calais, l'opération Cerberus est risquée, apparemment suicidaire, elle table sur la surprise et la vitesse. L'escadre, escortée de vingt destroyers et torpilleurs, bénéficiant d'une couverture aérienne qui mobilisera plus de 30 bombardiers et de 250 chasseurs, appareille de Brest le 11 février, à la nuit faite, et le lendemain matin en Manche, surprend totalement les Britanniques, dont la réaction sur mer et dans les airs est tardive et désordonnée, malgré la témérité des pilotes de six Fairey Swordfish de la Fleet Air Arm, menés par le capitaine de corvette (lieutenant commander) Eugene Esmond, qui y perdra la vie, le lendemain du jour où lui ont été remis les insignes du Distinguished Service Order, pour son attaque contre le Bismarck depuis le HMS Victorious, le 24 mai 1941. Les cuirassés allemands arriveront le 13 février, à Wilhelmshaven, en n'ayant subi que des dégâts, au demeurant assez sérieux, provoqués par des mines au large des côtes hollandaises. Mais le forcément du Pas-de-Calais marque aussi la fin de la présence des grands bâtiments allemands dans l'Atlantique.
Le Tirpitz a déjà rallié la Norvège, et le Lützow (ex-Deutschland) y arrive en mai. Cela va immobiliser les cuirassés rapides de la Home Fleet, qui assurent la couverture éloignée des premiers convois de Russie,, avec le concours de l'U.S. Navy, qui détache, jusqu'à l'été 1942, un des premiers cuirassés rapides qu'elle met en service, l'USS Washington. Mais la pénurie de carburant contraint les navires allemands à ne sortir que rarement. À titre préventif, cependant, la Royal Navy fait détruire, à la fin mars, à Saint-Nazaire, par une attaque de commandos, la porte-écluse du seul bassin de radoub susceptible d'accueillir un aussi grand cuirassé sur les côtes atlantiques françaises.
En Méditerranée, en 1942, les convois alliés vers Malte ne bénéficient toujours pas de la couverture de cuirassés rapides, et l'attaque des forces de l'Axe est surtout le fait de l'aviation basée à terre et des sous-marins, en raison de la pénurie de carburant qui frappe encore plus la Regia Marina. En mars 1942, l'amiral Vian a même réussi à faire passer un convoi, malgré l'intervention du Littorio, lors de la seconde bataille du Golfe de Syrte.
Cependant, la position de « flotte in being » convient plutôt bien aux cuirassés allemands et italiens, les plus grands succès de la Kriegsmarine et de la Regia Marina sont obtenus par la crainte des cuirassés qui ne sont pas finalement pas engagés, comme l'échec du convoi d'Égypte et de Palestine vers Malte en juin 1942 (opération Vigorous) et surtout l'attaque du convoi de Russie PQ 17, lorsque le retrait prématuré de la couverture éloignée de cuirassés, face à une sortie duTirpitz qui n'a finalement pas lieu, occasionne une hécatombe de navires marchands, sous les coups des sous-marins et de la Luftwaffe.
Mais la situation en Méditerranée se retourne à l'été. En août 1942, le passage d'un convoi de Gibraltar à Malte, (l'opération Pedestal), à la protection duquel participe deux cuirassés, HMS Nelson et HMS Rodney, quatre porte-avions et 7 croiseurs, s'est effectué malgré des pertes importantes, notamment celles du porte-avions HMS Eagle, des croiseurs HMS Cairo et Manchester, et de neuf des quatorze navires marchands du convoi. Cela constitue néanmoins un succès stratégique décisif, pour les Alliés, en ce qu'il va permettre à l'aviation de Malte de continuer à contrarier le ravitaillement des forces du maréchal Rommel en Égypte, et contribuer à la victoire d'El Alamein. Début novembre, l'opération Torch de débarquement anglo-américain en Algérie et au Maroc voit les derniers combats des Alliés avec les Français. À Casablanca, du 8 au 10 novembre, le cuirassé inachevé Jean Bart, immobile à quai, reçoit le feu du cuirassé USS Massachusetts et les bombes du porte-avions USS Ranger.
Dans l'océan Arctique, le 26 décembre, à la bataille de la mer de Barents, des forces allemandes importantes, centrées sur les croiseurs lourds Lützow (ex-Deutschland) et Admiral Hipper, aux ordres de l'amiral Kummetz sont repoussées par l'escorte immédiate du convoi JW 51B, aux ordres du commandant St Vincent Sherbrooke, et par l'escadre de croiseurs légers du contre-amiral Burnett. Cet échec entraine la mise à l'écart du grand-amiral Raeder et son remplacement par l'amiral Dönitz, et le Fuhrer, exaspéré, décide d'envoyer tous les cuirassés à la casse.
En 1943, les cuirassés ne sont plus au cœur de la guerre navale, en Atlantique et en Méditerranée, l'enjeu principal est l'issue de la bataille qui se livre contre les sous-marins, dans l’Atlantique. Dans le Grand-Nord, les cuirassés allemands restent dans les fjords, à la suite des atermoiements sur l'emploi des cuirassés, l'amiral Dönitz s'employant à faire revenir Hitler sur sa décision, tandis que le Scharnhorst ne rejoint la Norvège qu'en mars, que le Gneisenau voit sa refonte à Gotenhafen, abandonnée et ses tourelles d'artillerie principale enlevées, pour être installées en batteries côtières. Une sortie rapide du Tirpitz et du Scharnhorst a lieu en juillet, contre la station météo norvégienne du Spitzberg.
En Méditerranée, la déroute des forces de l'Axe, au printemps en Afrique du Nord, maintient les cuirassés italiens, dans leurs ports d'attache, à court de carburant. La Royal Navy peut se permettre alors d'envoyer des cuirassés rapides, HMS King George V et Howe, renforcer les cuirassés anciens HMS Valiant et Warspite pour participer à des bombardements côtiers et couvrir les débarquements en Sicile. Fin juillet, le Duce Mussolini est renversé, et quelques jours plus tard, le cuirassé Littorio est rebaptisé Italia pour marquer la rupture avec le fascisme.
À la veille des débarquements en Italie continentale, début septembre, un armistice est signé par le gouvernement italien, avec les Alliés. La flotte italienne, aux ordres de l'amiral Bergamini, appareille de ses ports, principalement de La Spezia, pour se mettre à l'abri des Allemands. Le 9 septembre au matin, au nord-ouest de la Sardaigne, la Luftwaffe passe à l'attaque. Ses avions venus du sud de la France, armés de bombes planantes radioguidées FX 1400, touchent par deux fois le navire amiral, le très récent cuirassé Roma, qui explose et coule. La flotte se réfugie à Malte et ses deux plus puissants cuirassés sont internés en Égypte.
Pendant ce temps les cuirassés britanniques participent aux débarquements de Reggio Calabria, Tarante et Salerne, où le cuirassé Warspite, dont l'artillerie contribue à arrêter les attaques des blindés allemands en direction des plages, est lui aussi gravement endommagé par les bombes radioguidées allemandes, le 16 septembre.
Les Allemands occupent, au cours de la campagne du Dodécanèse (septembre-novembre 1943), les possessions italiennes de la mer Égée. L'amiral Campioni, ancien commandant de la flotte, qui a été nommé gouverneur des îles du Dodécanèse, à Rhodes, est fait prisonnier par les Allemands, qui le livrent aux fascistes de la république de Salo. Comme il refuse de reconnaître leur légitimité, il est fusillé, en mai 1944.
En Norvège, la Royal Navy réussit à immobiliser le Tirpitz pour huit mois, par une attaque de sous-marins nains de la classe X, dans le Kaafjord. Comme les convois de Russie ont repris, que la campagne d'attaques sous-marines de 1943 a été enrayée, et qu'il n'est pas possible de laisser renforcer l'armée russe, en gardant les grands navires au mouillage, l'amiral Dönitz se résout à faire sortir le Scharnhorst, escorté de cinq destroyers, à la fin décembre, pour intercepter le convoi JW 55B. Dans la tempête, le 26 décembre au matin, il est repéré au radar par l'escadre de croiseurs lourds du vice-amiral Burnett qui l'intercepte, et endommage sa direction de tir, mais sa vitesse lui permet de se dérober par deux fois à 28 nœuds. Ayant perdu le contact de son escorte, dans l'après-midi, il est pris sous le feu du cuirassé HMS Duke of York, qui porte la marque de l'amiral Bruce Fraser, commandant-en-chef de la Home Fleet. Touché à la tourelle avant, le Scharnhorst est près de réussir encore à se dérober. Mais touché dans sa chaudière avant, sa vitesse tombe. Attaqué par quatre destroyers que son artillerie secondaire endommage, il encaisse plusieurs torpilles. Il est alors écrasé par le feu des canons de 356 mm du cuirassé, et torpillé encore de nombreuses fois, finit par couler.
Le Tirpitz reste seul, les deux dernières unités de la classe Deutschland allant terminer la guerre en mer Baltique. Il est d'abord attaqué, en avril 1944, par une quarantaine de bombardiers en piqué Fairey Barracudas de la Fleet Air Arm, armés de bombes perforantes de 730 kg (opération Tungsten), sans grands résultats . Il succombe à une attaque de 32 bombardiers quadrimoteurs du Bomber Command de la RAF qui ont décollé d'aérodromes d'Union soviétique. Armés de bombes Tall Boy de 5,5 tonnes, ils réussissent à le faire chavirer, le 12 novembre 1944.

##### Dans le Pacifique de 1941 à 1945
De 1939 à 1941, la guerre navale entre le Royaume-Uni et les puissances de l'Axe, lorsqu'elle n'était pas dirigée sur la menace sous-marine contre le commerce, donnait une place centrale au combat des grands bâtiments de surface armés de canons, avec cette caractéristique qu'un seul des deux camps disposait de porte-avions. Dans le Pacifique, à partir de 1941, la situation était totalement différente, puisque l'un des deux camps, pendant près d'un an, n'a pas eu de cuirassé opérationnel, alors que les deux camps disposaient de porte-avions.

###### De Pearl Harbor à Midway, une guerre navale sans cuirassé
En effet, dans les trois premiers jours du conflit, les États-Unis d'Amérique et le Royaume-Uni ont perdu neuf cuirassés, sept lents et deux rapides, dans deux batailles, à Pearl Harbor, dans les Îles Hawaï, le 7 décembre, et au large de la Malaisie, devant Kuantan, le 10 décembre. Ces résultats ont été obtenus uniquement par l'attaque de forces aériennes, mais utilisées en masse. À Pearl Harbor, l'amiral Nagumo a engagé cent-trente-deux chasseurs Zero, cent-vingt-neuf bombardiers en piqué Val et cent-quarante-trois bombardiers-torpilleurs Kate, venant de six porte-avions d'attaque, le Kaga et l' Akagi (1re division de porte-avions), le Hiryū et le Sôryû (2e division), le Shōkaku et le Zuikaku (5e division). On est loin de la vingtaine de Swordfish qui, partant du seul HMS Illustrious, avaient attaqué la flotte italienne à Tarente. Quant au cuirassé HMS Prince of Wales et au croiseur de bataille HMS Repulse, ils ont subi l'attaque de quelque cinquante bombardiers Betty et trente-quatre avions torpilleurs Nell de la 11e flotte aérienne, mise à la disposition de l'amiral Kondō.
Un but indirect de l'attaque de Pearl Harbor était de frapper l'opinion américaine, alors que le président des États-Unis avait une attitude intransigeante face à la politique de l'empire du Japon en Extrême-Orient, en exigeant que le Japon retire ses troupes d'Indochine et de Chine. Il s'agissait de montrer que l'histoire pouvait se répéter, et que les États-Unis pouvaient connaitre un sort analogue à celui qu'avait connu l'Empire russe, près de quarante ans auparavant, s'ils s'engageaient dans des opérations militaires aussi loin de leurs bases. Ce but ne fut pas atteint. La réponse du président Roosevelt, dans son « discours de l'infamie », devant le Congrès, dès le 8 décembre, montrait, au travers de la volonté de riposte qu'il exprimait, que l'attaque du 7 décembre lui permettait d'entrainer un peuple uni dans la guerre, allant au-delà de la politique qu'il avait suivie depuis près de dix-huit mois, c'est-à-dire du « soutien aux démocraties, sans aller jusqu'à la guerre », avec l'abrogation du Neutrality Act en passant de la loi « cash and carry » au « Prêt-Bail », et par l'aide subreptice apportée au Royaume-Uni dans la lutte contre les sous-marins allemands, dans le début de la bataille de l'Atlantique,.
En revanche, le but direct des opérations du 7 décembre 1941 était l'anéantissement, sinon l'affaiblissement de la puissance navale des États-Unis dans le Pacifique, pour faciliter l'invasion de la Malaisie, qui avait débuté quelques heures avant l'attaque de Pearl Harbor, des Philippines, et bientôt des Indes néerlandaises, ainsi que de Bornéo et des Célèbes, sans compter nombre d'îles et d'atolls (à Wake, Guam dans les îles Mariannes ou les îles Gilbert), susceptibles de renforcer la ceinture de protection contre les forces navales occidentales, que constituent les îles du Pacifique du sud-ouest sous mandat japonais (îles Carolines, Palaos, îles Mariannes du nord et îles Marshall). Le succès, dans ce domaine, était presque total. En matière de grands bâtiments de combat, il ne restait que trois porte-avions de l'US Navy, les USS Lexington, Saratoga et Enterprise qui, par chance ne s'étaient pas trouvés le 7 décembre dans les eaux d'Hawaï.
Le naufrage du Prince of Wales et du Repulse ne résultait pas d'une opération conçue a priori par la Marine impériale japonaise. Il était intervenu, à la suite d'une rencontre due à la faiblesse de leur éclairage, avant que les cuirassés britanniques n'arrivent jusqu'aux plages des débarquements japonais, à proximité de la frontière de la Malaisie avec la Thaïlande, alors que l'amiral Phillips recherchait, sans couverture ni capacité d'exploration aérienne, une force de débarquement, au demeurant, inexistante, plus au sud, sur la côte est de la Malaisie,. L'attaque japonaise avait été le fait d'appareils de la 11e flotte aérienne, basés sur des aérodromes proches de Saïgon, car les Japonais avaient imposé par la force aux Français la présence de leurs troupes en Indochine, en 1941. Ces appareils avaient été détournés de leur mission initiale, qui était d'appuyer les débarquements qui s'effectuaient depuis le 8 décembre au nord de Khota Baru.
Qu'il n'y ait, dans les mois qui ont suivi Pearl Harbor, aucune intervention de cuirassés américains ne résultait pas seulement de cette attaque. L'U.S. Navy renforça la flotte du Pacifique avec des porte-avions, l'USS Yorktown, dès le début janvier, puis l'USS Hornet,, mais aussi avec les cuirassés de la classe New Mexico, la plus puissante qui lui restait. Or, si quelques tentatives de réactions, timides ou balbutiantes, eurent lieu, à Wake, fin décembre, sur les îles Gilbert ou les îles Marshall, fin janvier, ce furent les porte-avions qui en ont été chargés. Les plans établis avant-guerre aux États-Unis (Plan orange et Plan Dog) prévoyaient qu'en cas d'attaque japonaise dans le Pacifique, la priorité devait être donnée au maintien de la liaison maritime avec l'Australie, plutôt qu'à la défense des Philippines ou de l'Insulinde, ce qui explique la relative passivité de l'U.S. Navy, jusqu'aux attaques japonaises sur Port-Moresby.
Quand, à partir de mars, la Royal Navy renforça l'Eastern Fleet, avec des cuirassés anciens de la classe Revenge ainsi que le Warspite, cuirassé ancien mais modernisé, et deux porte-avions modernes, son nouveau commandant, le vice-amiral Somerville, conscient de la terrible dangerosité des porte-avions japonais, préféra abandonner les bases cinghalaises de Colombo et de Trincomalee, pour un mouillage plus discret dans l'atoll d'Addu, dans les îles Maldives, et même pour les ports de la côte orientale d'Afrique, notamment Kilindini d'où il pouvait protéger les lignes de ravitaillement de la VIIIe Armée en Égypte, qui empruntait la voie du Cap à Alexandrie via le canal de Suez,. Enfin, les Américains ayant appris, à leurs dépens, la capacité des porte-avions de porter des coups très rudes à très longue distance, ils choisirent d'embarquer seize bombardiers bimoteurs B-25, des U.S. Army Air Forces, sur le porte-avions USS Hornet pour un raid sur Tokyō, à caractère fortement symbolique, à la mi-avril 1942.
Du côté japonais, le conflit avec la Chine avait permis à la Marine impériale d'acquérir la maîtrise de l'emploi des porte-avions et des opérations amphibies, mais la doctrine navale sur l'emploi des cuirassés restait très marquée par les idées de Mahan sur la « bataille décisive ». C'est sans doute ce qui explique que pendant toute la période de l'invasion de la Malaisie, des Philippines, des Indes Orientales néerlandaises, et de la Birmanie, seuls les cuirassés rapides de la classe Kongo accompagnent les porte-avions de l'amiral Nagumo, sans doute aussi parce qu'ils sont les seuls à pouvoir naviguer de concert avec des porte-avions marchant à pleine vitesse.
Début mai 1942, les Japonais décident de lancer un raid sur Port Moresby, sur la côte sud-orientale de la Nouvelle-Guinée et d'occuper l'île de Tulagi, au nord de Guadalcanal dans la partie orientale de l'archipel des îles Salomon, menaçant directement la route entre les Hawaï et l'Australie. Les deux porte-avions de la 5e division de porte-avions, le Shōkaku et le Zuikaku partent de Truk, le 1er mai, aux ordres du contr-amiral Hara, pour couvrir l'opération. Puissants, ils déplacent 32 000 tonnes à pleine charge, embarquent plus de 70 avions, et filent 34,5 nœuds. Récents, ils sont du même programme de construction que le cuirassé Yamato et ont été mis en service en juillet 1941. Renseignés par le déchiffrage des messages radio japonais, les porte-avions USS Yorktown de la Task Force (TF) 17, avec le contre-amiral Fletcher, et le porte-avions USS Lexington (TF 11 avec le contre-amiral Fitch) sont envoyés dans la Mer de Corail, qui baigne l'extrémité orientale de la Nouvelle Guinée et le nord-est de l'Australie Le 4 mai, le convoi de débarquement à Tulagi est bombardé par les avions des deux porte-avions américains. Le porte-avions léger Shōhō qui assure, à 350 nautiques plus à l'est, la couverture rapprochée du groupe d'invasion de Port Moresby parti de Rabaul, est repéré, le 6. Il est pris pour un porte-avion lourd, attaqué et coulé le 7 en fin de matinée, tandis que les Japonais coulent un pétrolier et son escorteur qu'ils ont confondu avec la principale force américaine. Mais, les avions de l'USS Yorktown et de l'USS Lexington endommagent bientôt le Shōkaku, qui, en feu, ne peut plus récupérer ses avions. Les Japonais, ayant enfin repéré les porte-avions américains, les attaquent avec cinquante et un bombardiers, escortés de dix-huit chasseurs, et les endommagent tous les deux gravement, au point que USS Lexington doit finalement être abandonné, dans la soirée du 7 mai.
Victoire stratégique américaine, car le groupe d'invasion de Port Moresby a dû se retirer, ce qui écarte, pour un temps, le danger sur la liaison avec l'Australie, la bataille de la mer de Corail a vu la perte d'un des deux plus grands porte-avions américains, mais les réparations du Shōkaku et la reconstitution du groupe des pilotes du Zuikaku vont les empêcher de participer à la bataille de Midway, début juin. Elle aura été le dernier succès tactique de l'aéronautique navale japonaise. Mais c'est aussi le premier engagement de l'histoire, qui a eu lieu en haute mer, dans lequel les protagonistes se sont continuellement trouvés « au-delà de l'horizon » de leur adversaire, et donc hors de portée du canon le plus puissant. De ce jour, le cuirassé a cessé d'être le « capital ship » des flottes de combat.
Mais le commandant-en-chef de la flotte combinée, l'amiral Yamamoto, est plus inquiet des raids des porte-avions américains, à la fin du mois de janvier 1942, contre les positions japonaises, et du raid sur Tokyō que de la bataille de la mer de Corail qui contrarie seulement les plans de l'Armée de Terre pour la conquête de la Nouvelle-Guinée et la progression vers l'Australie. Il échafaude donc un plan d'attaque de l'île de Midway, au cœur du dispositif américain de protection des Hawaï, à 1 500 nautiques seulement plus à l'est, estimant que son occupation entraînera une réaction de la flotte du Pacifique pour la reconquérir, donnant ainsi l'occasion de livrer la « bataille décisive » qu'il appelle de ses vœux. Significativement, si on trouve à l'avant-garde de son dispositif, les quatre porte-avions de l'amiral Nagumo disponibles début juin 1942, les 1re et 2e divisions de porte-avions, Akagi, Kaga, Sōryū, et Hiryū, avec deux cuirassés rapides Haruna et Kirishima, on trouve derrière, le commandant-en-chef en personne, ayant sa marque sur le dernier-né de la flotte cuirassé, le gigantesque Yamato, et les deux cuirassés de la classe Nagato, tandis que la 2e flotte qui constitue l'escadre de couverture du débarquement de Midway comporte les deux cuirassés rapides Kongō et Hiei. Les quatre derniers cuirassés des classes Fusō et Hyuga protègent les forces chargées d'une attaque des îles Aléoutiennes. Bref, tous les cuirassés de la flotte japonaise sont à la mer, début juin. Mais la bataille va se jouer à l'avant-garde, où les porte-avions de l'amiral Nagumo vont être tous coulés par les TF 17 du contre-amiral Fletcher sur l'USS Yorktown, et TF 16 (autour des USS Enterprise et Hornet) où le contre-amiral Spruance remplaçait le vice-amiral Halsey, malade. L'U.S. Navy n'y perdra que l'USS USS Yorktown. Mais les cuirassés japonais ne prirent aucune part à la bataille, mal disposés pour couvrir les porte-avions de leur artillerie anti-aérienne, en ce qui concerne les cuirassés rapides, et à 300 nautiques en retrait pour les cuirassés de la 1re flotte de l'amiral Yamamoto, peut-être parce que celui-ci pensait que les cuirassés n'auraient à intervenir qu'une fois Midway occupée, pour la « bataille décisive ».
Pour compenser les pertes en porte-avions subies à Midway, la Marine impériale japonaise va engager un ambitieux programme de conversions en porte-avions, qui affectera notamment les deux cuirassés de la classe Ise. Un pont d'envol et un hangar pour 22 avions seront installés à la place des deux tourelles arrière de 356 mm. Cette conversion achevée fin 1943, ces deux cuirassés ne participeront dans ce rôle de bâtiments hybrides, au demeurant dépourvus d'avions et de pilotes, qu'à la bataille du Cap Engaño, fin octobre 1944.

###### De Guadalcanal au Japon, les cuirassés rapides au second rang
Au début de mai, les Japonais ont débarqué sur l'île de Guadalcanal et entrepris d'y construire un aérodrome qui permette de menacer la liaison avec l'Australie. En août, les Marines américains débarquent sur Tulagi et sur Guadalcanal, et va commencer une longue série de combats, sur terre, sur mer et dans les airs, pour le renforcement des troupes américaines qui s'efforcent de défendre l'aérodrome rebaptisé Henderson Field (du nom de Lofton R. Henderson, un officier aviateur des Marines qui a précipité son appareil sur le porte-avions Hiryū[réf. nécessaire]), et des troupes japonaises qui l'attaquent. Ce furent les batailles de l'île de Savo, le 9 août, des Salomon orientales, du 24 au 25 août, du cap Esperance dans la nuit du 11 au 12 octobre, de Santa Cruz, les 26 et 27 octobre, les deux batailles navales de Guadalcanal, dans les nuits du 12 au 13 novembre et du 14 au 15 novembre, et la bataille de Tassafaronga, le 30 novembre-1er décembre.
Toutes ces batailles ont une même caractéristique, elles se livrent au canon quand elles ont lieu de nuit, et quand elles ont lieu de jour, il y a intervention de l'aviation, basée à terre, depuis Henderson Field du côté américain, ou de l'aviation embarquée, le plus souvent les porte-avions Shokaku, Zuikaku, et dans une moindre mesure Ryūjō et Jun'yō du côté japonais, les USS Enterprise, Hornet, Saratoga et Wasp du côté américain. Mais surtout, on voit réapparaitre les cuirassés rapides de la classe Kongō uniquement, du côté japonais et du côté américain, d'abord les cuirassés modernes de la classe North Carolina, puis le South Dakota. Les cuirassés ne sont plus en première ligne dans les combats de jour, ils assurent la protection anti-aérienne des porte-avions. L'USS North Carolina participe ainsi à la couverture du débarquement sur Guadalcanal, début août, puis auprès de l'USS Enterprise, du Saratoga et du Hornet, à la bataille des Salomon orientales, où son artillerie anti-aérienne abat 24 avions,. L'USS Washington rallie le théâtre d'opérations du Pacifique peu après que l'USS North Carolina a dû en être retiré après avoir reçu une torpille. À la bataille de Santa Cruz, l'USS South Dakota contribue à éviter à l'USS Enterprise, la destruction à laquelle n'échappe pas l'USS Hornet,. Initialement constituée en Task Force autonome, la TF 64, aux ordres du contre-amiral “Ching” Lee, centrée sur les cuirassés USS Washington et South Dakota est alors formellement intégrée à la Task Force 16 du contre-amiral Kinkaid, constituée autour de l'USS Enterprise.
Après la bataille du Cap Esperance, où les croiseurs du contre-amiral Scott ont repoussé un convoi protégé par les croiseurs du contre-amiral Gotō, qui y est mortellement blessé, la Marine impériale japonaise engage des cuirassés rapides de la classe Kongō, pour soutenir l'escorte ds convois de renforcement de leurs troupes à Guadalcanal et surtout bombarder Henderson Field. Au cours d'une mêlée confuse, dans la nuit du 12 novembre, dans « le détroit au fond d'acier » entre les îles de Savo et de Guadalcanal, les croiseurs lourds de l'escadre du contre-amiral Callaghan sont sérieusement endommagés, et deux croiseurs légers sont coulés, par les cuirassés rapides du vice-amiral Abe. Les deux amiraux américains, Callaghan et Scott, sont tués, mais le cuirassé rapide Hiei se retrouve désemparé. Attaqué le lendemain par l'aviation embarquée de l'USS Enterprise, il doit être achevé par ses destroyers d'escorte,. Le surlendemain, les Japonais reviennent avec le cuirassé rapide Kirishima, mais la Task Force 64 du contre-amiral Lee a été envoyée de Nouméa en renfort et dans la mêlée confuse du combat de nuit qui s'ensuit, si l'USS South Dakota est sérieusement malmené par les Japonais qui ont un grand entrainement au combat de nuit, l'USS Washington, sur lequel flotte la marque du contre-amiral Lee qui est un spécialiste du radar, surprend le Kirishima et le coule de neuf obus de 406 mm. Ce fut le seul combat au canon entre cuirassés rapides, durant la guerre du Pacifique, mais dans lequel la vitesse n'a eu aucune influence, à la différence de la détection de la cible.
Les cuirassés rapides USS Washington, North Carolina, South Dakota, Alabama et Indiana, ainsi que les USS Iowa et New Jersey ont fait partie des Task Forces de porte-avions auxquelles ils ont contribué à fournir une protection contre-avions, pendant toutes les opérations de reconquête, depuis les îles Salomon, la Nouvelle-Guinée, les îles Gilbert et Marshall, les Mariannes, les Philippines, les îles Bonins (Iwo-Jima), et Okinawa. Mais ce ne sont pas les cuirassés rapides qui ont effectué les bombardements au canon préparatoires aux débarquements, qui mettent en œuvre des techniques de combat différentes. Ces bombardements ont été le fait des cuirassés lents anciens, tels que ceux qui ont été présents, aux ordres du contre-amiral (puis vice-amiral) Oldendorf, en 1944, aux débarquements sur les îles Gilbert et Marshall, Palau et en particulier Peleliu, puis Saipan, Guam et Tinian dans les îles Mariannes, et après la bataille du détroit de Surigao, en 1945, aux débarquements de Lingayen aux Philippines, et Okinawa.
Dans la Royal Navy, en 1944, les cuirassés anciens modernisés Queen Elizabeth et Valiant, le croiseur de bataille HMS Renown et le cuirassé français Richelieu avaient été affectés à la flotte d'Orient (Eastern Fleet) qui devint, en 1945, la flotte de Indes Orientales (Eastern Indies Fleet). Basés à Tricomalee, ils ont assuré la couverture de porte-avions (HMS Illustrious en 1944 et 1945, USS Saratoga en 1944, HMS Victorious, en 1945) effectuant des opérations de bombardement sur Sumatra (à Sabang et à Padang) et Java (à Sourabaya), les îles Andaman et les îles Nicobar, voire effectuant eux-mêmes des bombardements au canon sur certains de ces objectifs. Lorsque fut constituée fin 1944, la nouvelle flotte britannique du Pacifique (British Pacific Fleet), commandée depuis Sydney par l'amiral Bruce Fraser, qui avait auparavant commandé la Home Fleet, les cuirassés rapides de la classe King George V furent affectés auprès de porte-avions des classes Illustrious, Implacable et Colossus que commandait le contre-amiral (puis vice-amiral) Vian, pour des missions analogues à celles des cuirassés rapides américains. Toutefois, les objectifs qui ont été confiés à la flotte britannique du Pacifique furent d'abord des bombardements d'installations industrielles stratégiques, comme les raffineries de pétrole de Palembang, puis la couverture dans le secteur des îles Sakishima de l'attaque contre Okinawa. Mais l'U.S. Navy a voulu réserver aux porte-avions américains le bombardement des ports où étaient réfugiés les derniers grands bâtiments de la Marine impériale japonaise.
Les cuirassés rapides américains cités plus haut, auxquels se sont joints, selon les circonstances, les USS Massachusetts, Wisconsin et le HMS King George V , ont terminé la guerre en bombardant au canon, du 14 juillet au 9 août 1945, des installations industrielles ayant un intérêt militaire, telles que les aciéries de Kamaishi, au nord de la grande île de Honshū, ou celles de la Japan Steel Works, à Muroran, dans l'île d'Hokkaidō, qui se trouvaient hors de portée des bombardiers B-29, mais également à Hitachi, à 130 km au nord-est de Tokyo, ou à Hamamatsu, contre l'usine d'instruments de musique de Yamaha qui, pendant la guerre, fabriquait des hélices d'avions et contre une usine de fabrication de locomotives. Plusieurs de ces attaques ont eu lieu en présence de l'amiral Halsey, à bord de l'USS New Jersey.

## Épilogue

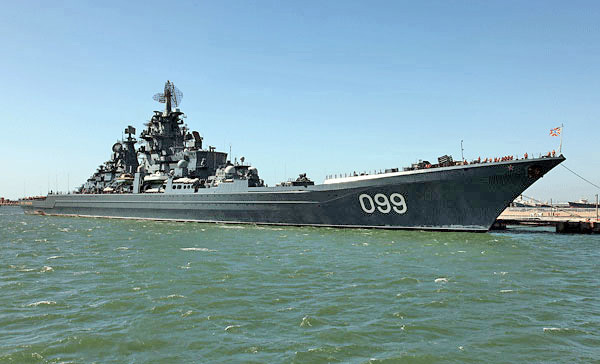
Croiseur russe Pierre le Grand de la.

La vitesse a été au cœur du concept de croiseur de bataille, pour rattraper l'ennemi et le reconnaitre, choisir la distance à laquelle on veut combattre, pouvoir en cas de combat en lignes parallèles, jouer le rôle d'aile marchante et essayer de coiffer la tête de la ligne de bataille adverse. De 1914 à 1916, l'épreuve du feu a montré la justesse du concept, pourvu que la protection ne soit pas exagérément sacrifiée, ce que les bâtiments allemands ont assez bien montré. Comme les navires de la Hochseeflotte ont été sabordés à Scapa Flow, on ne saura jamais ce qu'il serait advenu des SMS Derfflinger et Hindenburg, et s'ils auraient occupé, dans les flottes de guerre, une place équivalente à celle des grands paquebots transatlantiques de la HAPAG (SS Imperator, et SS Bismarck), voulus par Albert Ballin, qui eurent des carrières brillantes sous pavillon britannique, pendant l'entre-deux-guerres.
Vingt ans plus tard, alors que le concept de cuirassé rapide s'était imposé, l'épreuve du feu a montré que la vitesse demeurait un élément déterminant. On l'a vu à la bataille du Rio de la Plata quand le Graf Spee n'a pas réussi à décrocher les croiseurs anglais, à la bataille de Matapan où les cuirassés britanniques ont vu le Vittorio Veneto leur échapper bien qu'il ait été ralenti, dans le forcément du Pas-de-Calais, qui reposait en grande partie sur la vitesse des cuirassés rapides allemands, à la bataille du cap Nord, où le Scharnhorst a été perdu dès qu'il n'a plus été plus rapide que son adversaire. Enfin, chaque fois qu'ils l'ont pu, les attaquants se sont efforcés de neutraliser le facteur vitesse en attaquant leur ennemi au mouillage, à Mers el-Kébir, à Dakar, à Tarente, à Pearl Harbor.
Mais des innovations techniques ont aussi réduit l'importance de la vitesse, comme élément déterminant de l'efficacité des cuirassés. Les techniques du début de la Seconde Guerre mondiale, veille optique et direction de tir par télémétrie, ont été bouleversées pour l'acquisition d'objectif, avec le développement du radar de veille lointaine, qui a été décisif dans la découverte et la poursuite du Bismarck ou du Scharnhorst, tandis que le radar de conduite de tir bouleversait les techniques du combat au canon, la nuit, ou par temps de brume, on l'a vu de Casablanca à Guadalcanal, au Cap Nord, ou dans le détroit de Surigao. Parce qu'au cours de sa refonte aux États-Unis, l'U.S. Navy avait refusé de doter le Richelieu d'un radar de direction de tir, le cuirassé rapide français, incorporé à la Home Fleet, et présent à Scapa Flow, fin décembre 1943, n'a pas pu participer à la bataille du Cap Nord.
La vitesse est cependant restée un atout, pour les cuirassés rapides, après qu'ils eurent perdu leur statut de « capital ships », en ce qu'elle permit de leur confier le rôle d'escorte anti-aérienne des porte-avions pour lesquels la vitesse était nécessaire pour lancer leurs avions, alors qu'ils n'avaient plus d'autre utilité opérationnelle en haute mer. On observera cependant que l'importance de la très grande vitesse, au-delà de 30 nœuds, a pu être surestimée, quand on pense aux prouesses qu'avaient dû faire les concepteurs des derniers navires porte-gros canons de 35 000 tonnes pour qu'ils dépassent 30 nœuds et que l'on sait que la seule fois où le Richelieu a poussé ses machines au maximum au combat, pour essayer d'intercepter le croiseur lourd japonais Haguro (opération Dukedom), il n'a pas pu dépasser 28 nœuds, en raison des salissures de sa coque.
Pour ce qui est de la perte du statut de capital ship, c'est indubitablement l'évidence de la supériorité de l'emploi massif des avions par rapport aux gros canons pour porter des coups décisifs à longue distance qui en est la cause. Cette évidence, l'action des porte-avions britanniques l'avait laissé entrevoir, dans leurs actions contre les cuirassés français, italiens et allemands de 1940 à 1942, et elle s'était affirmée dans les batailles aéro-navales américano-japonaises du printemps et de l'été 1942. Elle signait non seulement le déclassement des cuirassés, mais leur disparition à terme, alors qu'en mai 1940, l'Amirauté française faisait encore le choix de faire construire le premier cuirassé de 40 000 tonnes qui devait succéder à la classe Richelieu sur la première cale de construction disponible, alors qu'elle avait été prévue auparavant pour le second porte-avions de la classe Joffre.
Trois ans plus tard, au moment du débarquement américain dans le Golfe de Leyte, aux Philippines, la guerre était d'ores et déjà perdue pour l'aéronautique navale japonaise, et l'amiral Toyoda, devait se résigner à utiliser ses porte-avions lourds comme appâts, pour permettre à ses cuirassés, soigneusement restés au port depuis plus d'un an, en attente de la « bataille décisive », d'essayer de surprendre la flotte de débarquement américaine au large de l'île de Samar. Ce plan fut bien près de réussir. L'amiral Halsey, commandant la 3e flotte U.S., dont les porte-avions lourds avaient coulé le cuirassé géant Musashi, et, lui semblait-il, contraint la « Force centrale » rassemblant les plus puissants cuirassés japonais à rebrousser chemin, partit donc à l'attaque, sitôt qu'il l'eut détectée, de la flotte mobile de l'amiral Ozawa, qui comptait encore en son sein le dernier porte-avions qui y avait été présent à Pearl Harbor, le Zuikaku, et il emmena avec lui les cuirassés rapides en couverture. Quand la Force Centrale de l'amiral Kurita déboucha du détroit de San Bernadino pour attaquer la flotte de débarquement, protégée seulement par des porte-avions d'escorte qui contre-attaquèrent avec pugnacité, l'amiral Halsey tarda à détacher ses deux cuirassés les plus rapides, USS Iowa et New Jersey (TG 34.5) qui ne réussirent pas à intercepter les cuirassés de l'amiral Kurita, car celui-ci s'était replié, croyant avoir en face de lui les porte-avions lourds de la 3e flotte. S'il n'y eut donc pas le choc cataclysmique des plus rapides cuirassés américains avec les plus puissants cuirassés japonais, cela tient à ce que dans l'esprit des amiraux des deux camps, le danger le plus grand était celui des porte-avions lourds. Or l'amiral japonais n'avait face à lui que des porte avions d'escorte, et l'amiral américain s'obstinait à vouloir intercepter des porte-avions qui n'avaient pratiquement plus ni pilotes ni avions, et répugnait à diviser ses forces, pensant que la place des cuirassés rapides était d'abord d'escorter les porte-avions lourds. Tout ceci montre bien l'évolution des esprits, plaçant définitivement les cuirassés au second rang des forces d'attaque.
La perte du Yamato devant Okinawa, en avril 1945, a confirmé que des attaques massives de l'aviation embarquée pouvait avoir raison des plus puissants cuirassés. Et pourtant, la Royal Navy achevait en 1946, la construction du cuirassé rapide HMS Vanguard. La Marine Nationale française, quant à elle, avait décidé en septembre 1945, de terminer le cuirassé inachevé Jean Bart en « un second Richelieu », ce qui inspira à un amiral français ce commentaire désabusé : « Il fut assez surprenant de voir en 1945 l'État-Major de la Marine soutenir, par doctrine, la solution du cuirassé intégral. Ce fait (...) montre à quel point, en dépit des enseignements de la guerre, le mythe suranné du gros canon continue de dominer notre doctrine navale. ». Après avoir servi à tester de nouveaux canons anti-aériens (en particulier le canon de 57 mm/60 Modèle 1951) et les nouveaux radars de construction française, et achevé en 1955, le Jean Bart a été retiré du service actif au bout de deux ans, et le nom de la troisième unité prévue de la classe Richelieu, Clemenceau, a été donné au premier porte-avions moderne français, de construction nationale, inspiré des porte-avions américains de la classe Essex.

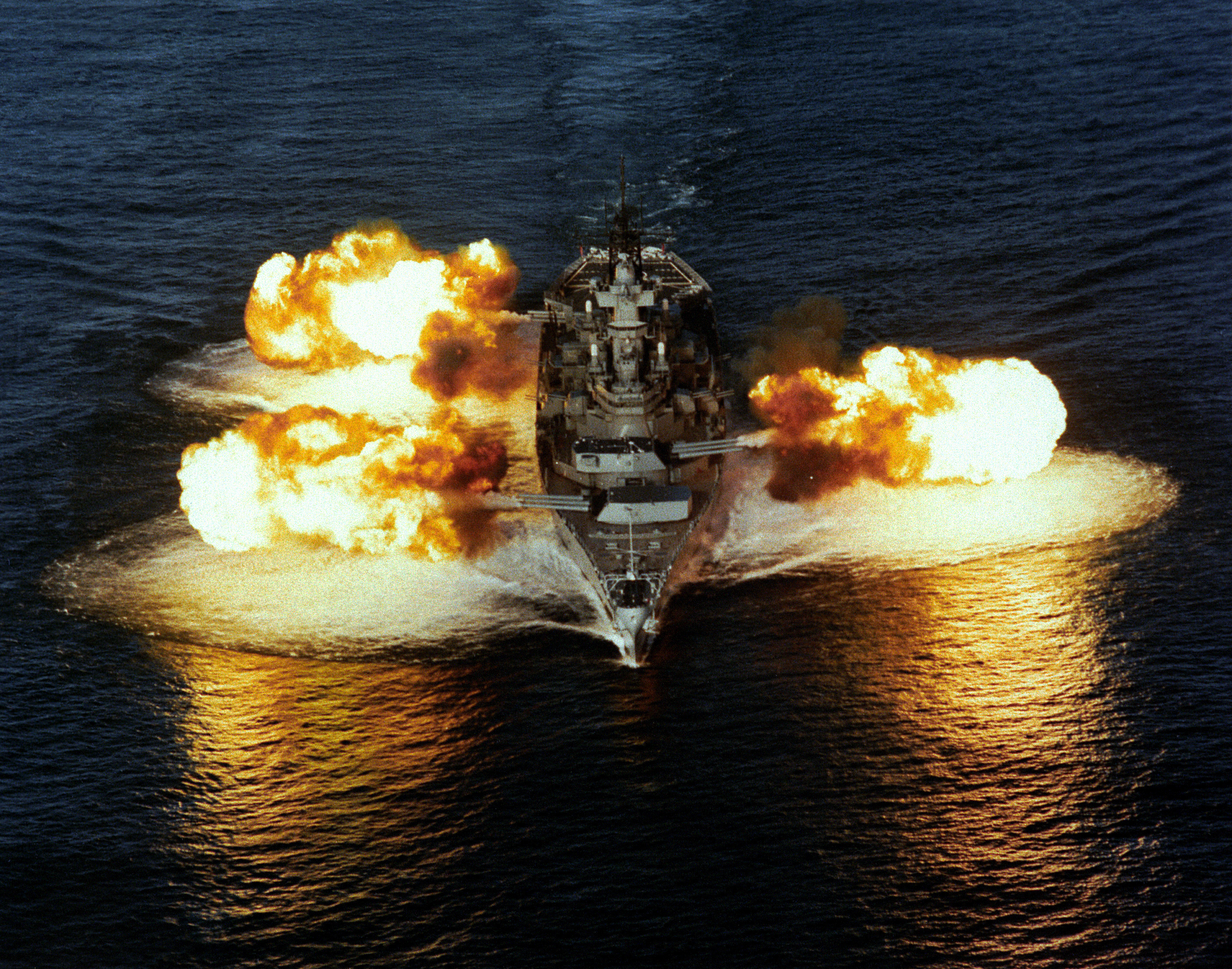
Cuirassé USS New Jersey de la classe Iowa

La totalité des cuirassés rapides fut définitivement retirée du service actif peu de temps après la fin de la guerre, à l'exception de l'USS Missouri de la classe Iowa, dont la cinquième unité, le Kentucky demeurait inachevée. Pour effectuer des bombardements côtiers en Corée, en 1950-51, on remit les trois autres unités en service, et elles subirent même des aménagements pour pouvoir tirer des obus à tête nucléaire. On pensa ensuite à faire de la classe Iowa des cuirassés lance-missiles balistiques, mais on préféra installer ce système d'armes sur des sous-marins, ou en faire des cuirassés lance-missiles anti-aériens, mais on jugea plus économique de transformer des croiseurs lourds, voire les utiliser, en les aménageant, comme bâtiments d'assaut porte-commandos Après 1968, l'USS New Jersey effectua des bombardements côtiers au Viêt Nam, puis au Liban. La mise en service par la Marine de l'Union soviétique de bâtiments déplaçant 25 000 tonnes, avec une propulsion partiellement nucléaire, et transportant un redoutable arsenal de missiles anti-navires, anti-aériens et anti-sous-marins, la classe Kirov, fit penser à certains qu'on était en présence d'une résurgence du concept de croiseur de bataille, et cela ne contribua pas peu au maintien en réserve des cuirassés de la classe Iowa, malgré leur âge avancé. Après la désintégration de l'Union soviétique, qui entraina une régression de la puissance navale russe, l'aggravation des tensions au Moyen-Orient permit de voir les USS Missouri et Wisconsin, dotés de systèmes de défense anti-aériens Vulcan-Phalanx, et équipés de missiles Harpoon et Tomahawk, participer à la guerre du Golfe au moment de l'occupation du Koweït par l'Irak, bombardant Bagdad, en 1991. Avec quelque cinquante ans de service actif, avant d'être transformés en musées, les quatre cuirassés de la classe Iowa sont les cuirassés qui ont connu la plus longue carrière, plus que les trente-huit ans de service (1912-1950) qu'a connus le croiseur de bataille SMS Goeben, sous le pavillon de l'Empire allemand, puis sous celui de la Turquie, bien qu'il ait été démoli soixante-et-un ans (1912-1973) après sa mise en service.

## Science-fiction
La science-fiction, dans ses space-opera, met fréquemment en œuvre des flottes de combat « galactiques » directement décalquées des grandes flottes du début du XXe siècle. La notion de croiseur de bataille y trouve un nouvel éclairage.